# سلمان بن عبد العزيز آل سعود
سلمان بن عبد العزيز بن عبد الرحمن آل سعود (ولد 5 شوال 1354 هـ / 31 ديسمبر 1935) ملك المملكة العربية السعودية السابع منذ 1436هـ/ 2015م، والقائد الأعلى للقوَّات العسكرية، الحاكم العشرون من أسرة آل سعود، والابن الخامس والعشرون من أبناء الملك المؤسِّس عبد العزيز بن عبد الرحمن آل سعود من زوجته الأميرة حَصَّة بنت أحمد السديري. وهو أحد أهم أركان العائلة المالكة السعودية، بصفته أمين سرِّ العائلة ورئيس مجلسها، والمستشار الشخصي لملوك المملكة، وأحد من يُطلق عليهم السديريون السبعة من أبناء الملك عبد العزيز.
بدأت عَلاقة الملك سلمان بمنطقة الرياض في عام 1954، حين عُيِّن أميرًا لها بالنيابة وهو ابن التاسعة عشرة من عُمره. ثم صدر في العام التالي أمر ملكي بتعيينه أميرًا لمنطقة الرياض، بمرتبة وزير. في إبَّان توليه إمارة الرياض قاد إحدى أكبر عمليات التطوير العُمراني في المنطقة، وشهدت الرياض العاصمة تحت إمارته إنجاز العديد من مشاريع البنية التحتية الكبرى؛ مثل الطرق السريعة والحديثة، والمدارس، والمستشفيات، والجامعات، إلى جانب المتاحف والملاعب الرياضية وغيرها، فتوسَّعت وازدهرت وجذبت السياحة والتجارة والاستثمار. وتولَّى شؤون الأسرة المالكة، وصار أمينَ سرِّها، ومستشارًا مقرَّبًا لملوك السعودية، ومبعوثًا لهم. كُلِّف إدارةَ عدَّة ملفَّات سياسية، وقام برحلات عمل خارجية كثيرة. له إسهامات في القضايا والأزَمات العربية ولا سيَّما في الأعمال الخيرية والإنسانية، مع اهتمامه بالثقافة والتاريخ والعلوم.
أستمرَّ أميرًا لمنطقة الرياض أكثر من 50 عامًا، ثم عُيِّن وزيرًا للدفاع في عام 2012. قضى في الوِزارة قرابة أربعة أعوام، أسس فيها منظومة إدارية جديدة، تقوم على الشفافية وحوكمة العمل، والتوسُّع في القَبول بالكلِّيات والمعاهد العسكرية، والتدريب العالي لجميع القوَّات المسلَّحة، وابتعاث الأفراد والضبَّاط إلى الدول المتقدِّمة في مجالات التصنيع، وكثافة المناورات التدريبية والمشاريع العسكرية.
في 18 يونيو 2012 أصدر العاهل السعودي عبد الله بن عبد العزيز آل سعود أمرًا ملكيًّا باختياره وليًّا للعهد وتعيينه نائبًا لرئيس مجلس الوزراء وزيرًا للدفاع. وفي أثناء ولايته العهد، أجرى زيارات وجولات عدَّة؛ تحمل أبعادًا سياسية واقتصادية.
بُويع ملكًا للمملكة العربية السعودية، في 3 ربيع الآخر 1436هـ الموافق 23 يناير 2015م بعد وفاة الملك عبد الله بن عبد العزيز آل سعود. شهدت السعودية في عهده إنجازات لافتة وغير مسبوقة في مختلِف الجوانب السياسية والاقتصادية والاجتماعية والتنموية والتنظيمية، تضمَّنت أعمالًا ومشاريعَ ومبادرات سريعة ومتلاحقة على المستوى التنموي والاجتماعي، وتقدَّمت السعودية في تقنية المعلومات والاتصالات والحكومة الإلكترونية تقدُّمًا كبيرًا، وضعَها في المراتب الدَّولية الأولى.

## نسبه
سلمان بن الملك عبد العزيز ابن الإمام عبد الرحمن ابن الإمام فيصل ابن الإمام تركي ابن الأمير عبد الله ابن الإمام محمد ابن الأمير سعود الأوَّل.

## نشأته
وُلد سلمان بن عبد العزيز في 5 شوال 1354 هـ الموافق 31 ديسمبر 1935م، وتلقَّى تعليمه في مدرسة الأمراء في الرياض التي كان يديرها عبد الله خياط إمام وخطيب المسجد الحرام. ختم القرآن كاملًا تلاوةً وهو في سنِّ العاشرة. كان أحدَ الأمراء المقرَّبين لوالده الملك المؤسس عبد العزيز آل سعود.

## الحياة السياسية

### أميرًا للرياض

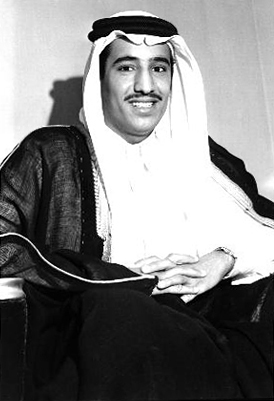
سلمان بن عبدالعزيز في العشرينيات من العمر

كانت بداية دخوله العمل السياسي بتاريخ 11 رجب 1373 هـ الموافق 16 مارس 1954 عندما عين أميراً لمنطقة الرياض بالنيابة عن أخيه الأمير نايف بن عبد العزيز، وبتاريخ 25 شعبان 1374 هـ الموافق 18 أبريل 1955 عين أميراً لمنطقة الرياض، وظَلَّ في إمارة منطقة الرياض إلى 7 رجب 1380 هـ الموافق 25 ديسمبر 1960 عندما استقال من منصبه. في 10 رمضان 1382 هـ الموافق 4 فبراير 1963 أصدر الملك سعود مرسوماً ملكياً بتعيينه أميراً لمنطقة الرياض مرة أخرى.
أثناء تولية إمارة الرياض، قام بعد جولات خارجية منها: زيارة العاصمة الأردنية في العام 1968، بصفته رئيس اللجنة الشعبية لمساعدة منكوبي الأردن، وقام بتسليم الدفعة الثانية من تبرعات مواطني منطقة الرياض. في عام 1969، تفقد القوات السعودية المُرابطة على خط المواجهة في منطقة الأغوار في الأردن ورافقه الملك حسين بن طلال. وفي العام 1974 قام بزيارة الكويت والبحرين وقطر لتعضيد الموقف العربي، وفي عام 1985 زار باريس وقلده الرئيس الفرنسي جاك شيراك وسام مرور ألف عام على إنشاء مدينة باريس. وفي عام 1991، زار مونتريال في كندا، حيث افتتح معرض المملكة بين الأمس واليوم. وفي عام 1996 استقبله الرئيس الفرنسي جاك شيراك في قصر الإليزيه في باريس أثناء زيارته للعاصمة الفرنسية.
وبعد أن انتهت زيارته الرسمية لفرنسا قام بزيارة رسمية إلى جمهورية البوسنة، ووضع مع رئيس البوسنة علي عزت بيجوفيتش قواعد مركز الملك فهد الثقافي مدينة بسراييفو،  وافتتح عدد من مشروعات الهيئة العليا لجمع التبرعات لمسلمي البوسنة والهرسك، كما وضع حجر الأساس لمركز الأمير سلمان بن عبد العزيز في سراييفو، كما افتتح الأمير سلمان بن عبد العزيز جامع الملك فهد بن عبد العزيز في جبل طارق. في عام 1998 زار الأمير باكستان واليابان وبروناي وهونغ كونغ والصين وكوريا الجنوبية والفلبين في إطار جولة آسيوية استهدفت تطوير العلاقات. في عام 1999، زار الفلبين، وقلده الرئيس الفلبيني جوزيف استرادا «وسام سكتونا» الأعلى في الجمهورية الفلبينية، تقديرا لدعمه الأعمال الخيرية ومساعدة العمالة الفلبينية في المملكة، وفي شهر يوليو، زار السنغال، وقلده الرئيس السنغالي عبدو ضيوف «الوسام الأكبر في السنغال».

#### مستشار الملوك

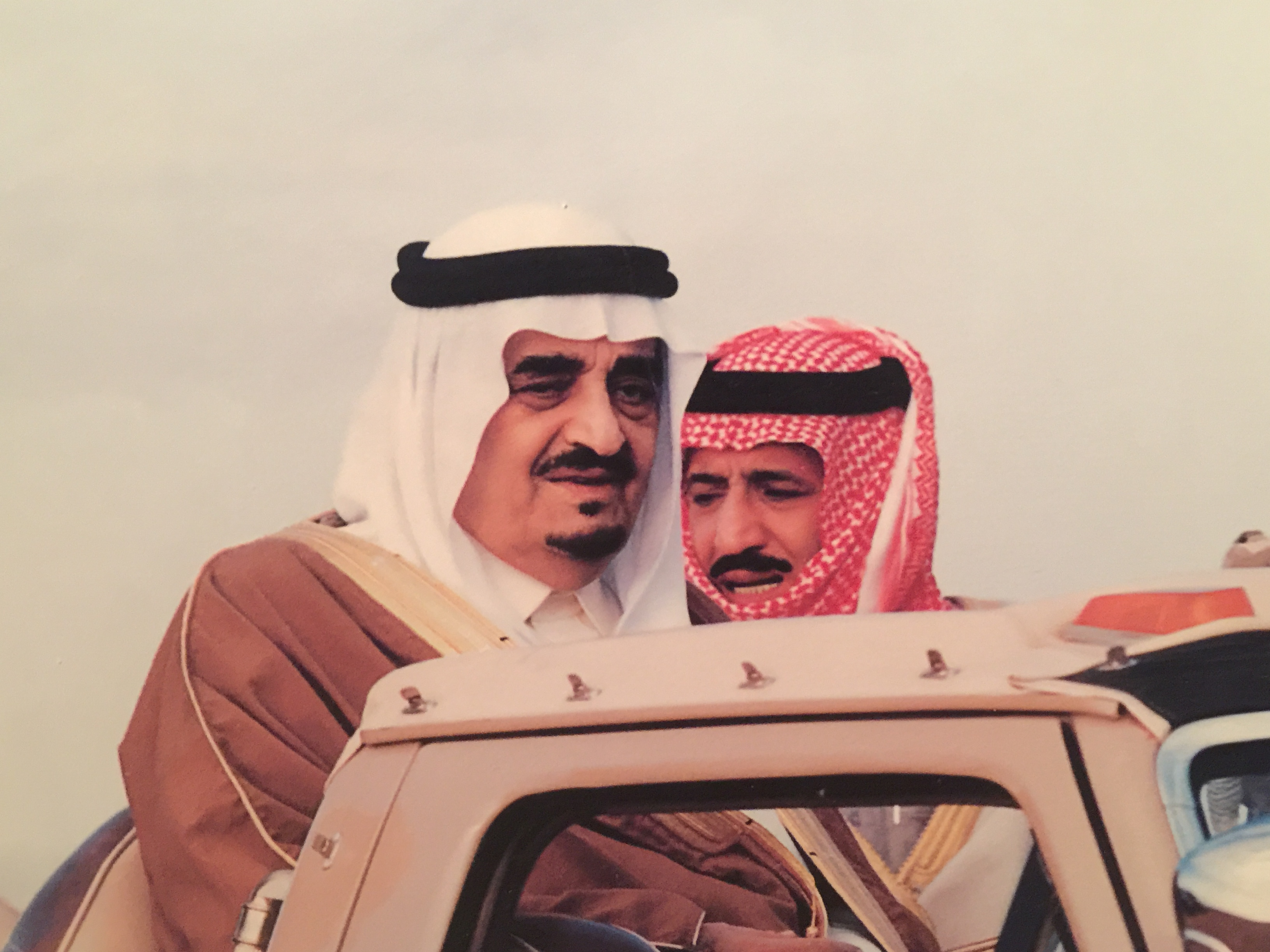
الملك سلمان والملك فهد

كان سلمان، طوال فترة أمارته على الرياض؛ الأكثر قربًا إلى ملوك المملكة العربية السعودية، وكان مرافقًا لوالده الملك عبد العزيز ومكمنًا لثقته الكبيرة رغم أنه الابن الخامس والعشرون في ترتيب أبناء الملك المؤسس، وعلى ذات النهج بقي الملك سلمان مُقرّبًا من جميع ملوك الدولة السعودية (الملك سعود، الملك فيصل، الملك خالد، الملك فهد، والملك عبدالله)، الذي اختاره ليكون وليًا لعهده.
يوصف الملك سلمان في أوساط الأسرة المالكة بأنه أمين سر أُسرة الحُكم ومبعوث الملوك ومستشارهم الخاص. وفي خضم عدد من التحديات التي عاشتها المنطقة، أوكلت للملك سلمان (حينما كان أميرًا) العديد من المهام السياسية؛ قام على إثرها بعدة زيارات إلى دول العالم تكللت بتوقيع اتفاقيات ومذكرات التفاهم مع عدد من عواصم العالم الرائدة شرقًا وغربًا. كما شارك في المفاوضات مع قادة وزعماء زاروا العاصمة السعودية، وكان عضوًا دائمًا في الوفود الملكية، كما ترأس وفود بلاده إلى العديد من المحافل الإقليمية والعالمية.
وقد توسعت دائرة حضور الملك سلمان عند العديد من زعماء الدول ورؤساء الحكومات والزعامات السياسية والثقافية، انطلاقًا من أمارته لعاصمة البلاد، التي لعبت دورًا بارزًا في صناعة خارطة الاهتمام بالقرار السعودي نظير ما استضافته الرياض من رؤساء دول وزعامات سياسية ومؤتمرات ومبادرات.

#### شؤون الأسرة المالكة
طوال أمارته على الرياض وما بعدها، كان الملك سلمان، أمين سر عائلة آل سعود الحاكمة، والمعني بكل ملفات أبناء وبنات الأسرة؛ كما أن له أدوار محورية في تعزيز تماسك الأسرة والقرب منهم، مما جعله أبرز أركانها؛ والأكثر حضورًا بين أبناء الملك عبد العزيز الذكور الستة والثلاثين.

### وزيرًا للدفاع
في شهر نوفمبر من العام 2011م، خلف سلمان شقيقه الأمير سلطان بن عبد العزيز، في وزارة الدفاع، حيث أصدر خادم الحرمين الشريفين الملك عبد الله بن عبد العزيز، أمرًا بتعيينه وزيرًا للدفاع، في المملكة، والتي تشمل القوات البرية والجوية والبحرية والدفاع الجوي. حيث قضى في الوزارة ما يقرب من أربعة أعوام، أسس خلالها منظومة إدارية جديدة، تقوم على الشفافية وحوكمة العمل، وزاد على ذلك أمره بالتوسع في القبول بالكليات والمعاهد العسكرية والتدريب العالي لكافة القوات المسلحة، وابتعاث الأفراد والضباط إلى الدول المتقدمة في مجالات التصنيع، وشهدت وزارة الدفاع في عهده كثافة في المناورات والمشاريع العسكرية.
أثناء تولية وزارة الدفاع، قام في 3 ابريل عام 2012، بزيارة العاصمة البريطانية لندن، تلبية لدعوة تلقاها من وزير الدفاع البريطاني فيليب هاموند (حينذاك)، للتباحث في مجمل الأوضاع في المنطقة والعلاقات الثنائية بين البلدين. وفي 12 ابريل عام 2012 قام بزيارة الولايات المتحدة، واستقبله الرئيس الأمريكي باراك أوباما في البيت الأبيض بُحِثَتْ فيها جملة من المواضيع الثنائية والإقليمية محل الاهتمام المشترك. وضرورة حسم الولايات المتحدة أمرها فيما يتعلق بسوريا وإيران. وصل مدريد في 6 يونيو 2012 في زيارة لمملكة إسبانيا بدعوة رسمية من وزير الدفاع الإسباني بدرو مورينيس اولاتي، بحث خلالها عدد من الملفات المهمة وتبادل وجهتي النظر فيما يتعلق بالأحداث الجارية في المنطقة.

### وليًا للعهد

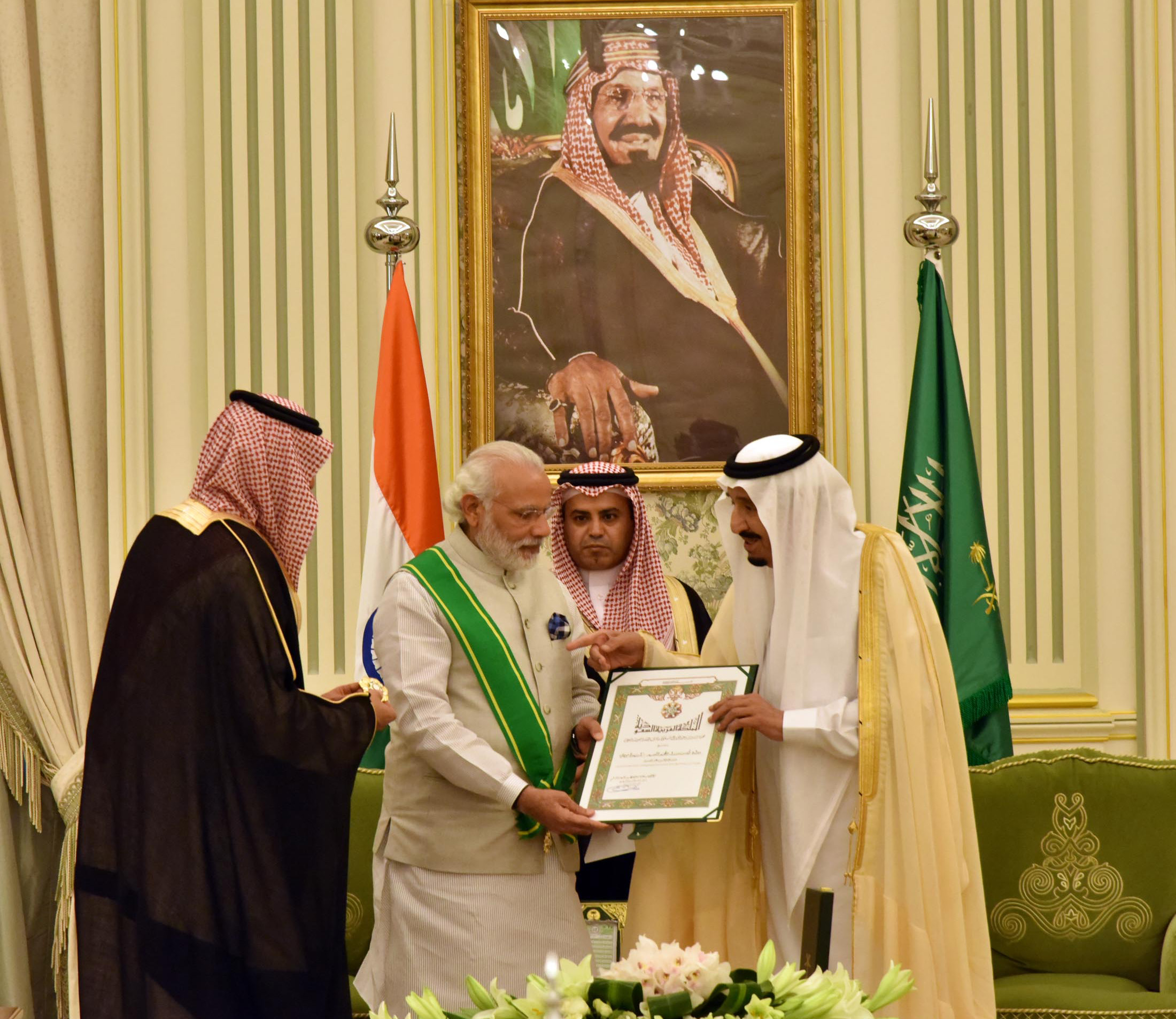
سلمان يستقبل رئيس الوزراء الهندي إبّان ولاية العهد في 11 فبراير 2014.

بعد وفاة أخيه الشقيق الأمير نايف بن عبد العزيز آل سعود ولي العهد نائب رئيس مجلس الوزراء وزير الداخلية وبتاريخ 18 يونيو 2012 أصدر العاهل السعودي عبد الله بن عبد العزيز آل سعود أمراً ملكياً باختياره ولياً للعهد وتعيينه نائباً لرئيس مجلس الوزراء وزيراً للدفاع.
أثناء ولايته العهد، قام في فبراير 2014م، بزيارات وجولات عدة؛ تحمل أبعادًا سياسية واقتصادية، من باكستان إلى الهند والتي أصبحت تمثل ثقلاً سياسياً واقتصادياً واستراتيجياً ومن هذا المنطلق كانت الزيارة مهمة، لعرض تاريخ ومستقبل العلاقات بين هذه الدول. ثم زار اليابان في 17 فبراير 2014م، التقى خلالها إمبراطور اليابان أكيهيتو، ورئيس الوزراء شينزو آبي. ثم زار المالديف، وكذلك زار دولًا أخرى في نطاق مجلس التعاون لدول الخليج العربية.

### ملكًا للمملكة العربية السعودية

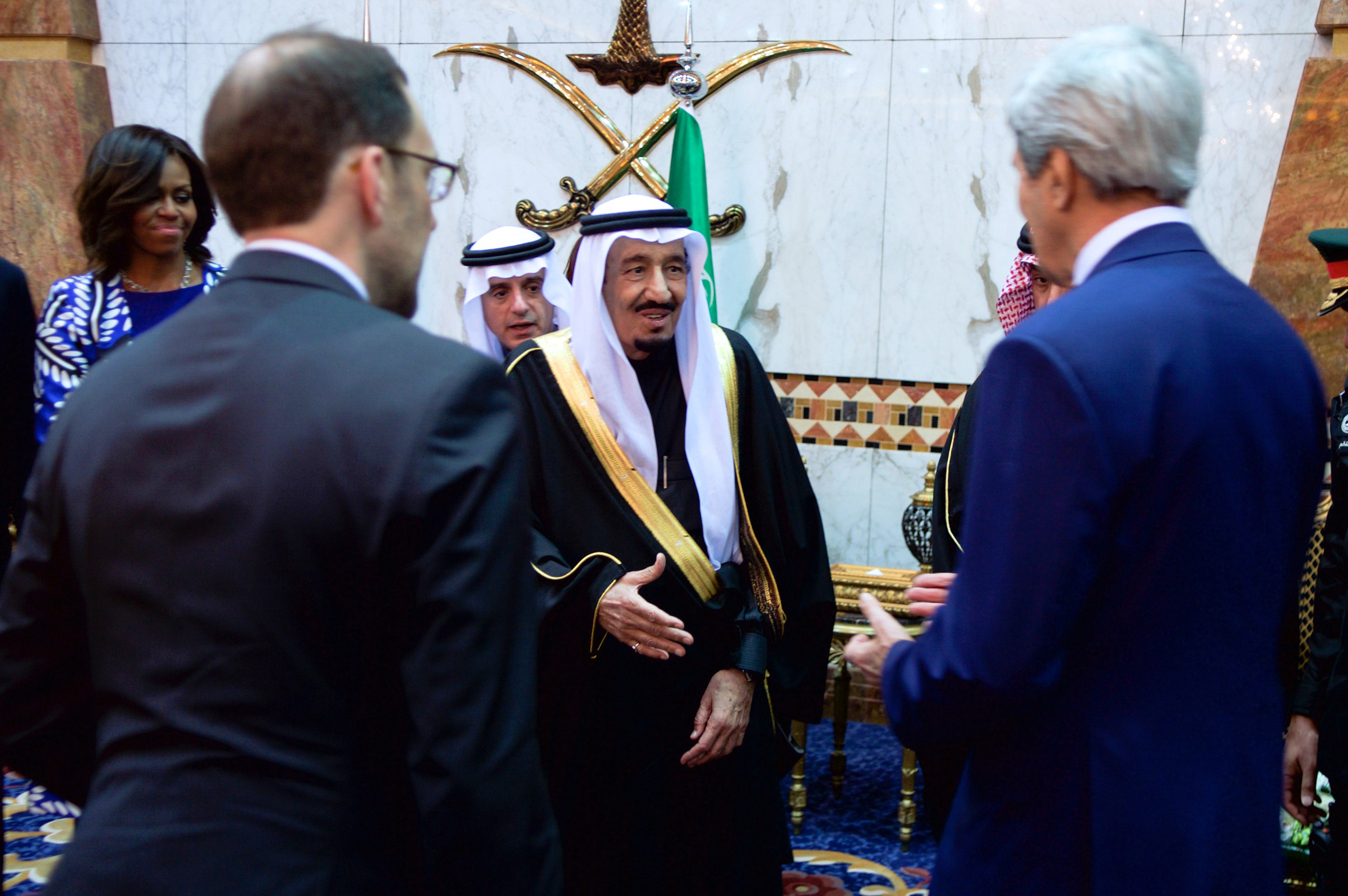
الملك سلمان بن عبد العزيز يستقبل المعزين بوفاة الملك عبد الله، ويظهر في الصورة وزير الخارجية الأمريكي جون كيري، وميشيل أوباما زوجة الرئيس الأمريكي باراك أوباما الذي كان في مقدمة المعزين.

تمت مبايعة خادم الحرمين الشريفين الملك سلمان بن عبد العزيز، ملكاً للمملكة العربية السعودية، في 3 ربيع الثاني 1436 هـ الموافق 23 يناير 2015م بعد وفاة الملك عبد الله بن عبد العزيز آل سعود. ويُعد الملك سلمان، ثالث ملوك الدولة الذين يحملون لقب «خادم الحرمين الشريفين»، والذي حمله من قبله كل من شقيقه الملك الراحل فهد بن عبد العزيز وأخيه الملك الراحل عبد الله بن عبد العزيز.

## التنمية الداخلية

### الإصلاحات المبكرة

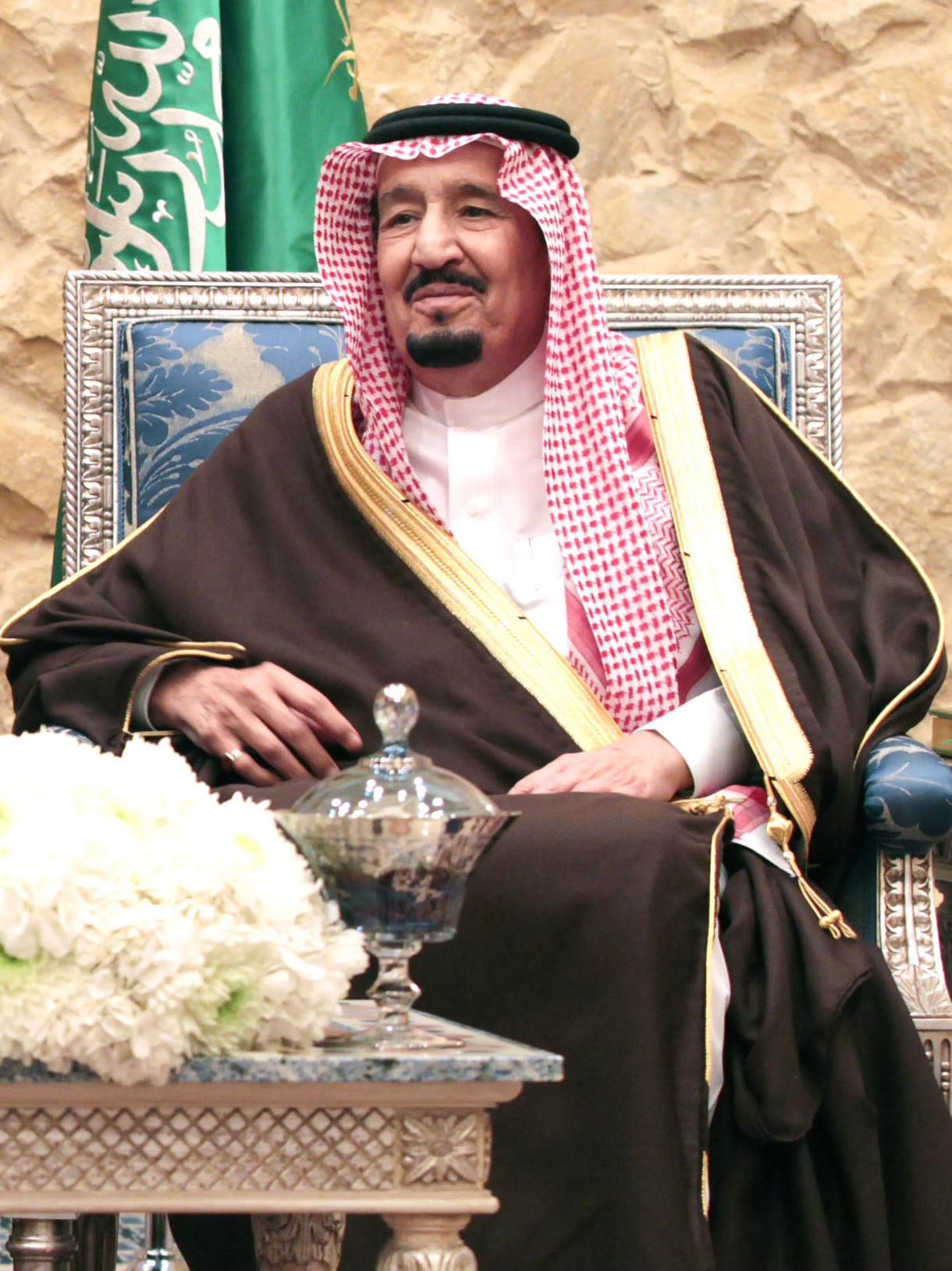

واحد من أول الأشياء التي قام بها الملك سلمان وابنه محمد بن سلمان هي تبسيط البيروقراطية الحكومية؛ فقبل وفاة الملك عبد الله كان هناك ما يصل إلى عشر مجالس حكومية، فقام سلمان بإلغائها جميعها باستثناء مجلس الشؤون السياسية والأمنية برئاسة ولي ولي العهد الأمير محمد بن نايف ومجلس الشؤون الاقتصادية والتنمية برئاسة أمين عام الديوان الملكي الأمير محمد بن سلمان الذي أُعطي الرخصة وسُمح له بإعادة تنظيم الحكومة كيف ما أراد.
كما نفذت السعودية في عهد سلمان «عددًا قياسيًا من الإصلاحات» في عامٍ واحد على حد تعبير مجموعة البنك الدولي التي صنفت السعودية من بين أفضل 20 بلدًا إصلاحيًا في العالم، والثانية من بين أفضل البلدان ذات الدخل المرتفع ودول مجموعة العشرين من حيث تنفيذ إصلاحات تحسين مناخ الأعمال.
وشهد عهد الملك سلمان «أكبر إصلاح هيكلي في تاريخ السعودية»، خاصة مع الدفع بقيادات الصف الثاني من شريحة الشباب بغية إعداد قادة للمستقبل لردم الفجوة قُدّر بنحو 90% في مناصب النواب للوزارات والمناطق.

### تمكين الجيل الثاني والثالث من الأسرة
في أول أيام حكمه، أصدر الملك سلمان تغييرات مكنت أبناء الأسرة المالكة من الجيلين الثاني والثالث من التواجد ضمن المواقع القيادية في مؤسسات الدولة؛ حيث حرّص على تحديث الحكومة والدفع بالكفاءات الشابة التي أثبتت جدارتها في وقت قصير.
يُعد الملك سلمان، أول من رسم للجيل الثالث من الأسرة المالكة، طريقًا لضمان استقرار البلاد على المدى الطويل؛ ليُرسّخ نهجًا جديدًا في إدارة الدولة، حيث جرى تعيين الأحفاد في مناصب وزراء في وزارات سيادية ومناصب أمراء المناطق ونوابهم، وهو الأمر الذي يحدث للمرة الأولى منذ تأسيس السعودية العام 1932م.
حملت تغييرات الملك سلمان، تغييرات في عمل الدولة المؤسسي، إضافة إلى ضخّ دماء شابة في القيادة، حيث أعلن بعد أسبوع من توليه الحكم، بإعادة تشكيل مجلس الوزراء في 30 يناير 2015؛ وإلغاء 12 تشكيلا إداريا، تتضمن: اللجنة العليا لسياسة التعليم، اللجنة العليا للتنظيم الإداري، ومجلس الخدمة المدنية، والهيئة العليا لمدينة الملك عبد العزيز للعلوم والتقنية، ومجلس التعليم العالي والجامعات، والمجلس الأعلى للتعليم، والمجلس الأعلى لشؤون البترول والمعادن، والمجلس الاقتصادي الأعلى، ومجلس الأمن الوطني، والمجلس الأعلى لمدينة الملك عبد الله للطاقة الذرية والمتجددة، والمجلس الأعلى للشؤون الإسلامية والمجلس الأعلى لشؤون المعوقين. وإنشاء مجلسان يرتبطان تنظيمياً بمجلس الوزرا: مجلس الشؤون السياسية والأمنية، ومجلس الشؤون الاقتصادية والتنموية، عوضًا عن التشكيلات الملغاة.
يُحسب للملك سلمان، الذي كان لديه من الجرأة والحنكة، ليختار الأصلح مهما كان السن، ومهما كان الجيل، فمن الجيل الثاني، تم تعيين الأمير خالد الفيصل مستشاراً لخادم الحرمين الشريفين وأميراً لمنطقة مكة المكرمة بمرتبة وزير، والأمير فيصل بن بندر أميراً لمنطقة الرياض بمرتبة وزير،  ومن الجيل الثالث، عين الأمير فيصل بن خالد بن سلطان أميرًا لمنطقة الحدود الشمالية، وتعيين الأمير سعود بن خالد بن فيصل نائبًا لأمير منطقة المدينة المنورة، والأمير محمد بن عبد العزيز بن محمد نائبًا لأمير منطقة جازان، والأمير أحمد بن فهد بن سلمان نائبًا لأمير المنطقة الشرقية، والأمير عبد العزيز بن سعود بن نايف عين وزيرا للداخلية، والأمير بندر بن خالد بن الفيصل مستشارًا بالديوان، والأمير تركي بن محمد بن فهد مستشارًا بالديوان، والأمير بندر بن فيصل بن بندر بن عبد العزيز مساعدًا لرئيس الاستخبارات العامة، والأمير خالد بن بندر بن سلطان بن عبد العزيز سفيرًا بألمانيا، والأمير عبد العزيز بن تركي نائبًا لرئيس الهيئة العامة للرياضة، والأمير عبد العزيز بن فهد بن تركي نائبًا لأمير منطقة الجوف، والأمير عبد الله بن خالد مستشارًا بالديوان. ثم أَعْفي الأمير بندر بن سلطان من منصبه في مجلس الأمن بعد أن ألغي المجلس، فيما أبقى الأمير سعود الفيصل في منصبة وزيراً الخارجية.

#### التعديلات في ولاية العهد

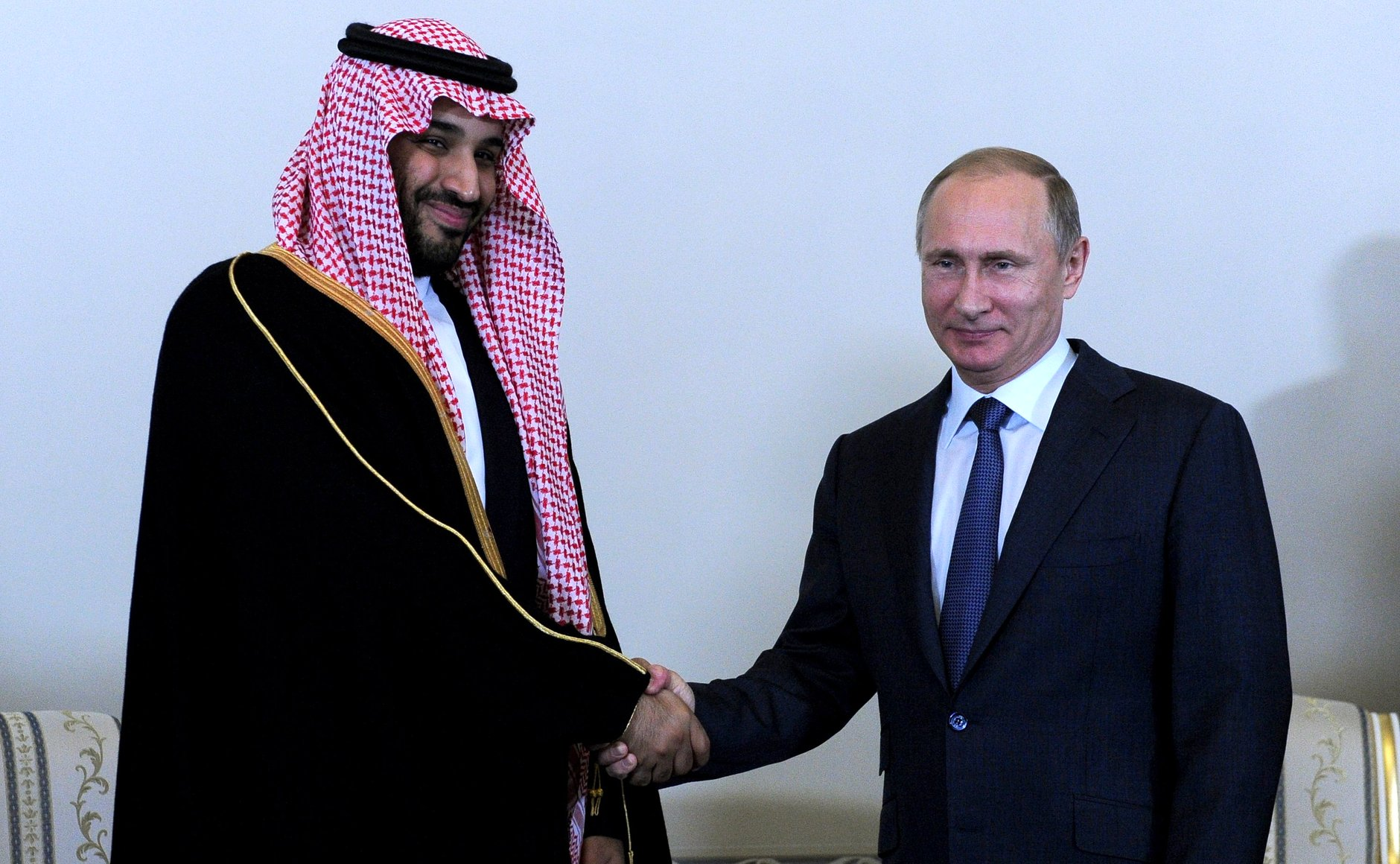
محمد بن سلمان يصافح الرئيس الروسي فلاديمير بوتين في الكرملين، في 18 يونيو 2015.

عيّن سلمان في أبريل 2015 بعد أن أصبح ملكاً للسعودية الأمير محمد بن نايف وليًا للعهد والأمير محمد بن سلمان وليًا لولي العهد. وفي 21 يونيو 2017، أصدر أمرًا بإعفاء محمد بن نايف من منصبه واختار لولاية العهد محمد بن سلمان الذي يهتم بقضايا التنمية الاقتصادية في المملكة العربية السعودية.

#### التعديلات الوزارية

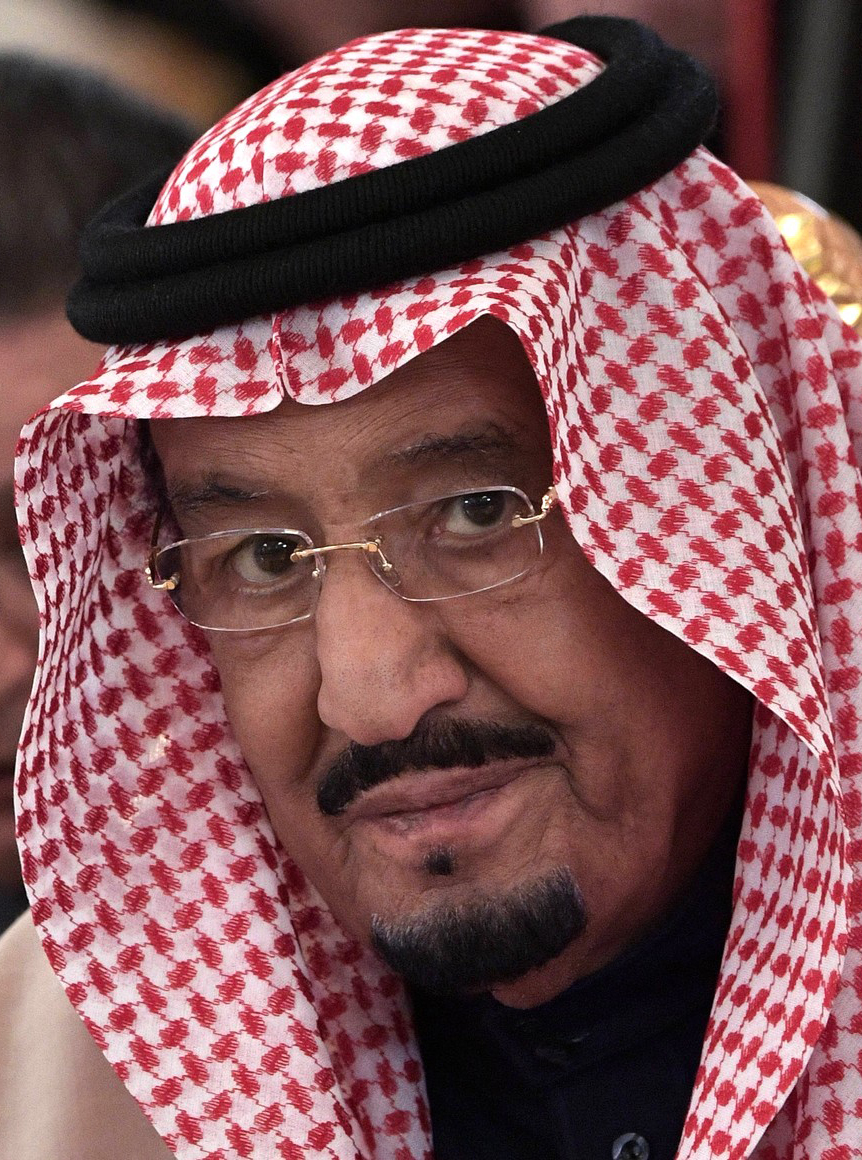

إعادة تشكيل مجلس الوزراء فأصبح على النحو التالي: الأمير محمد بن سلمان ولي العهد نائباً لرئيس مجلس الوزراء ووزيراً للدفاع. الأمير عبد العزيز بن سعود بن نايف وزيراً للداخلية. الأمير عبد الله بن بندر وزيراً للحرس الوطني، والأمير بدر بن عبد الله بن فرحان وزيراً للثقافة، وعبد اللطيف آل الشيخ وزيراً للشؤون الإسلامية والدعوة والإرشاد، وليد الصمعاني وزيراً للعدل، وإبراهيم العساف وزيراً للخارجية، وتوفيق الربيعة وزيراً للصحة، وماجد القصبي وزيراً للتجارة والاستثمار، ووزيراً مكلفاً للشؤون البلدية والقروية، وعبد الرحمن الفضلي وزيراً للبيئة والمياه والزراعة، وعادل الجبير وزير دولة للشؤون الخارجية، وخالد الفالح وزيراً للطاقة والصناعة والثروة المعدنية، وماجد الحقيل وزيراً للإسكان، وسليمان الحمدان وزيراً للخدمة المدنية، ومحمد بنتن وزيراً للحج والعمرة، ومحمد الجدعان وزيراً للمالية، وعبد الله السواحة وزيراً للاتصالات وتقنية المعلومات، ونبيل العامودي وزيراً للنقل، ومحمد التويجري وزيراً للاقتصاد والتخطيط، وأحمد الراجحي وزيراً للعمل والتنمية الاجتماعية، وحمد آل الشيخ وزيراً للتعليم، وتركي الشبانة وزيراً للإعلام، ومحمد أبوساق وزير دولة لشؤون مجلس الشورى.
كذلك قام بتعيين كل من: الأمير الدكتور منصور بن متعب، والأمير تركي بن محمد بن فهد، الشيخ صالح آل الشيخ، الدكتور مطلب النفيسة، الدكتور عصام بن سعيد، الدكتور مساعد العيبان، محمد آل الشيخ، وفهد المبارك، خالد العيسى كوزراء دولة.
في عام 2015، عين وليد الصمعاني، وزيرًا للعدل. وعبد الرحمن الفضلي، وزيرًا للبيئة والمياه والزراعة. وخالد الفالح، وزيرًا للطاقة. وماجد الحقيل، وزيرًا للإسكان. وسليمان الحمدان، وزيرًا للخدمة المدنية. وفي عام 2016، عين محمد بنتن وزير الحج والعمرة. ومحمد الجدعان، وزير المالية. وماجد القصبي، وزيرًا للتجارة والاستثمار. وفي عام 2017، عين نبيل العامودي، وزيرًا للنقل. وعبد الله السواحه، وزيرًا للاتصالات وتقنية المعلومات. والأمير عبد العزيز بن سعود، وزيرًا للداخلية. ومحمد التويجري، وزيرًا للاقتصاد والتخطيط. وإبراهيم العساف، وزيرًا للخارجية.
في ديسمبر 2018، أجرى تغييرات وزارية، عندما عين الأمير عبدالله بن بندر، وزيرًا للحرس الوطني، والأمير بدر بن عبد الله بن فرحان وزيرًا الثقافة. وعبد اللطيف آل الشيخ وزيرًا للشؤون الإسلامية والدعوة والإرشاد. وإبراهيم العساف، وزيرًا للخارجية. وماجد القصبي وزيراً مكلفاً للشؤون البلدية والقروية. وحمد آل الشيخ وزيرًا للتعليم. وتركي الشبانة، وزيرًا للإعلام. وأحمد الراجحي وزير العمل والتنمية الاجتماعية. وعادل الجبير، وزير الدولة للشؤون الخارجية. كما عين الأمير تركي بن محمد، وزير دولة عضو مجلس الوزراء ومستشارًا بالديوان الملكي. وعين كل من; مساعد العيبان، ومطلب النفيسة، وفهد المبارك، كوزراء دولة وأعضاء في مجلس الوزراء.
في 30 أغسطس 2019 عين بندر الخريف، وزيرًا للصناعة والثروة المعدنية. في سبتمبر 2019. عين الأمير عبد العزيز بن سلمان، وزيرًا للطاقة. وفي 23 أكتوبر 2019، عين الأمير فيصل بن فرحان آل سعود، وزيرًا للخارجية. وصالح الجاسر، وزيرًا للنقل، وإبراهيم العساف، وزير دولة عضو مجلس الوزراء.
في 25 فبراير 2020، عين أحمد الراجحي، وزيرًا للموارد البشرية والتنمية الاجتماعية، وذلك بعد ضم وزارة الخدمة المدنية إلى وزارة الموارد البشرية والتنمية الاجتماعية وتعديل اسمها ليكون وزارة الموارد البشرية والتنمية الاجتماعية. وعين، خالد الفالح، وزيرًا للاستثمار، بعد تحويل «الهيئة العامة للاستثمار» إلى وزارة باسم «وزارة الاستثمار». وعين، الأمير عبد العزيز بن تركي آل سعود، وزيرًا للرياضة، بعد تحويل «الهيئة العامة للرياضة» إلى وزارة باسم «وزارة الرياضة». فيما عين، أحمد عقيل الخطيب، وزيرًا للسياحة، بعد تحويل «الهيئة العامة للسياحة والتراث الوطني» إلى وزارة باسم «وزارة السياحة». كما كلف ماجد الحقيل كوزيرًا مكلفاً الشؤون البلدية والقروية وماجد القصبي، وزيرًا مكلفاً للإعلام.
في 06 مارس 2020، إعفي محمد التويجري من وزارة الاقتصاد والتخطيط وكلف محمد الجدعان. وفي 3 مايو 2021 تم تعيين فيصل الإبراهيم. وفي 24 يناير 2021، أصدر أمراً بتعيين ماجد الحقيل وزيراً للشؤون البلدية والقروية والإسكان.

### مجلس الشؤون السياسية والأمنية
إعاد تشكيل مجلس الشؤون السياسية والأمنية على النحو الآتي: ولي العهد نائب رئيس مجلس الوزراء وزير الدفاع رئيساً، وعضوية كل من: وزير الداخلية ووزير الخارجية ووزير الإعلام ورئيس الاستخبارات العامة ورئيس أمن الدولة ومستشار الأمن الوطني والشيخ صالح آل الشيخ، ومساعد العيبان، وخالد العيسى، وعادل الجبير.

#### التعديلات في الوزرات
في إطار الإصلاحات والتغييرات التي ترمي إلى تنمية الوطن ورفاهية المواطن والتماشي مع أهداف ومتطلبات رؤية 2030، أصدر قرارات ملكية بالدمج والتحويل والتعديل في عدد من الهيئات والوزارات، كان أبرزها: دمج وزارة التربية والتعليم ووزارة التعليم العالي في وزارة واحدة باسم وزارة التعليم في عام 1436هـ. ودمجت "وزارة العمل" و"وزارة الشؤون الاجتماعية" في وزارة واحدة باسم "وزارة العمل والتنمية الاجتماعية"، في عام 1436هـ. ثم بعد ذلك دمج "وزارة العمل والتنمية الاجتماعية" و"وزارة الخدمة المدنية" في وزارة واحدة باسم "وزارة الموارد البشرية والتنمية الاجتماعية"، وذلك في 25 فبراير 2020. حوّل "الهيئة العامة للاستثمار" إلى وزارة باسم "وزارة الاستثمار"،  حوّل "الهيئة العامة للرياضة" إلى وزارة باسم "وزارة الرياضة"، حوّل "الهيئة العامة للسياحة والتراث الوطني" إلى وزارة باسم "وزارة السياحة". عدّل اسم "وزارة التجارة والاستثمار" ليكون وزارة التجارة". أنشأ وزارة الثقافة وفصلها عن وزارة الثقافة والاعلام. أنشأ رئاسة أمن الدولة وفصلها عن وزارة الداخلية ليكون ارتباطها مباشر بالملك.
في 24 يناير 2021، أصدر أمرا بضم وزارة الإسكان إلى وزارة «الشؤون البلدية والقروية»، وتعديل اسمها إلى «وزارة الشؤون البلدية والقروية والإسكان».

### أعمال في عهده

#### التعليم
سجل التعليم في عهد الملك سلمان قفزات نوعية، شملت هيكلة مؤسساته التعليمية وإداراته، بعد دمج التعليم الجامعي والتعليم العام في وزارة واحدة، إضافة إلى تخصيص ميزانية كبيرة لقطاع التعليم العام والعالي. وكان من أبرز المنجزات التي حظي بها التعليم في عهده التحول إلى التعليم الإلكتروني الرقمي. بينما شهد التعليم الأهلي ظهور مرحلة توسع ونمو، حيث حقق نموًا مطردًا في عدد من المدارس والجامعات الأهلية.
كما عزز التعليم الفردي لذوي الإعاقة مع تطوير مناهج ابتكارية ودمج الذكاء الاصطناعي في مجالات التعليم إذ يمثل الذكاء الاصطناعي أحد أهم محاور تطوير التعليم والتدريب الإلكتروني. وأشادت منظمة التعاون الاقتصادي والتنمية بتميز جهود المملكة في التعليم عن بعد بما يعكس الطبيعة التعاونية للعمل الوطني، وحققت المملكة التقدم في 13 مؤشرا من أصل 16 مؤشرا على متوسط 36 دولة في مستوى الجاهزية، ويعتبر المعلمون ومديرو المدارس في المملكة الأكثر انفتاحا للتغيير من الأقران في جميع بلدان المنظمة.
من أبرز إنجازات الملك سلمان في التعليم ما يلي: التحول إلى التعليم الإلكتروني الرقمي، ودمج الذكاء الاصطناعي في مجالات التعليم. ومشروع «تنمية الإبداع والتميز» والخاص بأعضاء الهيئات التدريسية. وإنشاء المراكز الخاصة بالتفوق العلمي في الجامعات السعودية. واستحداث برامج الابتعاث المختلفة والاهتمام بالطلاب المبتعثين. وتطوير الجامعات السعودية وتطوير البحث العلمي بها. ورفع جودة التعليم بالمملكة العربية السعودية. ودعم الجمعيات العلمية. وتدشين مشاريع إنشاء مباني تعليمية في مختلف مدن المملكة، وتخصيص أكثر من 3 مليارات ريال لإنجازها. وإطلاق برامج في مجال البحث العلمي والمعرفة ومبادرات مركز التميز ومراكز الأبحاث الواعدة، ومدونة التخطيط المميّز، والأولمبياد الوطني للروبوت، والأولمبيادات العلمية، وبرنامج نشر، ومركز تطوير الأعمال البحثية.
كذلك، استفاد أكثر من 71 ألف طالب وطالبة من البرامج الخاصة بالموهوبين. وتنفيذ برامج تدريبية للمعلمين والقيادات المدرسية بهدف تطوير مهاراتهم العلمية والعملية والشخصية التي تؤهلهم للتعامل مع الطلبة وإتقانهم أساليب التدريس الفعال. وتسجيل أكثر من 17 ألف بحث محكم منشور صادر عن المؤسسات التعليمية السعودية، وتسجيل 159 براءة اختراع. وافتتاح 32 مركزًا لتطوير العلوم والتقنية والهندسة والرياضيات (STEM) في 32 مدرسة في جميع مناطق السعودية، التي تسهم في تطوير قدرات الطلاب واتجاهاتهم وميولهم. وبلغت نسبة الالتحاق الإجمالية ببرامج رياض الأطفال نحو 18% من إجمالي المواليد في السعودية. وبلغت نسبة الطلبة المستفيدين من خدمات أندية الحي نحو 13% من طلاب التعليم العام. وتدشين المنصة الإلكترونية سفير2 لخدمة الطلبة المبتعثين والراغبين في الدراسة بالخارج. وتحقيق 65 مشاركة في المسابقات الدولية والإقليمية، وتحقيق 38 ميدالية ووسامًا من قِبل طلاب وطالبات التعليم العام (بالمرحلتَيْن المتوسطة والثانوية).
في عام 2021، اعتمدت منظمة اليونسكو العالمية الإطار التقويمي الذي أعده المركز الوطني للتعليم الإلكتروني، لأفضل الممارسات العالمية في التعليم الإلكتروني، والتي ضمت المملكة العربية السعودية مع أهم ثلاث دول في العالم (كوريا الجنوبية والصين وفنلندا)، مشيدة بتفوق المملكة على كثير من دول العالم في التعليم الإلكتروني.
أنشئ في عهده المركز الوطني للتقويم والاعتماد التقني والمهني (مسار) وهو جهة حكومية تتولى تقديم الاعتماد لمؤسسات التدريب في القطاعين العام والخاص، إضافة إلى اعتماد برامج التدريب ورخص المدربين. ويهدف المركز إلى تحقيق جودة عالية لبرامج ومخرجات ومدربي التدريب التقني والمهني.

##### البحث والتطوير والابتكار
الابتكار كان أحد العناصر الرئيسية التي تحرص عليها خطة التحول الوطني لاقتصاد المملكة العربية السعودية وفقا رؤية 2020. أطلق برنامج الابتكار وريادة الأعمال الرقمية، ضمن برنامج التحول الوطني، ودعمت مبادرات الرؤية جهود البحث العلمي في الجامعات والمراكز البحثية؛ لمساعدة الجامعات في وضع إستراتيجية وهوية بحثية خاصة تعمل على رفع جودة النشر العلمي وتعظيم أثره، الأمر الذي رفع عدد البحوث المحكَمة المنشورة الصادرة من الجامعات الحكومية إلى 33.6 ألف بحثا بنهاية 2020 بينما كان المستهدف 18 ألف بحثا، وزيادة براءات الاختراع المسجلة التي منحت لمنسوبي الجامعات الحكومية على المستويين المحلي والدولي.
في عهدة، حققت السعودية قفزة كبيرة في مجال تسجيل براءات الاختراع؛ إذ سجلت لدى مكتب براءات الاختراع الأمريكي409 براءات اختراع في 2015، و517 براءة اختراع في عام 2016، و664 براءة اختراع في عام 2017. في 2018، حققت السعودية المركز الأول عربيا والمركز الـ 22 عالميا في عدد براءات الاختراع بواقع 787 براءة اختراع. وفي 2019 زادت طلبات براءات الاختراع بالمملكة 7.5% إلى 3651 طلبا بواقع 33% من داخل الدولة و67% كطلبات أجنبية، وبلغ إجمالي البراءات الممنوحة 480 براءة اختراع بواقع 423 براءة اختراع للمؤسسات و57 براءة اختراع للأفراد. في عام 2020، تم منح 705 براءات اختراع. وكانت السعودية قد انضمت لمعاهدة التعاون بشأن البراءات (PCT) في عام 2019. فيما حققت جامعة الملك عبد العزيز، المركز الـ 33 ضمن قائمة أفضل 100 جامعة على مستوى العالم في تسجيل براءات الاختراع بالمكتب الأمريكي.

#### الصحة
حقق القطاع الصحي في عهد الملك سلمان العديد من الإنجازات مثل تحسين جودة وكفاءة الخدمات الصحية وتسهيل الحصول عليها من خلال الاهتمام برقمنة القطاع الصحي، وإطلاق حزمة من التطبيقات (صحتي، موعد) وزيادة تغطية الخدمات لجميع مناطق المملكة، وتطوير للأنظمة الصحية، وإطلاق برنامج التحول الصحي بهدف ضمان استمرار تطوير خدمات الرعاية الصحية في المملكة من خلال التحول الشامل في القطاع وإعادة هيكلته ليكون نظاماً صحياً شاملاً وفعالاً ومتكاملاً.
افتتحت العديد من المشروعات الطبية مثل مركز الملك عبد الله العالمي للأبحاث الطبية، ومستشفى الملك عبد الله التخصصي للأطفال. وتأسيس المركز السعودي لسلامة المرضى،  وهو الأول من نوعه في المنطقة،  ويعمل على تطوير سياسات وإجراءات الرعاية الصحية على أسس مثبتة علميًا، والتقليل من الأضرار الناتجة عن الأخطاء الطبية في النظام الصحي السعودي، إضافة إلى إعداد برامج لسلامة المرضى لرفع كفاءة الممارسين الصحيين؛ حيث ساعد المركز في زيادة نسبة المستشفيات التي حققت المتوسط الأمريكي لقياس ثقافة سلامة المرضى من 30% في عام 2018 إلى 60% في عام 2019. كما أطلق الجينوم السعودي، وهو مشروع يعمل على تطوير منظومة معلوماتية تفاعلية متكاملة تسهم في الحد من انتشار الأمراض الوراثية والجينية الشائعة في المجتمع السعودي، في سبيل مواجهة الأمراض الوراثية وتطوير سبل الطب الحديث.
وكان من الإنجازات أيضا: تدشين 4 مراكز لخدمات قسطرة القلب، و7 مراكز للأورام، و3 مراكز للسمنة، و5 مراكز لاضطرابات النمو والسلوك. وإطلاق 4 أجهزة روبوت جراحي على مستوى السعودية، أكثرها لعمليات الجراحة العامة والمسالك البولية. وإنشاء وتشغيل مختبر الذكاء الاصطناعي والتقنيات الصاعدة، الذي يهدف إلى تطوير مختبر عالمي للأبحاث التقنية الصحية. وتشغيل 10 عربات عيادات متنقلة لتقديم خدمات الرعاية الصحية الأولية للوصول إلى المناطق الطرفية التي لا يتوافر بها خدمات صحية بنسبة تغطية بلغت 84%. وإطلاق 200 عيادة طب أسنان محمولة وموزعة على مناطق السعودية، وتشغيل 65 مركز إسعاف جديد، وإطلاق برنامج نموذج الرعاية الصحية الحديث للارتقاء بخدمات الرعاية الصحية من خلال ستة أنظمة رعاية، وتطبيق نظام وصفتي في 600 مركز صحي بهدف رفع مستوى الخدمات الصحية وضمان توفير الأدوية.
في عام 2020، أصبح في المملكة أكثر من 494 مستشفى، وإجمالـي عدد الأسرة فــي المستشفيات أكثر مــن 75,225 سرير، بمعدل 22.5 سرير لكل 10,000 نسمة، أي سريرًا واحدًا لكل 445 نسمة مــن السكان. وأرتفع عدد كليات الطب إلى 41 كلية، و39 كلية تمريض، و27 كلية صيدلة، و51 كليات رعاية صحية أخرى. بينما كان هناك 64,234 طبيب سعودي تقريبًا 139,798 ممرض سعودي تقريبًا 8,273 صيدلي سعودي تقريبًا 75,000 موظف خدمات صحية مساعدة سعودي.

#### النقل

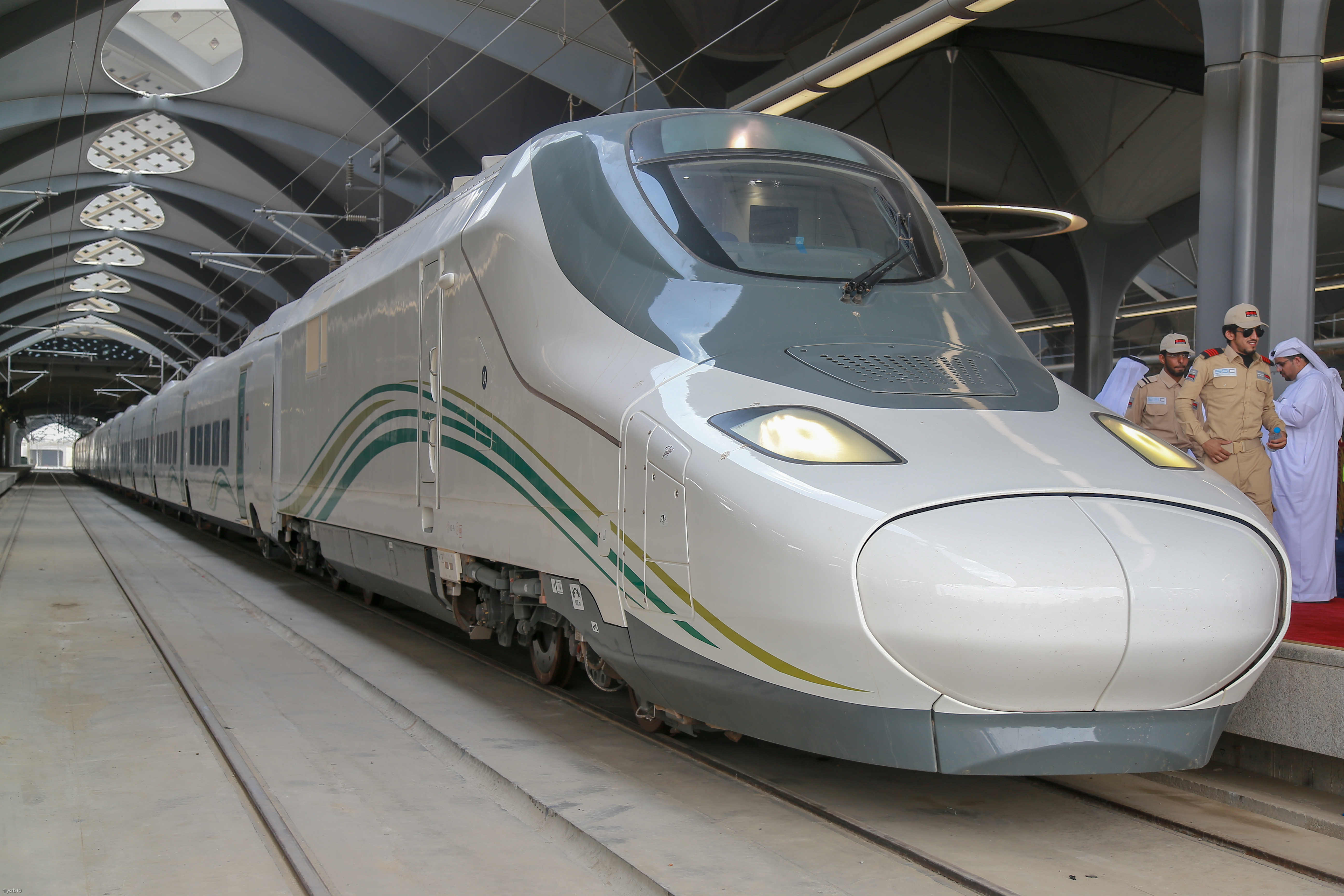
قطار الحرمين الشريفين السريع، أول وأسرع قطار في الشرق الأوسط، وسادس أسرع قطار في العالم

لاقت منظومة النقل اهتماماً كبيراً وإنجازات متعددة في عهد الملك سلمان، فشهدت حراكًا تطويريًّا شاملًا ونقلة نوعية بجميع خدماتها وقطاعاتها، من خلال مشاريع بنية تحتية جبارة ومشاريع تنموية استثمارية مهمة ضمن الاستراتيجية الوطنية للنقل 2030، التي تسعى لتحقيق رؤية المملكة 2030 لتكون مركزاً لوجستياً عالمياً يعتمد بشكل رئيس على النقل بقطاعاته المختلفة.
أبرز الإنجازات، كان منها افتتاح مطار الملك عبد العزيز الدولي الجديد بجدة الذي يعد أحد أضخم المطارات على مستوى المنطقة، وافتتاح مطار الأمير محمد بن عبد العزيز الدولي الجديد في المدينة المنورة، وافتتاح مطار خليج نيوم، والذي جرى تشغيله تجاريا في شهر يونيو عام 2019م. إضافة إلى افتتاحه قطار الحرمين السريع والذي يعتبر سادس أسرع سكة حديد في العالم،  وقطار الشمال، وطرح منطقتين لوجستيين مكاملتين للاستثمار أمام القطاع الخاص وهما منطقة الخمرة بجدة وإنشاء أول منطقة اقتصادية خاصة في المملكة العربية السعودية (ILBZ) بمطار الملك خالد الدولي بالرياض،  علاوة على انضمام الهيئة العامة للطيران المدني إلى المنظمة الدولية للطيران المدني. وإطلاق برنامج تطوير الصناعات الوطنية والخدمات اللوجستية «ندلب» الذي يشهد حزمة من المبادرات والمشروعات الاستثمارية. كما أعدت إستراتيجية متكاملة لقطاع النقل والهيكل الإداري المنظم له، بالإضافة إلى تفعيل عدد من مبادرات السلامة على الطرق لخفض وفيات الحوادث من خلال مجموعة من الإجراءات بتطبيق ورفع عوامل السلامة في مختلف طرق المملكة، والمبادرة أيضًا بتخفيض تكلفة دورة حياة الطرق وتحسين الأداء من خلال الاستفادة القصوى للبنية التحتية المتاحة والبدء في دراسة مجموعة من المشاريع الهادفة إلى تحقيق إيرادات من أصول الطرق، كما يشمل إعداد برامج الخصخصة من خلال تفعيل الشراكة مع القطاع الخاص في بناء وتشغيل وصيانة الطرق بطرق علمية والاستفادة من التجارب العالمية في هذا المجال. تم استكمال مشاريع حيوية ومهمة في إنشاء غرفة تحكم بنظام النقل الذكي ونظام المراقبة والتحكم بالأنفاق، وتفعيل عقود الصيانة العادية والكهربائية والوقائية وعقود مسح وتقييم الجسور والمنشآت على مستوى المملكة من خلال مسح وتقييم وتحديد نمط المعالجة المتوافق مع إجمالي مسارات الطرق بالمملكة بدراسة وتطبيق أفضل الممارسات العالمية لتحويلها إلى طرق ذكية. كما تم إنشاء برنامج مراقبة جودة أمن الطيران، وإجلاء المواطنين والمقيمين من الخارج، إضافة للانتهاء من إنشاء عدد من الطرق وفتح حركة المرور عليها.
زاد إجمالي أطوال الطرق الرابطة بين المدن 73.268 كيلومتراً. وقفز مجموع أطوال مسارات الطرق بالمملكة إلى 315 ألف كم، تنوعت ما بين طرق سريعة ومزدوجة ومفردة، شيّدت وفق أحدث المقاييس والمواصفات العالمية، إضافةً إلى تعبيد طرق ترابية في شتى مناطق المملكة.
احتلت المملكة المركز الأول عالميًا في مؤشر ربط الطرق في تقرير منتدى التنافسية العالمي، وتقدمت في مؤشر جودة خدمات الموانئ وفقاً لتقرير التنافسية العالمي للعام (2019م) بالإضافة إلى التقدم في مؤشر التجارة عبر الحدود، ومؤشر الارتباط بخطوط الملاحة البحرية المنتظمة. وتقدمت 4 مراكز على صعيد مؤشر جودة البنية التحتية للطرق، و5 مراكز على صعيد كفاءة خدمات النقل الجوي، و4 مراكز على صعيد كفاءة خدمات الموانئ، في حين شهدت كفاءة خِدْمات القطارات القفزة الأعلى بتقدمها 24 مركزاً عن العام الماضي. ويحسب لها أيضا تحقيق المركز الأعلى خلال السنوات السبعة الماضية وفقاً لتقرير منتدى التنافسية العالمي لعام 2019م، محتلة المركز الـ 36 عالمياً متقدمة 6 مراكز على صعيد محور البنية التحتية للنقل باحتلالها المركز الأول عالمياً بجانب أمريكا وإسبانيا في مؤشر ترابط شبكة الطرق.

#### الاتصالات وتقنية المعلومات
حقق قطاع الاتصالات وتقنية المعلومات في عهد الملك سلمان تطورا كبيرا، وكان حريصا على دعم مسيرة التحول الرقمي المنشود تحقيقاً لأهداف رؤية المملكة 2030. وكان من أبرز المنجزات الآتي:
تقدمت المملكة في سلم الترتيب العالمي لمؤشر البنية التحتية الرقمية للاتصالات وتقنية المعلومات الصادر عن الأمم المتحدة. وأصبحت تحتل المركز الأولى عالميا في سرعات الجيل الخامس، وصنفت ضمن المراتب ال 10 الأولى عالميا في سرعة الإنترنت. وحققت المركز الأول في التنافسية الرقمية على مستوى دول مجموعة العشرين، وقفزت 40 مركزا في مؤشر البنية التحتية الرقمية. واحتلَّت المرتبة الثانية في قائمة دول مجموعة العشرين لمجموع تخصيص النطاقات الترددية المحددة عالميًّا لتقديم خدمات الاتصالات المتنقلة.
في سرعة التحميل الإنترنت، خلال الربع الرابع من عام 2020، بلغ متوسط سرعة التحميل للإنترنت المتنقل 97.54 ميغابت في الثانية، بنسبة تحسن تقدر بـ 32.85%، مقارنة بالربع الثالث من نفس العام، فيما بلغ متوسط سرعة التحميل للإنترنت الثابت 76.85 ميغابت في الثانية، بنسبة تحسن تقدر بـ 9.21%. وتصدرت شركة الاتصالات السعودية STC قائمة مقدمي خدمات الاتصالات في متوسط سرعات الإنترنت المتنقل على مستوى التحميل، بتسجيل معدل متوسط سرعة يبلغ 106.19 ميغابت في الثانية، وفي المركزين الثاني والثالث على التوالي كل من شركة «زين» بمتوسط سرعة 92.17، وشركة موبايلي بمتوسط سرعة يصل إلى 78.10 ميغابت في الثانية. فيما تصدرت شركة «زين» قائمة مقدمي خدمات الاتصالات في سرعة الإنترنت الثابت بسرعة تحميل تبلغ 125.13 ميغابت في الثانية، وفي المركزين الثاني والثالث على التوالي كل من شركة الاتصالات المتكاملة بمتوسط سرعة 97.46، وشركة «موبايلي» بمتوسط سرعة 76.25 ميغابت في الثانية.
كما تمت تغطية 800 ألف منزل إضافي بالألياف الضوئية. ونشر أكثر من 11,300 برج للجيل الخامس بنسبة زيادة 109% عن عام 2019م. ونشر أكثر من 60 ألف نقطة واي فاي مجانية في الأماكن العامة. وإطلاق مبادرة فتح النطاق العريض.
وفي مجال التطبيقات الإلكترونية، تمت تغطية أكثر من 250 مدينة ومحافظة داخل المملكة بخدمات التوصيل عبر التطبيقات الإلكترونية. وأطلقت بيئة تنظيمية تجريبية (SAND BOX) لتطبيقات التوصيل عبر المنصات الإلكترونية. وتسجيل أكثر من 45 مليون طلب منفذ عبر تطبيقات التوصيل. وزيادة عدد مناديب التوصيل السعوديين بنسبة 500%. وتحقيق أكثر من 2 مليار ريال كقيمة للطلبات المنفذة خلال جائحة كورونا. وأصدر 24 ترخيصا لتقديم نقل الطرود محليا ودوليا. والحصول على جائزة الشيخ سالم العلي الصباح للمعلوماتية عن مشروع تطبيقات التوصيل عبر المنصات الإلكترونية.
الجيل الخامس
أطلقت المملكة خدمة الجيل الخامس بشكل تجاري خلال النصف الثاني من العام 2019م، وكانت من الدول السباقة في إطلاقها، على مستوى دول منطقة الشرق الأوسط وشمال إفريقيا، وذلك بنشرها أكثر من 5797 برجاً يدعم تقنية "5G" في 30 مدينة، لتحتل المملكة المركز الثالث عالميًا في مساحة تغطية شبكات الجيل الخامس والأولى على مستوى الشرق الأوسط وأوروبا وشمال أفريقيا (EUMENA).
الأمن السيبراني في السعودية
في يونيو 2021 أعلن عن تحقيق السعودية المرتبة الثانية عالميا من بين 193 دولة، والمركز الأول على مستوى الوطن العربي والشرق الأوسط وقارة آسيا في المؤشر العالمي للأمن السيبراني، الذي تصدره وكالة الأمم المتحدة المتخصصة في تكنولوجيا المعلومات والاتصالات «الاتحاد الدولي للاتصالات»، محققةً بذلك قفزة بـ 11 مرتبة عن العام 2018م، وبأكثر من 40 مرتبة منذ إطلاق رؤية السعودية 2030 حيث كان ترتيبها 46 عالميًا في نسخة المؤشر للعام 2017م.

#### الحكومة الإلكترونية
في عهده، شهدت الخدمات الحكومية الإلكترونية في السعودية تطورا كبيراً؛ وذلك من منظور تعزيز رؤية المملكة 2030، والتي تقضي بتحويل كافة خدمات ومعاملات المملكة إلى النّظام الرقميّ، الذي يوّفر الكثير من الوقت والجهد. تُوفر المملكة العربية السّعودية لمواطنيها والمقيمين على أراضيها العديد من الخدمات الإلكترونية الحكوميّة، حيث يتم تقديم وطرح هذه الخدمات عبر بوابة الحكومة الإلكترونيّة، التي تحتوي على الكثير من هذه الخدمات، والتي تتجاوز 2500 خدمة إلكترونيّة، ويتم الحصول عليها إلكترونيًا بكلّ سهولة ويسر، وهذا ما يوفر الكثير من الوقت والجهد، ويُساعد على تسهيل كافة الإجراءات لتسيير أمور العديد من المعاملات الحكوميّة.
المنصة الوطنية الموحدة، هي البوابة الوطنية للمملكة العربية السعودية للخدمات والمعلومات الحكومية، وهي المدخل وحلقة الوصل إلى الخدمات الإلكترونية الحكومية للمواطنين والمقيمين والشركات والزوّار. وتقدم مجموعة من الخدمات المتنوعة للمواطنين والمقيمين. ومنها الملف الوطني الموحد، والذي يتيح للمستخدم أن يتعرف على: المعلومات الشخصية، الخدمات المخصصة، سجل العناوين، السجل التعليمي، السجل الوظيفي، الأعمال والتجارة، القروض والمديونات، والسجل الاجتماعي. بينما يقوم «النفاذ الوطني الموحد» (SSO): بإصدار وإدارة هويات المواطنين والمقيمين الرقمية باستخدام معرفات إلكترونية، تعتبر «هوية رقمية»، وترتبط بشخص الفرد، وتمثل هويته في التعاملات الإلكترونية، لاستخدامها كأداة تّعرف وتَحَقُق عن بُعد تسمح بالوصول إلى مواقع التعاملات الإلكترونية التابعة للجهات الحكومية والخاصة للاستفادة من الخدمات وإنجاز المعاملات من خلال المواقع والبوابات الإلكترونية التابعة للجهة مُقدمة الخدمة عن بُعد، وبدون الحضور الشخصي لمقر تلك الجهات. يعتبر «النفاذ الوطني الموحد» حل شامل لإدارة وحوكمة الهوية الرقمية لتقديم خدمة النفاذ الإلكتروني الموحد على المستوى الوطني، وتوفير الآلية والأدوات اللازمة لها لحل المشكلة التي تواجه الكثير من الجهات الحكومية والخاصة، والمتمثلة في إعاقة تقديم الكثير من الخدمات المهمة التي يستفيد منها المواطن والمقيم؛ بسبب تدني مستوى المصداقية والثقة في الهوية الرقمية، واحتمالية تعرضها للسرقة أو الاختراق، كما أنها تلغي الحاجة لإنشاء حسابات متعددة في جهات مختلفة والاكتفاء باسم مستخدم وكلمة مرور واحدة وموحدة توثق عن طريق استخدام رمز سري مؤقت يرسل للهاتف الجوال أو البريد الإلكتروني.
جاءت السعودية في المركز الخامس عالميًا من بين عشر دول رائدة في استخدام الخدمات الحكومية الرقميّة، حيث توّفر العديد من البوابات الإلكترونيّة عبر شبكة الإنترنت، وإتاحة الوصول إلى الخدمات العامة، واستخدام القنوات الرقمية، وكذلك وسائل الإعلام الاجتماعية في التواصل والتفاعل مع المواطنين.

#### الحوسبة السحابية
الحوسبة السحابية في السعودية تعد ممكنًا رئيسًا للتحول الرقمي، والذي يعد واحداً من أهداف رؤية السعودية 2030. والتي تسعى إلى تنويع مصادر الدخل وتحفيز الاستثمار والتسويق للفرص الاستثمارية والإسهام في جعل المملكة منطقة محورية، ومركزا لتبادل البيانات. أصبحت البنية التحتية للاتصالات في المملكة من أفضل البنى التحتية على مستوى العالم، مما جعلها محط أنظار الاستثمارات العالمية الرقمية من أكبر الشركات المحلية والإقليمية والعالمية، مثل قوقل وعلي بابا وأوراكل.
في عهدة، بدأت كبرى الشركات العالمية في الدخول الفعلي واستثمار الوضع الحالي لبناء مراكز بيانات على أعلى المستويات لتقديم الخدمات في السوق السعودي وأيضا للتوسع في منطقة الخليج بشكل كامل. كانت شركة أوراكل السباقة في افتتاح مركز بيانات لتقديم الخدمات السحابية، عندما دشنت مركز بيانات أوراكل السحابي في جدة، وهو المركز الأول من نوعه للحوسبة السحابية في الشرق الأوسط وشمال أفريقيا، وواحداً من 20 مركزا لأوراكل حول العالم. تبعها إعلان قوقل بالشراكة مع شركة أرامكو للتطوير عن افتتاح مراكز بيانات لتقديم الخدمات السحابية، وأطلاق أكبر مركز سحابي متقدم لـ (Google) لعملاء المؤسسات في المنطقة، بينما استثمرت مجموعة علي بابا عملاق التكنولوجيا في الصين في شراكة إستراتيجية بينها وبين شركة الاتصالات السعودية (STC)، بدعم من صندوق (eWTP Arabia Capital) الاستثماري، وأطلاق مركز علي بابا كلاود لخدمة الحوسبة السحابية في الرياض. وأطلقت الهيئة السعودية للبيانات والذكاء الاصطناعي ممثلة بمركز المعلومات الوطني في مارس 2020، منصة ديم هي منصة حوسبة سحابية حكومية سعودية، وتعد السحابة الأكبر من نوعها في منطقة الشرق الأوسط.

#### التواصل مع المواطنين
وجه الملك سلمان الديوان الملكي السعودي، وهو حلقة الوصل بين ملك المملكة العربية السعودية والحكومة ومؤسساتها، والمكتب التنفيذي الرئيس لخادم الحرمين الشريفين في المملكة. بإنشاء بوابة تواصل، وهي خدمة إلكترونية، يتم من خلالها الرفع لمقام خادم الحرمين الشريفين عن أي تقصير من أي جهة كانت، والنظر بما يعود بالنفع على المواطنين كافًة. وذلك حرصًا منه على التيسير على المواطنين والمواطنات، والتأكد من وصول جميع الخدمات التي تقدمها الدولة لهم بكل يسر وسهولة.

#### الرياضة
فور توليه مقاليد الحكم، أمر الملك سلمان بدعم مالي بواقع 10 ملايين ريال لكل نادٍ من أندية الدرجة الممتازة، وخمسة ملايين لكل نادٍ من أندية الدرجة الأولى، ومبلغ مليوني ريال لكل نادٍ من أندية الدرجة الثانية. ثم أمر بتحويل الرئاسة العامة لرعاية الشباب إلى هيئة تحمل مسمى «الهيئة العامة للرياضة»، والتي بدورها حولت إلى وزارة الرياضة في فبراير 2020، وعين عليها الأمير عبد العزيز بن تركي وزيرًا.
شهد مجال الرياضة أمورا عديدة منها: فكان أول حضور للعائلات السعودية في المدرجات، خلال لقاء الأهلي والباطن في الجوهرة جدة. انطلاق فعاليات سباق الدرعية للفورمولا إي في الرياض، افتتاح نواد رياضية نسائية في المملكة وإصدار رخص لإنشاء نواد رياضية للنساء. وطبق برنامج التربية البدنية في مدارس البنات، وتهيئة الصالات الرياضية في مدارس البنات، وتوفير الكفاءات البشرية النسائية المؤهلة.
كما نظمت العديد من الأحداث العالمية ومنها: إقامة بطولة سباق الأبطال للسيارات على استاد الملك فهد الدولي بمدينة الرياض. إقامة مارثون الرياض الدولي والذي نظمته الهيئة العامة للرياضة بجامعة الملك سعود لكافة الجنسيات والأعمار. إقامة نهائي كأس السوبر العالمي للملاكمة على كأس محمد علي كلاي بمدينة جدة. إقامة بطولة سوبر كلاسيكو والتي ضمت منتخبات البرازيل والأرجنتين والسعودية والعراق وأقيمت في الرياض وجدة. إقامة عروض المصارعة الحرة في الرياض «كراون قول». إقامة فورمولا إي الدرعيةـ وإقامة كأس الملك سلمان للشطرنج.
وكان من أبرز المنجزات الرياضية التي تحققت في عهده، تأهل المنتخب السعودي الأول لكأس العالم 2018 التي أقيمت في روسيا بعد أن غاب في نسختي 2010 و2014، لتعود الكرة السعودية وتسجل حضوراً جديداً في التظاهرة العالمية. وعلى صعيد الأندية فإن الإنجاز التاريخي الذي حققه فريق نادي الهلال بتحقيقه لدوري أبطال آسيا في العام 2019، ونجاحه في إعادة كأس البطولة القارية الأكبر على مستوى الأندية إلى المملكة، أيضا نجح فريق الهلال في الحصول على المركز الرابع عالمياً بعد مشاركته في كأس العالم للأندية في ديسمبر 2019.
في يونيو 2019، أطلق برنامجا لتطوير مواهب كرة القدم يتضمن ابتعاثهم إلى الخارج وإقامتهم لمدة أربع سنوات ضمن خطة فنية وبدنية وغذائية متكاملة. وفي 15 يونيو 2021م الموافق 5 ذو القعدة 1442هـ، أنشئت أكاديمية مهد الرياضية وهي أكاديمية رياضية تعنى بتنمية المواهب الرياضية وتطويرها.
منذ توليه الحكم؛ في عام 2015 حتى عام 2019، قفز عدد الاتحادات الرياضية من 40 إلى 58، كان أبرزها تأسيس الاتحاد السعودي للمنطاد، والاتحاد السعودي للبولو، والاتحاد السعودي للشطرنج، والاتحاد السعودي للرياضات اللاسلكية والتحكم عن بعد، والاتحاد السعودي للهجن، والاتحاد السعودي لكرة القاعدة والكرة الناعمة. ويرأسه نايف بن محمد بن عبد المحسن بن حميد منذ تأسيسه. وقفز عدد النوادي الرياضية ونوادي ذوي الاحتياجات الخاصة من188 إلى 189. وقفز عدد المباريات لكل أنواع الألعاب من4,220 إلى 7,033. وقفز عدد الملاعب لكل أنواع الألعاب بما فيها الصالات المغلقة من157 إلى 213. وقفز عدد الفرق الرياضية من1,125 إلى 1,300.

#### سياحة وترفيه
برزت السياحة وترفيه المواطن في عهدة، فأنشئت الهيئة العامة للترفيه، والتي تهدف إلى تنويع وإثراء التجربة الترفيهية ودعم الاقتصاد المحلي، وتم البدء في برامجها الترفيهية الهادفة، وذلك من خلال:
إطلاق مشروع سياحي عالمي تحت مسمى البحر الأحمر. بدأ العمل بنظام التأشيرة السياحية لمواطني 65 دولة. إعلان شركة فيو الدولية عن خطتها لافتتاح 30 صالة سينمائية في السعودية. إعلان هيئة الترفيه عن البدء بإنشاء دار الأوبرا في جدة. مجلس إدارة هيئة الإعلام المرئي والمسموع يقر أول لائحة لتنظيم دور العرض السينمائي. وزارة الإعلام تمنح شركة AMC الأمريكية رخصة تشغيل دار عرض سينمائي. إطلاق أول سينما سعودية في الرياض وعرض الفيلم الأمريكي بلاك بانثر. انطلاق بث قناة إس بي سي السعودية الجديدة على القمر الصناعي نايل سات. استضافة سباق «السعودية للفورمولا إي- الدرعية 2018» انطلق في مدينة «الملك عبد الله» الرياضية، في جدة، أول عروض للمصارعة الحرة العالمية في تاريخ المملكة تحت اسم «أفضل رويال رامبل» استضافت الرياض أول عرض أوبرا بالمملكة يحمل اسم «عنتر وعبلة»، برعاية الهيئة العامة للترفيه. شهدت السعودية افتتاح أول دار عرض سينمائية في المملكة. انطلاق عرض Cirque du Soleil للمرة الأولى. أول عرض أوبرالي في السعودية.

#### الثقافة والعلوم والفنون
كان للثقافة والعلوم والفنون نصيب من إنجازات خادم الحرمين الشريفين؛ حيث قدم الدعم اللازم لكل الأنشطة الثقافية والعلمية والفنية في جميع أنحاء المملكة. فأمر بإنشاءالهيئة العامة للثقافة في 7 مايو 2016؛ في 2 يونيو 2018م، أمر بتأسيس وزارة الثقافة، وعين الأمير بدر بن عبد الله بن فرحان كأول وزير للثقافة. قبل إنشاء الوزارة كانت مرتبطة بوزارة الإعلام التي كان اسمها آنذاك وزارة الثقافة والإعلام. في عام 2019 أُلغيت الهيئة العامة للثقافة واستبدلت بأحد عشر كيانا ثقافيا، يشرف كل كيان منها على قطاع ثقافي فرعي باستقلالية تامة. لتتولى مسؤولية تنفيذ جميع الأنشطة الثقافية التي تُعقد في جميع أنحاء المملكة.
تضمنت الإنجازات الثقافية في عهد خادم الحرمين الشريفين: إطلاق برنامج الابتعاث الثقافي وموسم شتاء طنطورة في محافظة العلا. في مطلع عام 2020، افتتاح المتحف السعودي للفن المعاصر، في حي البجيري بالرياض، وهو متحف وطني سعودي للفن المعاصر، أسس ليكون مركزا للهوية البصرية السعودية المعاصرة، ومنصة لعرض أفضل القطع الفنية المعاصرة. وتم تدشين متحف تاريخ العلوم والتقنية في الإسلام. وإطلاق جائزة الملك عبد العزيز للأدب الشعبي ضمن مهرجان الملك عبد العزيز للإبل في عام 2017م. وتدشين مركز الملك عبد العزيز الثقافي العالمي بمدينة الظهران. وأطلاق مبادرة «الجوائز الثقافية الوطنية»، لتكريم المبدعين في المجال الثقافي السعودي، في مختلف الأفرع الثقافية، متضمنة 14 جائزة ثقافية سيتم منحها بشكل سنوي لأهم الإنجازات الثقافية التي يحققها الأفراد السعوديون أو المؤسسات الناشطة في المملكة. وتتوزع الجوائز إلى: جائزة شخصية العام الثقافية، جائزة الثقافة للشباب، جائزة المؤسسات الثقافية، إضافة إلى جائزة الأفلام، جائزة الأزياء، جائزة الموسيقى، جائزة التراث الوطني، جائزة الأدب، جائزة المسرح والفنون الأدائية، جائزة الفنون البصرية، جائزة فنون العمارة والتصميم، جائزة فنون الطهي، جائزة النشر، جائزة الترجمة.
في عهده، عززت السعودية حضورها الثقافي عالميا، وفازت بمقعد عضوية في المجلس لليونسكو. كما فازت بعضوية لجنة التراث العالمي في منظمة الأمم المتحدة للتربية والعلوم والثقافة (اليونسكو).

#### تمكين المرأة
من ضمن إنجازات الملك سلمان، إدماج المرأة في التنمية الاجتماعية أو ما اصطلح على تسميته في وثائق الأمم المتحدة المتعلقة بالمرأة بعملية التمكين. فكان نصيبها الكثير من القرارات والتعديلات التنظيمية والهيكلية، والتي زادت من تمكين المرأة من حقوقها وفتحت الباب لمشاركتها الفعالة في بناء مستقبل وطنها وتحقيق رؤية 2030 وأهدافها المستقبلية لغد أفضل. فكان عهدة مليئا بالكثير من الإنجازات العديدة التي تصب في مصلحة المرأة السعودية، ومن ضمن هذه الإنجازات ما يلي:
في المشاركة العامة؛ من خلال حظر التمييز على أساس الجنس في الوصول إلى الخدمات. وأصبحت المرأة تقف على قدم المساواة مع الرجل سياسيًا واقتصاديًا واجتماعيًا من دون تمييز بينها وبين الرجل.
في المشاركة السياسية؛ مُنحت المرأة السعودية في عهد الملك سلمان حق المشاركة في الانتخابات بالمملكة العربية السعودية، وحق الترشح لانتخابات المجالس البلدية، وحق المشاركة في المبايعة مثلها مثل الرجال بالمملكة. كما أنها أصبحت مشاركة في عملية صنع القرار المحلي والوطني من خلال مؤسسات ومجالس صنع القرار التشريعي كمجلس الشورى والمجالس البلدية والجمعيات والمؤسسات الأهلية، والتنفيذي من خلال تبوّء مناصب عليا في الحكومة ومجالات الحياة العامة الأخرى.
المشاركة الاقتصادية؛ في قوة العمل، إنتاجًا واستهلاكًا، فشجع ريادة الأعمال النسائية. فتم تعديل نظام العمل، لمنح مزيد من الحقوق للمرأة ووضعها على قدم المساواة مع الرجل. وتمتعت المرأة في عهده بتوافر العديد من فرص العمل للنساء السعوديات، وأسندت لهن العديد من المناصب العليا في المملكة، وفتح المجال لعمل المرأة في كافة مجالات العمل المختلفة، بما فيه المجالات الأمنية والعسكرية والطيران والقانون والتقنية والصيانة والتجارة. وسمح لها ببدء عملها الخاص من دون موافقة ولي أمرها. إضافة إلى تبوئها مناصب سياسية، وتوليها المناصب العليا.
المشاركة الاجتماعية؛ في الأسرة وعضوية مؤسسات المجتمع المدني بكل أشكالها وأنواعها، وأعتمد تعديلات على أنظمة وثائق السفر والأحوال المدنية والعمل جرت في 2 أغسطس 2019، منحتها مزيدا من الحقوق على أكثر من صعيد، وأتيح لها استخراج جوازات سفر ومغادرة البلاد دون شرط موافقة ولي الأمر. وأصبح للمرأة الحقوق ذاتها التي يكفلها القانون للرجل؛ حيث كفل النظام حصولها على جواز سفر بنفسها أسوة بالرجل، ويحق لها السفر بعد بلوغ 21 عاماً دون شرط موافقة ولي الأمر. ومنحت حقوقاً على الصعيد الأسري لم تكن متاحة لها في السابق، من بينها حق التبليغ عن المولود بصفتها أمه، وحق التبليغ عن حالات الوفاة، وحق طلب الحصول على سجل الأسرة من إدارة الأحوال المدنية. كذلك، ستكون المرأة رب الأسرة مناصفة مع الزوج في حالة الأبناء القصّر. وسن قانون لتثبيط معدلات زواج القاصرات بجعل زواج الفتيات الأقل من 17 عاما لا يتم إلا بعد تقديم طلب للمحكمة الخاصة.
المشاركة الثقافية؛ من خلال تعزيز مشاركتهن في إنتاج الفكر والفن والأدب. وتكريم الرائدات السعوديات في المجالات المختلفة.

#### البيئة والمياه والزراعة
تمثلت منجزات لقطاع البيئة والمياه والزراعية، في: تشجير 6 مواقع في بعض مناطق السعودية بإجمالي يتخطى 600 ألف شجرة. وإيصال خدمة الصرف الصحي للسكان، والوصول إلى نسبة تغطية 57%، وزيادة أطوال الشبكات 1200 كم، وإيصال الخدمات لنحو مليون مستفيد. وإدخال أصناف جديدة للاستزراع السمكي، واستقطاب شركات عالمية للدخول في هذا المجال. وإطلاق منصة إلكترونية للتداول التجاري للتمور للتعريف بالتمور السعودية، وبيعها على المشترين داخل وخارج السعودية، تحوي 25 متجرًا إلكترونيًّا. وإطلاق منصة «زراعي» الإلكترونية بهدف تسهيل الإجراءات والمعاملات، ورفع كفاءة الخدمات.
في مارس 2019، أجريت إصلاحات هيكلية في القطاع البيئي، حيث تم إنشاء المركز الوطني للأرصاد، والمركز الوطني لتنمية الغطاء النباتي ومكافحة التصحر، والمركز الوطني للرقابة على الالتزام البيئي والمركز الوطني لتنمية الحياة الفطرية وصندوق البيئة، لتحل محل كل من: الهيئة العامة للأرصاد وحماية البيئة، والهيئة السعودية للحياة الفطرية والتي تم إلغأئه .

صورة فضائية لمحطة تحلية المياه بالطاقة الشمسية في الخفجي، والتي دشنت في عام 2018.

في عهدة، اطلقت مبادرة وطنية لتحلية المياه باستخدام الطاقة الشمسية، بدلًا من وقود الديزل عالي التكلفة، ولحماية البيئة من انبعاثات الغازات الضارة والسامة مثل ثاني أكسيد الكربون. يتم تنفيذ هذه المبادرة على ثلاث مراحل في مدة زمنية تبلغ تسع سنوات، وتستهدف بناء عدة محطات لتحلية المياه المالحة بالطاقة الشمسية لكل مناطق المملكة.

#### الإسكان
أبرز إنجازات قطاع الإسكان في عهده: استفادت من برامج وزارة الإسكان 242 ألف أسرة سعودية. وتوقيع نحو 84 ألف عقد تمويلي مدعوم لمستفيدي صندوق التنمية العقارية ووزارة الإسكان. وتنفيذ 33 مشروعًا لتطوير البنية التحتية لنحو 51 ألف قطعة أرض. والبدء في بناء 96 ألف وحدة سكنية بنظام البيع على الخارطة. وإطلاق منصة بناة المساكن لتسهيل رحلة المستفيد في بناء المنازل؛ إذ تغطي عملية البناء كاملة من التصميم. وإطلاق منصة استدامة؛ لتطبَّق من خلالها مجموعة من الآليات لتدقيق جودة أعمال تنفيذ البناء. وإطلاق منصة جود الإسكان لدعم توفير الوحدات السكنية، ودفع الإيجارات عن الأسر المستحقة. وتأسيس الشركة الوطنية للإسكان عام 2016 .
وافق على برنامج الإسكان السعودي، وهو برنامج تنفيذي، أطلق من قبل مجلس الشؤون الاقتصادية والتنمية عام 2017، وتشرف عليه وزارة الشؤون البلدية والقروية والإسكان، ويهدف إلى تقديم حلول سكنية للأسر السعودية تساعدهم على تملك المنازل المناسبة، أو الانتفاع بها وفق احتياجاتهم وقدراتهم المادية.

#### العمل والتنمية الاجتماعية
أبرز إنجازات قطاع العمل والتنمية الاجتماعية في عهدة: إطلاق المنصة الإلكترونية للتدريب والتوجيه القيادي للكوادر النسائية بهدف زيادة مشاركتها في المناصب القيادية. وتقديم قروض وبرامج تدريبية لمستفيدي الضمان الاجتماعي، وكذلك مساعدة أكثر من 22 ألف مستفيد في الحصول على فرص للتوظيف من خلال الشراكة مع القطاع الخاص. وافتتاح 5 بيوت اجتماعية لرعاية الأيتام ذوي الظروف الخاصة. وتشغيل المنصة المعتمدة لبرنامج العمل عن بعد. وبناء منصة العمل المرن (العمل بالساعة)، التي تمكِّن أصحاب الأعمال والباحثين عن العمل من توثيق العقود إلكترونيًّا. وإطلاق خدمة «معروفة» لتسهيل وتنظيم إجراءات استقدام العمالة المنزلية. واستفادة 1237 موظفة من برنامج «قرة» لتوفير خدمات رعاية الأطفال للنساء العاملات. وفتح قنوات تخص العنف الأسري من خلال التواصل الاجتماعي.
وفي مجال توطين الوظائف، تسعى رؤية 2030 إلى تخفيض معدل البطالة من 11.6% إلى 7% بحلول عام 2030م كهدف أساسي لا تحيد عنه. وارتكزت عملية التوطين على القطاع الخاص الذي يشغل المقيمون نحو 85% من قوته. وشهدت الفترة القصيرة الماضية توطين كامل وظائف قطاع الاتصالات، وكذلك أقرت «الهيئة العامة للسياحة والتراث الوطني» في السعودية قصر العمل في قطاع استخراج التأشيرات السياحية على السعوديين فقط، إضافة إلى أنه تم قصر العمل في المولات والمحال التجارية الكبيرة على الشباب والفتيات السعوديين. ولا يزال العمل جاريًا لتوطين المزيد من القطاعات؛ إذ قالت وكالة التوطين التابعة لوزارة العمل والتنمية الاجتماعية السعودية إنها دخلت في اتفاقيات شراكات استراتيجية مع 18 جهة حكومية، تستهدف توطين مهن ووظائف تخصصية في 11 قطاعًا اقتصاديًّا جديدًا منها: القطاعات الطبية، والاتصالات وتقنية المعلومات، والمهن الصناعية، والاستشارات الهندسية والتجارة، والسياحة، والتجزئة، والنقل، والمقاولات، ومهن المحاسبة، والمحاماة.

#### منظومة الحماية الاجتماعية
منظومة الحماية الاجتماعية في السعودية هي مجموعة من الأنظمة والبرامج تقدمها حكومة المملكة العربية السعودية من خلال منصات حكومية متعددة، لمساعدة المواطنين على التأقلم مع المتغيرات الاجتماعية المرتبطة برؤية السعودية 2030 برنامج التحول الوطني. وتشمل هذه المنظومة فئات المجتمع من العاملين في القطاعين الحكومي والخاص ومستفيدي الضمان الاجتماعي والمتقاعدين وطلاب الجامعات، وذوي الاحتياجات الخاصة، وتهدف إلى تأمين مستوى معيشي جيد لمختلف الفئات الاجتماعية، ورفع كفاءة الإنفاق، إضافة إلى تقليل الآثار السلبية على المواطنين متوسطي ومحدودي الدخل، وتتمثل عناصر منظومة الحماية الاجتماعية في برامج التأمين الاجتماعي، والبرامج الخاصة بسوق العمل، وشبكة الأمان الاجتماعي. وتشمل هذه المنظومة فئات المجتمع من العاملين في القطاعين الحكومي والعسكري ومستفيدي الضمان الاجتماعي والمتقاعدين وطلاب الجامعات، وذوي الاحتياجات الخاصة،  وتهدف إلى تأمين مستوى معيشي جيد لمختلف الفئات الاجتماعية، ورفع كفاءة الإنفاق،  إضافة إلى تقليل الآثار السلبية على المواطنين متوسطي ومحدودي الدخل، وتتمثل عناصر منظومة الحماية الاجتماعية في برامج التأمين الاجتماعي، والبرامج الخاصة بسوق العمل، وشبكة الأمان الاجتماعي. في 15 يونيو 2021م، تم دمج «المؤسسة العامة للتقاعد» في «المؤسسة العامة للتأمينات الاجتماعية»، وذلك بغرض إزالة التداخل في الاختصاصات المتشابهة، وتحقيق الاستفادة من الموارد بشكلها الأمثل، وزيادة الكفاءة التشغيلية والمالية، والارتقاء بالخدمات المقدمة للعملاء.

#### العدل
أبرز إنجازات قطاع العدل في عهدة: إطلاق الوكالات الخارجية لتقديم خدمة إلكترونية بالتعاون مع وزارة الخارجية، تتيح لمنسوبيها المخول لهم إصدار وكالات للرعايا السعوديين في الخارج من إصدار وكالات رسمية ومسجلة في أنظمة وزارة العدل. وتدشين خدمة تراضي لتقديم خدمة الصلح بين أطراف النزاع إلكترونيًّا «الصلح عن بُعد» في مراحلها كافة، من تقديم الدعوى إلى الوصول إلى نتيجة، دون الحاجة إلى الحضور للمحكمة. وافتتاح 15 مركزًا لتنفيذ أحكام الرؤية والحضانة في 13 مدينة ضمن مبادرة «شمل»، التي تهدف إلى تقديم الدعم الاجتماعي والنفسي لأطراف النزاع (للوالدين والأطفال). وأطلاق صندوق النفقة بهدف تلبية الاحتياجات الأساسية للأسرة التي امتنع فيها المنفق عن القيام بنفقتهم خلال فترة التقاضي وعدم الاستقرار الأسري. وتدشين مركز العمليات العدلي لتطوير لوحة بيانات تكاملية لقياس مؤشرات الأداء لمتابعة أداء المحاكم وكتابات العدل. وإطلاق خدمة السداد الإلكتروني لسداد المستحقات المالية في القضايا المختلفة من دون الذهاب إلى المحاكم المختلفة أو مراكز الخدمة للسداد. وإطلاق خدمات توثيق الرهن العقاري في نظام الموثقين. وإطلاق كتابات العدل المتنقلة لخدمة المستفيدين في العديد من مدن السعودية غير القادرين على الحضور إلى مقار كتابات العدل؛ لتصل التغطية إلى 21 مدينة رئيسة. وإطلاق خدمة «إشارة»، وهي عبارة عن تطبيق يختص بالترجمة الفورية لفئة الصم في جميع المرافق.

#### القانون
أخذت البيئة التشريعية مساحتها من الإصلاح والتطوير في عهد الملك سلمان، وتسعى السعودية نحو تطوير البيئة التشريعية بهدف الإصلاح التشريعي، وتدعم مسيرة التحولات الإيجابية و«العدالة الوقائية» وتعزِّز مبدأ العدالة الناجزة وتسهم في تقليل المنازعات وتقليل الدعاوى، وذلك من خلال استحداث وإصلاح الأنظمة التي تحفظ الحقوق وترسّخ مبادئ العدالة والشفافية وحماية حقوق الإنسان وتحقّق التنمية الشاملة، وتعزّز تنافسية المملكة عالميا.
في خطوة نحو نظام قانوني مدون، يتماشى مع أحدث الممارسات القضائية الدولية الحديثة، بما لا يتعارض مع الأحكام الشرعية. يجري حالياً تطوير مشاريع لأربعة قوانين تتعلق بمشروع نظام الأحوال الشخصية، ومشروع نظام المعاملات المدنية، ومشروع النظام الجزائي للعقوبات التعزيرية، ومشروع نظام الإثبات. التطوير يسير وفق خطوات جادة. كما أنها ستغلق باب التباين والاجتهاد في الأحكام التعزيرية، فنص التجريم لا يكون إلا بمادة موجودة في قانون العقوبات وتكون العقوبة محصورة في الفعل المنصوص عليه، ودور المحكمة فقط هو في تطبيق نص القانون.
ومن أبرز التشريعات التي صدرت في عهدة ووافق عليها، كان نظام مكافحة جريمة التحرش، والذي صدر في 07-06-2018م (23-0-1439هـ).

#### الاقتصاد
باعتبارها أكبر دولة مصدرة للنفط ويقوم اقتصادها عليه؛ فقد سعت السعودية في عهد الملك سلمان إلى إجراء إصلاحات اقتصادية تخفف من الاعتماد على النفط كنشاط اقتصادي رئيسي، ومنذ 2016 وضعت استراتيجيات لتنويع مصادر الدخل غير النفطي ضمن رؤية السعودية 2030. أدت تلك الإصلاحات إلى رفع معدل النمو الاقتصادي المتوقع من 1.8٪ عام 2019 ليصل إلى 2.1٪ عام 2020. كما ساهمت الإصلاحات التي نفذتها المملكة وتمثلت في إنشاء نظام الشباك الواحد لتسجيل الشركات واستحداث قانون للمعاملات المضمونة وقانون إشهار الإفلاس وتحسين حماية مستثمري الأقلية وإجراءات لضم المزيد من النساء إلى قوة العمل في تقدمها 30 مرتبة عن العام 2019 ضمن تقرير ممارسة الأعمال 2020 الصادر عن البنك الدولي، لتصبح الدولة الأكثر تقدمًا وإصلاحًا بين 190 دولة حول العالم،  محققة المركز الأول عالميًا في إصلاحات بيئة الأعمال بين الدول المشمولة بالتقرير ضمن مؤشر سهولة ممارسة الأعمال.
وبحسب تقرير التنافسية العالمي 2019 حققت المملكة المركز الأول على مستوى العالم بالمشاركة مع دول أخرى في مؤشر استقرار الاقتصاد الكلي الذي اشتمل أيضا على استقرار معدل التضخم والديون، كما أظهر التقرير تقدم السعودية ثلاثة مراكز من حيث التنافسية عن العام 2018، محققة أكبر تقدم في ترتيبها منذ 7 أعوام، لتحتل المركز الثالث عربيا والـ36 عالميا، وحافظت المملكة على المرتبة 17 في حجم السوق، فيما تقدمت إلى المرتبة 19 عالميا في إنتاج السوق، والمرتبة 37 في مؤشر المؤسسات. وأظهر تقرير الكتاب السنوي للتنافسية العالمية 2020 تحسن ترتيب السعودية في 3 محاور رئيسية هي محور الأداء الاقتصادي وتقدمت فيه المملكة من المرتبة الـ 30 إلى المرتبة الـ 20 ومحور كفاءة الأعمال وتقدمت فيه من المرتبة الـ 25 إلى المرتبة الـ 19 ومحور البنية التحتية الذي تقدمت فيه من المرتبة الـ 38 إلى المرتبة الـ 36، فيما احتلت المرتبة العاشرة عالميا في مرونة الاقتصاد، كما بين التقرير تقدم السعودية من المرتبة 26 إلى المرتبة الـ 24، وذلك من بين 63 دولة هي الأكثر تنافسية في العالم، متقدمة بذلك مرتبتين عن العام الماضي، رغم الظروف الاقتصادية الناتجة عن آثار جائحة كورونا، وعدّ السعودية الدولة الوحيدة التي أحرزت تقدمًا استثنائيًا على مستوى الشرق الأوسط والخليج العربي، كما صنفت بحسب مؤشرات التقرير؛ في المرتبة الثامنة من بين دول مجموعة العشرين. وأصبحت ضمن أكبر عشرين اقتصاد عالمي وعضواً فاعلاً في مجموعة العشرين، وأحد اللاعبين الرئيسيين في الاقتصاد العالمي وأسواق النفط العالمية، مدعومًا بنظام مالي قوي وقطاع بنكي فعال، وشركات حكومية عملاقة تستند على كوادر ذات تأهيل عالٍ.
| "سنعمل على بناء اقتصاد متين مبني على أسس قوية تؤدي إلى تنوع ومضاعفة مصادر الدخل". |
| —سلمان بن عبد العزيز آل سعود،                                                     |

كما شهدت المملكة خلال السنوات الماضية إصلاحات هيكلية على الجانب الاقتصادي والمالي، مما يعزز من رفع معدلات النمو الاقتصادي مع الحفاظ على الاستقرار والاستدامة المالية. ويظهر هذا جلياً في تحسن بيئة الأعمال في المملكة، والسعي المستمر لتمكين القطاع الخاص في دعم التنويع الاقتصادي عبر تحسين بيئة الأعمال وتذليل المعوقات لجعلها بيئة أكثر جاذبية بالإضافة إلى الاستثمار في القطاعات غير المستغلة سابقاً وكذلك تحسين البيئة الاستثمارية وزيادة جاذبيتها للمستثمرين المحليين والأجانب.

##### التخصيص
وافق على نظام التخصيص بحسب قرار مجلس الوزراء رقم (436) وتاريخ 03-08-1442هـ، والذي يهدف إلى تعزيز الشراكة بين القطاعين العام والخاص ونقل ملكية الأصول الحكومية وتحرير الأصول المملوكة للدولة أمام القطاع الخاص وتخصيص خدمات حكومية محددة، والتوسع في مشاركة القطاع الخاص في مبادرات البنية التحتية والخدمات العامة المقدمة للمواطنين والمقيمين. كما يهدف نظام التخصيص إلى خلق بيئة تسمح برفع حجم ومستوى الخدمات المقدمة للمواطن والمقيم، ووضع المرونة اللازمة في البيئة التنظيمية والاستثمارية لمبادرات التخصيص بالمملكة بما يدعم ويعزز تنفيذ تلك المبادرات ضمن بيئة تنظيمية واستثمارية جاذبة ومحفزة للاستثمار على المدى القصير والطويل. وسيعمل نظام التخصيص على تعزيز مشاركة القطاع الخاص في الاقتصاد وإتاحة الفرص الاستثمارية أمامه من خال تنظيم الإجراءات المتعلقة بمبادرات التخصيص وتسهيل تقديم تلك الفرص للقطاع الخاص بشكل شفاف وعادل يضمن نزاهة الإجراءات المرتبطة بالعقود، ويرفع مستوى شمولية وجودة الخدمات وكفاءة الأصول ذات الصلة بمبادرات التخصيص، ويحسن مستوى إدارتها. أنشئت هيئة كفاءة الإنفاق والمشروعات الحكومية هي هيئة حكومية سعودية تعمل بالتنسيق مع المركز الوطني للتخصيص، لتمكين الأجهزة الحكومية من الالتزام بسقف الإنفاق المخصص في الميزانية وتحويل الصرف من عشوائي إلى منظم، بما يتوافق مع الخطط والبرامج والقرارات وما يصب في تحقيق رؤية السعودية 2030. في 23 فبراير 2021 صدر قرار مجلس الوزراء بضم البرنامج الوطني لدعم إدارة المشروعات والتشغيل والصيانة في الجهات العامة إلى مركز تحقيق كفاءة الإنفاق وتحويل المركز إلى هيئة باسم هيئة كفاءة الإنفاق والمشروعات الحكومية.

##### العملة

صورة لورقتين من فئة 20 ريال بمناسبة رئاسة المملكة لقمة العشرين (G20)

في عهده، أطلق الإصدار السادس من جميع الفئات الورقية والمعدنية من الريال السعودي. واشتملت فئات العملة على، هللة واحدة و25 هللة و50 هللة وفئة الريال والريالين المعدنية إضافة إلى فئات الورقي 5 ريالات و10 ريالات و50 ريالا و100 ريال و500 ريال. وتميز هذا الإصدار عم ما سبقة باستحداث عملة هللة واحدة، وعملة بقيمة ريالين للمرة الأولى، مع توقف إصدار فئة الريال الواحد وتحوله تدريجياً إلى الريال المعدني. بدَأَ تداول الإصدار السادس من العملة الورقية والمعدنية في يوم 26 ديسمبر لعام 2016م.
في يوم، الأحد 25 أكتوبر 2020، طرح البنك المركزي السعودي عملة ورقية من فئة 20 ريالاً بمناسبة رئاسة المملكة العربية السعودية لقمة مجموعة الـ20. وفي يوم الأحد 25 أبريل 2021، طرح عملة ورقية من فئة 200 ريال، العملة تم طرحها بمناسبة مرور 5 أعوام على إطلاق «رؤية المملكة 2030»، في عهد خادم الحرمين الشريفين الملك سلمان بن عبد العزيز آل سعود. في يوم، الأحد 04 أكتوبر 2020، طرحت فئة خمسة ريالات من العملة المصنوعة من مادة البوليمر.

#### الطاقة

##### النفط
في عهده، حافظت السعودية على موقعها كأكبر مصدر للنفط في العالم. وخلال 2020، تجاوز متوسط التصدير اليومي للسعودية سبعة ملايين برميل يوميا، ووصل إلى 10.2 مليون برميل يوميا خلال الأربعة الأشهر الأولى، بينما تراجع لأقل من سبعة ملايين برميل يوميا خلال الثمانية الأشهر التالية، وكان أقلها في يونيو عندما بلغت الصادرات نحو خمسة ملايين برميل يوميا. ويأتي الانخفاض في صادرات السعودية نتيجة التزامها باتفاقية تحالف «أوبك+»، لخفض الإنتاج، التي تشمل أعضاء في «أوبك» ومنتجين مستقلين، بهدف إعادة الاستقرار لأسواق النفط المتضررة بفعل تفشي جائحة كورونا. وعادة ما تخفض السعودية إنتاجها بأكثر من الملتزم به في الاتفاقية لضمان استقرار سوق النفط، واستمرارا لدورها الرائد في حفظ توازنها. وتعد صادرات النفط السعودية خلال 2020 هي الأدنى خلال 11 عاما، أي منذ 2009 عندما بلغ متوسط التصدير اليومي نحو 6.3 مليون برميل.
ولم تتوقف المملكة عند هذا الحد بل لجأت إلى جعل قطاع النفط يدخل ضمن مزيج الطاقة، وأسست مدينة الملك سلمان للطاقة، بجانب تحول شركة أرامكو إلى شركة متكاملة سيطرت على 70 في المائة من أسهم شركة سابك، لتتحول شركة أرامكو من شركة تبيع النفط الخام إلى شركة تستحوذ على مصافي في أنحاء العالم بشكل مزدوج تنتج إلى جانبها منتجات بتروكيماوية ليصل إجمالي التكرير وفق رؤية المملكة نحو 8.5 مليون برميل في 2030 بجانب الصناعات البتروكيماوية من الجيل الثاني والثالث والصناعات المتخصصة.
افتتح الملك سلمان في عام 2016م، مشاريع توسعة مرافق الإنتاج في الشيبة، ومشروع الغاز في الشيبة، ومرافق الإنتاج في منيفة، ومرافق الإنتاج في خريص، ومركز الملك عبد العزيز الثقافي العالمي (إثراء). وفي قطاع التكرير تم افتتاح مشروع مصفاة ياسرف المشترك مع سينوبك الصينية في ينبع، ومشروع مصفاة ساتورب المشترك مع توتال الفرنسية في الجبيل، ومجمع صدارة للكيميائيات مع شركة داو دوبونت. وعلى الصعيد العالمي، حضر الملك سلمان اتفاقية استثمار أرامكو في مجمع عملاق للتكرير والكيميائيات في ماليزيا مع شركة بتروناس، كما تم في عهده، وبحضور ولي العهد محمد بن سلمان، عقد اتفاقية للاستحواذ على نسبة 9% من مجمع تشجيانغ المتكامل للتكرير والبتروكيميائيات في الصين، وكذلك توقيع أرامكو اتفاقية لتطوير مشروع هواجين المتكامل للتكرير والبتروكيميائيات في الصين، وتدشين توسعة مصفاة إس أويل في كوريا الجنوبية. كما استحوذت أرامكو على 17% من مصفاة هيونداي أويل بنك في كوريا الجنوبية واستحوذت أرامكو بالكامل على مصفاة موتيلا، وهي أكبر مصافي الولايات المتحدة الأمريكية. وفي مجال الكيميائيات، وقعت أرامكو مذكرات لتوسعة عملاقة تشمل تطوير مرافق كيميائية في مجمع مصفاة موتيلا في تكساس، واتفاقية للاستحواذ على مرافق كيميائية لشركة فلينت هيل في الولايات المتحدة الأمريكية، كما استحوذت بالكامل على مشروع أرالنكسيو للكيميائيات المتخصصة ومقره هولندا، وتتبع له مرافق تصنيع في عدة دول. ووقعت اتفاقية مع توتال لإنشاء مجمع كيميائيات في الجبيل يتكامل مع مصفاة ساتورب، ووقعت أرامكو اتفاقية لشراء أسهم من بين الأكبر من نوعها عالميا للاستحواذ على حصة 70%من عملاق الصناعة السعودية سابك. كما دعم انطلاق برنامج اكتفاء، الذي وضعته أرامكو لتوطين الصناعة وزيادة المحتوى المحلي، بما يوفره من آلاف فرص العمل والتدريب للمواطنين والمواطنات، وتم إطلاق المشاريع الارتكازية المرتبطة بزيادة المحتوى المحلي، وهما مشروع مجمع الملك سلمان العالمي للصناعات والخدمات البحرية في رأس الخير، والذي سينتج السفن العمالقة والمنصات البحرية، ومشروع مدينة الملك سلمان للطاقة (سبارك)، الذي سيكون صرحا عالمي جديدا للطاقة المستدامة يضاهي أفضل مراكز الصناعة في العالم. ولم تقتصر إنجازات أرامكو السعودية على هذه المشاريع والاستثمارات، بل صاحبها تفوق عالمي لأرامكو السعودية في مجال الابتكارات وبراءات الاختراع وتطوير التقنية من جهة، وفي مجال خفض الكثافة الكربونية، التي تؤثر على التغير المناخي. وشهدت الشركة من حيث الإنتاج والأداء سنوات تُعد الأفضل في تاريخها. وقد دخلت سنوات أرامكو السعودية للمرة الأولى سوق السندات العالمية وقامت بالإفصاح عن نشرتها المالية، وقد رأى الخبراء والمحللون الماليون حسب نتائج العام 2018م تميز أرامكو على كافة مؤشرات الكفاءة والقدرة، وأن أرامكو هي الشركة الأكثر ربحية في العالم. ورغم ضخامة ما تحقق، يبقى الحدث الأهم والأبرز والذي يشكل مرتكزا أساسي من مرتكزات رؤية 2030 نحو الإصلاح والتطوير الاقتصادي وتنمية القطاع الخاص والأسواق المالية هو طرح جزء من أسهم الشركة للاكتتاب العام ففي عهد الملك سلمان وبتوجيهاته، وبإشراف ومتابعة من ولي العهد الأمير محمد بن سلمان، لتنمية قدرات الشركة وتوفير روافد للاقتصاد وإتاحة فرص استثمارية كبيرة للمواطنين والمقيمين والمستثمرين بدأت الشركة عملية ضخمة جدا تعَدّ من بين الأبرز عَالَمِيّا لطرح 1.5% من أسهمها في السوق السعودية تداول. وقد شارك في عملية الاكتتاب ما يقارب من خمسة ملايين من المواطنين والمقيمين، بالإضافة إلى عدد كبير من المؤسسات الاستثمارية التي تلبي المعايير، وتم الانتهاء من هذه العملية في 12 ديسمبر 2019م وتم تداول أسهم الشركة لأول مرة.

##### الطاقة المتجددة

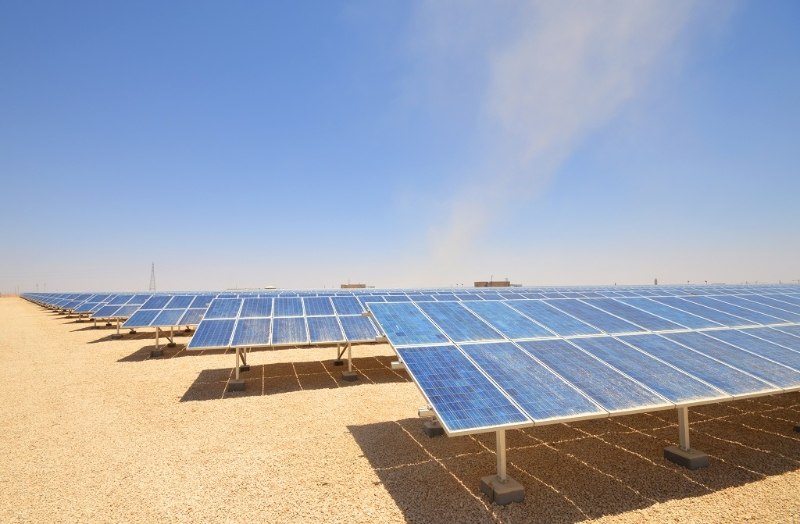
محطة شمسية تابعة لكابسارك

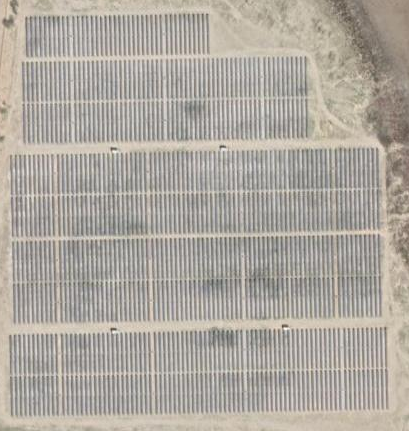
محطة طاقة كهروضوئية مخصصة لتزويد محطة تحلية المياه بالطاقة الشمسية في الخفجي بالكهرباء

في عهدة، بدأت المملكة العربية السعودية تنتهج سياسات جديدة في مجال الطاقة، والتي تعتمد بشكل أساسي على الطاقات المتجددة، مثل: الطاقة الشمسية وطاقة الرياح، وهو الأمر الذي أدى إلى إطلاق البرنامج الوطني للطاقة المتجددة، بغرض الاستفادة من موارد الطاقة المتجددة، ليس بهدف تلبية حاجتها من الطاقة فقط، ولكن لضمان نمو اقتصادي مُستدام وتوفير المزيد من فرص العمل. وتحرص المملكة، على الاستفادة من الظروف المناخية المناسبة التي تتمتع بها بفضل موقعها المتميز في نطاق الحزام الشمسي العالمي؛ وذلك من أجل توليد الطاقة، سواء عن طريق الضوء والحرارة المنبعثين من الشمس أو الرياح بعيدًا عن الاعتماد على النفط، خاصة بعد أن أشارت التقارير العالمية إلى أن المملكة لديها القدرة على أن تتصدر البلدان المنتجة للطاقة الشمسية في غضون 10 سنوات.
يُعتبر البرنامج الوطني للطاقة المتجددة بمثابة مبادرة استراتيجية تم إطلاقها في عام 2017 تحت مظلة رؤية المملكة 2030 وبرنامج التحول الوطني 2002، ويهدف إلى إنتاج نحو 9.5 غيغا وات من الطاقة المتجددة بحلول عام 2023؛ أي ما يعادل 10% من إجمالي إنتاج المملكة من الطاقة؛ حيث من المتوقع أن يبلغ حجم الاستثمارات في مشاريع البرنامج الوطني للطاقة ما يقارب 60 مليار ريال سعودي. في مطلع الربع الثاني من عام 2018، مشروعين جديدين للطاقة المتجددة في منطقة الجوف شمال المملكة، وهما؛ مشروع محطة سكاكا للطاقة الشمسية ومشروع محطة دومة الجندل. يتمثل الأول في محطة طاقة شمسية كهروضوئية تعمل بالطاقة الشمسية بقدرة 300 ميغا وات. بينما يُعتبر مشروع دومة الجندل لطاقة الرياح، الذي تم إطلاقه في نوفمبر 2018، هو الأول من نوعه والأكبر في منطقة الشرق الأوسط وشمال إفريقيا؛ حيث تبلغ طاقة المشروع الإنتاجية نحو 400 ميغاوات، وتصل تكلفته لأكثر من 500 مليون دولار. وهناك خططًا وضعت لمشاريع عملاقة للطاقة المتجددة في المملكة قيد التطوير.
في شهر أغسطس من عام 2020، أعلن عن إنشاء مصنع سعودي للهيدروجين الأخضر بقيمة خمسة مليارات دولار أمريكي يعمل بسعة أربعة غيغاواط من الطاقة المتجددة. المشروع سيصبح جاهزا بحلول 2025 ويهدف إلى إنتاج 650 طنًا من الهيدروجين الأخضر يوميا، و1.2 مليون طن من الأمونيا الخضراء سنويا، وتصديره للأسواق العالمية، ليكون أكبر مشروع هيدروجين في العالم. ليساهم بذلك في الحد من انبعاثات غاز ثاني أوكسيد الكربون بما يعادل 3 ملايين طن سنويا. المصنع مدعوم بالكامل من طاقتي الشمس والرياح، وسيجعل السعودية من بين أكبر صانعي الهيدروجين الأخضر في العالم عندما يتم افتتاحه في عام 2025.

#### الصناعة والثروة المعدنية
شهد قطاع الصناعة والثروة المعدنية تحقيق عدد من المنجزات، كان أبرزها: اعتماد زيادة رأس مال صندوق التنمية الصناعي إلى 105 مليارات ريال لتمكينه من تحقيق دوره كمحرك مالي رئيس للتحول الصناعي في السعودية. وإقرار تحمل الدولة المقابل المالي للعمالة الوافدة عن المنشآت الصناعية مدة خمس سنوات؛ وهو ما يخفف الأعباء المالية عن المنشآت الصناعية، وزيادة تنافسية قطاع الصناعة، ودعم القطاع الخاص. وإطلاق منصة تعدين لخدمة المستثمرين في قطاع التعدين، وتقديم 22 خدمة. وتدشين مركز الأعمال لخدمة المستثمرين ضمن مجموع الجوائز الحكومية بمدينة ينبع لتوفير نافذة واحدة لإنجاز جميع ما يحتاج إليه المستثمر من خدمات. وإطلاق النسخة الأولى من المنصة الإلكترونية ضمن مبادرة إنشاء قاعدة بيانات وطنية مطورة للعلوم الجيولوجية.

##### التعدين
في 22 نوفمبر 2018، دشن الملك سلمان المرحلة الأولى من منظومة مشروعات مدينة وعد الشمال الصناعية بمحافظة طُريف، بقيمة 55 مليار ريال (14.6 مليار دولار)، كما وضع حجر الأساس لمشروعات ومرافق المرحلة الثانية للمدينة بقيمة 30 مليار ريال (8 مليارات دولار)؛ وذلك خلال زيارته لمنطقة الحدود الشمالية.
في يونيو 2020، وافق على نظام الاستثمار التعديني، المشتمل على 63 مادة، ومن المنتظر أن يحقق نقلة نوعية لقطاع التعدين والصناعة المعدنية في المملكة. من أهم التعديلات في نظام الاستثمار التعديني الجديد هي إنشاء صندوق التعدين لضمان وجود التمويل المستمر للقطاع. صدر نظام الاستثمار التعديني والذي دخل حيّز التنفيذ في 1 يناير 2021م بالتزامن مع البدء في مسح جيولوجي واسع يغطي قرابة ثلث أراضي السعودية، في خطوة من شأنها تحفيز المستثمر للاستفادة من الفرص العملاقة المتاحة. بعد صدور هذا القانون، أصبح قطاع التعدين مفتوحاً للاستثمار الأجنبي.
في عهده ارتفع إنتاج الذهب من 4366 (كغم) في عام 2014 ليصل 12353 (كغم) في عام 2019، والفضة من 4888 (كغم) إلى 5588 (كغم)، والنحاس من 43390 (طن) إلى 63357 (طن)، والزنك من 41804 (طن) إلى 18900 (طن).

#### الدين
أشرف بنفسه على عملية توسعة الحرمين الشريفين وتولى غسل جدار الكعبة المشرفة بنفسه، كما أشرف على 5 مشروعات أخرى خاصة بتوسعة المسجد الحرام في مرحلته الثالثة، والتي تضمنت المبنى الخاص بتقديم الخدمات والساحات والإنفاق، إضافة إلى الإشراف المباشر على مشروعات توسعة الحرم النبوي، وتنفيذ المخططات التي تتعلق بتوسعة المسجد النبوي الشريف ومسجد قباء. كما أنشأ مجمع خادم الحرمين الشريفين الملك سلمان بن عبد العزيز آل سعود للحديث النبوي الشريف.

#### العناية بالمقدسات الإسلامية
استكمل الملك سلمان التوسعة السعودية الثالثة للمسجد الحرام التي أمر بها الملك عبد الله بن عبد العزيز. والتي اشتملت على المكونات الرئيسة، وهي: مبنى التوسعة الرئيسي للمسجد الحرام، وتوسعة المسعى، والمطاف والساحات الخارجية والجسور ومباني الخدمات «المصاطب»، ومجمع مباني الخدمات المركزية، ونفق الخدمات والمباني الأمنية والمستشفى، وأنفاق المشاة، ومحطات النقل والجسور المؤدية إلى الحرم، والطريق الدائري الأول المحيط بمنطقة المسجد الحرام، والبنية التحتية التي تشمل محطات الكهرباء، وخزانات المياه، وتصريف السيول.
في عهد خادم الحرمين الشريفين الملك سلمان واصل الاهتمام والمتابعة الشخصية منه لتذليل كافة العقبات في سبيل عمارة الحرمين الشريفين وسهولة الوصول إليهما وتوسعتهما ليؤدي حجاج ومعتمرو وقاصدو مكة والمدينة مناسكهم بكل يسر وسهولة وأمان واطمئنان، وقد أمر بإكمال جميع التوسعات في الحرم المكي والتي بدأت في عهد الملك عبد الله، كما دشَّن خمسة مشروعات جديدة ضمن التوسعة السعودية الثالثة للمسجد الحرام بمكة المكرمة، وتشمل هذه التوسعة التاريخية لكامل مسطحات المشروع البالغة 1.470.000 متر مربع ليتسع المسجد الحرام لأكثر من 1.850.000 مصلٍ، ورفع الطاقة الاستيعابية لصحن المطاف من (19) ألف طائف في الساعة إلى (30) ألف طائف في الساعة، ليبلغ عدد الطائفين في جميع أدوار الحرم إلى (107) آلاف طائف في الساعة الواحدة. تم تركيب 78 بابًا آليا تُدار من غرفة تحكم خاصة. وتركيب نظام صوت متطور بإجمالي عدد سماعات يبلغ 4524 سماعة، وكذلك نظام إنذار الحريق ونظام كاميرات المراقبة بإجمالي عدد كاميرات يبلغ 6635 كاميرا لكامل المبنى وأنظمة النظافة كنظام شفط الغبار المركزي.
وفي المسجد النبوي، أمر خادم الحرمين الشريفين بمشروع مظلات المسجد النبوي، والتي وجَّه بتصنيعها وتركيبها على أعمدة ساحات المسجد النبوي التي يصل عددها إلى 182 مظلة، ثم أمر بإضافة 68 مظلة في الساحات الشرقية، لتغطي هذه المظلات مساحة 143 ألف متر مربع من الساحات المحيطة بالمسجد من جهاته الأربع يصلي تحت الواحدة منها ما يزيد على 800 مصل، يضاف إلى ذلك تظليل ستة مسارات في الجهة الجنوبية يسير تحتها الزوار والمصلون وهذه المظلات صنعت خصيصًا لساحات المسجد النبوي على أحدث تقنية.
أصدر أمرًا ملكيًا بإنشاء «الهيئة الملكية لمدينة مكة المكرمة والمشاعر المقدسة» بتاريخ 1 يونيو 2018، وذلك للارتقاء بالخدمات المقدمة في مدينة مكة المكرمة والمشاعر المقدسة بما يتناسب مع قدسيتها ومكانتها، ويسهل خدمة ضيوف بيت الله الحرام من الحجاج والمعتمرين. أسندت رئاسة مجلس إدارة الهيئة إلى ولي العهد الأمير محمد بن سلمان والذي يُصر على العمل لتطوير مكة المكرمة والمشاعر المقدسة لتكون من أرقى وأذكى مدن ومناطق العالم.
رؤى الحرمين، هما شركتان أعلن عن تأسيسهما في أكتوبر 2017، الأولى «شركة رؤى الحرم المكي»، والثانية «شركة رؤى المدينة». وجاء تأسيسهما تماشياً مع رؤية المملكة 2030، الرامية إلى رفع الطاقة الاستيعابية لاستقبال ضيوف الرحمن وإثراء رحلتهم الدينية وتجربتهم الثقافية. وسيتم تشغيل مشروع رؤى الحرم المكي عام 2024. ومشروع رؤى المدينة في العام 2023. في أكتوبر 2018، تم وضع حجر الأساس والبدء بأعمال تطوير البنية التحتية لمشروع شركة «رؤى الحرم المكي»، وتقع المرحلة الأولى شمال المسجد الحرام على مساحة 854 ألف متر مربع وتهدف إلى تطوير حوالي 115 مبنى تتسم بتصاميم عمرانية متنوعة تحاكي الطراز المكي وتوفير طاقة استيعابية فندقية تقدر بحوالي 310 آلاف نزيل لليوم الواحد في حوالي 70 ألف غرفة فندقية. علاوة على توفير حوالي 9 آلاف وحدة سكنية؛ حيث يوفر المشروع فرص عمل تزيد عن 160 ألف وظيفة بحلول عام 2030.

#### القطاع الأمني
شهد عهدة إصلاحات هيكلية وإدارية وتنظيمية وتطويرية، شملت إمارات المناطق الإدارية، والأمن الداخلي وحراسة الحدود ومكافحة الجريمة والمخدرات، ومكافحة الإرهاب والتطرف، والحماية المدنية، والسلامة المرورية، وإدارة الاصلاحيات والسجون، وإدارة الجوازات، وحماية المنشآت الحيوية، والربط التقني لمعاملات المواطنين والمواطنات للأحوال المدنية، والأمن السيبراني.
تم اعتماد مشروع خادم الحرمين الشريفين لتطوير المقرات الأمنية على خمس مراحل ويشتمل على إنشاء عدد من المقرات الأمنية ومشاريع لإنشاء عدد 14 مجمعًا سكنيًا في خمس مناطق تشتمل على عدد 10٫000 وحدة سكنية. وإنشاء مشاريع المدن الطبية والسكنية. وتفعيل مراكز عمليات الاتصال الموحد (911) في مختلف المناطق. وتوريد وتركيب وتشغيل التطبيقات والبرمجيات لدعم وتطوير البنية التحتية بالأنظمة والأجهزة الأمنية والتقنية وتطوير البوابة الإلكترونية لخدمات الأحوال المدنية وربط كافة المكاتب والذي سينتج عنه تخفيض التكاليف التشغيلية بنسبة تتراوح من 70٪؜ إلى 95٪؜ والاستفادة الفعالة في تقديم الخدمات الإلكترونية للمواطنين والمواطنات. وتقديم خدمات شموس (شبكة المعلومات الوطنية السياحية) لربط المنشآت وتوفير قواعد بيانات مركزية عن المعلومات السياحية بهدف تطوير التعاون المشترك في الأعمال.

#### القطاع العسكري
شهد عهدة إصلاحات هيكلية وإدارية وتنظيمية وتطويرية، شملت الدفاع الوطني، الحرس الملكي، رفع وتطوير القدرات العسكرية، المدن والقواعد العسكرية، المستشفيات والخدمات الطبية العسكرية، الكليات والجامعات العسكرية، توطين الصناعات العسكرية، البحوث العسكرية. وكان من أبرز الإنجازات: البدء بالمرحلة الأولى لإنشاء مرافق قاعدة الملك سلمان الجوية، وتنفيذ المرحلة الأولى لنقل وإنشاء كلية الملك فيصل الجوية بمقرها الجديد. ومساهمة المدن الطبية لدعم القطاع الصحي في مواجهة تداعيات «كوفيد-19». ورفع الطاقة الاستيعابية لجميع المدن الطبية وشملت زيادة الطاقة الاستيعابية لغرف العناية المركزة بنسبة 200%. والبدء بإعداد الدراسات اللازمة لتطوير وزارة الحرس الوطني وفق إستراتيجية الدفاع الوطني. وتوطين الصناعات العسكرية للوصول لهدف توطين 50% من حجم الإنفاق العسكري بحلول 2030م. وتطوير البحوث ذات الصلة بالصناعات العسكرية. والاستمرار في تطوير القدرات والمنظومات الدفاعية في 8 جهات عسكرية.

##### التسليح
في مايو 2017، وقع الملك سلمان والرئيس الأمريكي ترامب، صفقة دفاعية تبلغ قيمتها 110 مليارات دولار. تشتمل الصفقة على خمس محاور: أمن الحدود ومكافحة الإرهاب، والأمن البحري والساحلي، وتحديث القوات الجوية، والدفاع الجوي والصاروخي، وتحديث الأمن السيبراني وأمن الاتصالات. بالإضافة إلى اتفاقيات مع شركات أمريكية للصناعات العسكرية تشمل: اتفاق مع شركة «لوكهيد مارتن» لدعم برنامج تجميع 150 طائرة هليكوبتر من طراز «بلاك هوك إس-70» في السعودية، وهو اتفاق تبلغ قيمته 6 مليارات دولار. واتفاق مع شركة «رايثيون» لإنشاء فرع في السعودية سيركز على تنفيذ برامج لخلق قدرات محلية في الدفاع وصناعة الطيران والأمن في المملكة. واتفاق مع مقاول الدفاع «جنرال دايناميكس» على «توطين التصميم وهندسة وتصنيع ودعم المركبات القتالية المدرعة،» للبرامج الحالية والمستقبلية في المملكة، بما يدعم هدف توطين 50 في المائة من الإنفاق الحكومي العسكري في السعودية وفقاً لرؤية 2030. وفي نوفمبر 2018، تم عقد اتفاق لشراء 44 منصة لإطلاق صواريخ ثاد، وهي منظومة متخصصة باعتراض الصواريخ البالستية القصيرة المدى والمتوسطة المدى، وتُعد إحدى المنظومات الأكثر تطورًا من نوعها في العالم.
في عهدة، وفي سابقة من نوعها، دخل السلاح الروسي الثقيل الترسانة العسكرية للمملكة العربية السعودية، وذلك عندما بدأت القوات البرية الملكية السعودية باستخدام أنظمة المدفعية الصاروخية الثقيلة الروسية من طراز (توس-1إيه "سولنتسيبيوك"). والتي حصلت على ترخيص لإنتاجها وتصنيعها في السعودية في عام 2017.

##### التصنيع العسكري
يشكل توطين الصناعات العسكرية محورا رئيسيا ضمن رؤية 2030، إذ أدركت المملكة أن الأثر الإيجابي لهذا التوطين لا يقتصر على تقليل الإنفاق العسكري، بل يمتد إلى تحقيق متطلبات الأمن القومي، وتوفير الآلاف من فرص العمل للشباب السعودي. وتهدف الخطة لتوطين ما يزيد على 50% من الإنفاق العسكري بحلول عام 2030، يتوقع أن يصل حجم سوق الصناعات العسكرية السعودية إلى 20 مليار دولار بحلول عام 2030.
| "امتداداً لسياسة الدولة في رفع الجاهزية العسكرية، تم في العام المنصرم التوسع في برنامج توطين الصناعات العسكرية وتقنياتها بهدف التطوير المحلي والمستدام لتلك الصناعات، ورفع كفاءة الإنفاق، وفتح باب الاستثمار في هذا القطاع. كما تم تدشين عدد من المشاريع الهادفة لرفع مستوى المحتوى المحلي، تجسيداً لحرص المملكة على تمكين الصناعات الوطنية العسكرية ضمن أهداف رؤية 2030.". |
| —سلمان بن عبد العزيز آل سعود، |

في عهد الملك سلمان، أدخل إصلاحات جديدة على عقود التسليح في البلاد، وأصبحت مشروطة بنقل الخبرة الصناعية في المجال العسكري، كأحد بنود العقود الرئيسة. وعلى إثر ذلك تم إنشاء شركة "سامي" للصناعات العسكرية، بهدف توطين نصف الإنفاق العسكري للمملكة على المعدات والخدمات العسكرية بحلول 2030، من خلال تطوير الصناعات والبحوث والتقنيات والكفاءات الوطنية وتعزيز الصادرات، بالإضافة إلى تقديم المحفزات للمصنعين المحليين، وذلك عبر وضع السياسات والإستراتيجيات وإعداد الأنظمة واللوائح ذات الصلة بالقطاع ومراقبتها ومتابعة تطبيقها، ووضع الضوابط والإجراءات المتعلقة بإصدار التراخيص الصناعية، سعيا منها إلى إيجاد التنويع في الاقتصاد الوطني عبر تعزيز العائدات غير النفطية، ولمساهمة القطاع المباشرة في الناتج المحلي الإجمالي بحلول عام 2030.
في 27 مارس 2016، تم افتتاح مجمعان صناعيان، تشمل تسعة مرافق صناعية، تتضمن مصانع لإنتاج الطائرات من دون طيار، وأخرى لإنتاج القذائف العسكرية بدءا من القذائف ذات العيار المتوسط مثل قنابل الهاون من عيار 60 ملم، و81 ملم، و120 ملم، ومرورا بقذائف المدفعية عيار 105 ملم، و155 ملم، وحتى القذائف الثقيلة مثل قنابل الطائرات التي تتراوح أوزانها من 500 رطل حتى ألفي رطل. بالإضافة إلى مرافق للتجهيز والتعبئة والتجميع والتغليف والمعالجات الحرارية.
في عام 2017، حصلت السعودية من روسيا، على رخصة حق إنتاج وتصنيع أنظمة كورنيت أي أم الصاروخية المضادة للدبابات، وأنظمة المدفعية الصاروخية الثقيلة توس-1 "سولنتسيبيوك".
في عام 2018، تم توقيع عقد بنظام المشروع المشترك مع شركة تاليس الفرنسية بنسبة توطين 70 في المائة. وتم أبرام اتفاقا مع شركة بوينغ الأميركية لتأسيس مشروع مشترك لتوطين أكثر من 55 في المائة من أعمال الصيانة والإصلاح وعمرة الطائرات الحربية، ونقل تقنية دمج الأسلحة على تلك الطائرات، وتوطين سلسلة الإمداد لقطع الغيار داخل المملكة. وقُدرت إيرادات المشروع بنحو 22 مليار دولار، مع توفيره لنحو 6 آلاف وظيفة بحلول 2030. كذلك وقعت اتفاقية مع شركة نافانتيا البحرية الإسبانية لتوريد عدد خمس سفن حربية بنسبة توطين قدرها 60 في المائة وإنشاء مشروع مشترك يدير ويوطن كافة الأعمال المتعلقة بأنظمة القتال على السفن. وفي عام 2019، وقعت اتفاقية لصناعة المركبات المدرعة مع شركة «سي إم آي» بنسبة توطين 50 في المائة. وتم الاتفاق على إنشاء شراكة سعودية في مجال الدفاع البحري مع مجموعة نافال الفرنسية.
استطاعت المصانع العسكرية توطين صناعة 5258 صنفاً، كما أن هناك شركات عالمية سلمت 6 آلاف صنف لتصنيعها محليّاً، فضلا عن أن أي منظومة تقادمت تتم إعادة صناعة قطعها في المملكة. واصبح لديها 9 مصانع لصناعة الطائرات بدون طيار، كما تنتج أنواع مختلفة من المدرعات، منها: مدرعة طويق ودهناء والمصمك والفهد والشبل 1 والشبل 2 وسلمان الحزم وسلمان الحزم 2. وكذلك تصنع قنبلة «بيفواي 4» دقيقة التوجيه. وتنتج أيضًا، أجزاء من قنابل عالية التقنية بالتعاون مع شركة «ريثيون»، وهي من كبريات الشركات الأميركية في مجال تصنيع الأسلحة، والبدء في تجميع أنظمة التحكم، والإلكترونيات التوجيهية، وبطاقات الدوائر، التي تُعَدُّ ضرورية لصناعة قنابل «بيفوي» الذكية.

### المشاريع التنموية
في الخمسة الأعوام الأولى من تولي الملك سلمان مقاليد الحكم، تحققت إنجازات لافتة وغير مسبوقة في مختلف الجوانب السياسية والاقتصادية والاجتماعية والتنموية. وكان من أكبر الإنجازات العملاقة والمشاريع تنموية وتوقيع عقود شراكات عالمية لتنمية البلاد من أجل وضع مداخيل أخرى مهمة بجانب تنمية مداخيل النفط أيضًا، من خلال تنمية السياحة والترفيه بكل أشكالها واستقبال السياح انطلاقًا بما تنعم به البلاد من أماكن دينية وسياحية، حيث تضمنت الرؤية استقبال 100 مليون سائح سنويًا، بجانب الاهتمام بالتنمية الريفية الزراعية والسمكية والسياحية والتعدينية الذي يعتبر ثالث قطاع بعد النفط والبتروكيماويات، مثل تأسيس مدينة وعد الشمال لتصدير الفوسفات والتي ستصبح فيها السعودية رابع منتج للفوسفات في العالم.
يعد مشروع «نيوم» من أكبر المشاريع في عهد الملك سلمان لتطوير السياحة السعودية، وإيجاد مصادر دخل جديدة. فمنذ إعلان ولي العهد، الأمير محمد بن سلمان، عن المشروع العملاق في شهر أكتوبر 2017 والعمل يجري فيه على قدم وساق. وسيركز مشروع «نيوم» على تسعة قطاعات استثمارية متخصصة، تستهدف مستقبل الحضارة الإنسانية، هي: مستقبل الطاقة والمياه، ومستقبل التنقل، ومستقبل التقنيات الحيوية، ومستقبل الغذاء، ومستقبل العلوم التقنية والرقمية، ومستقبل التصنيع المتطور، ومستقبل الإعلام والإنتاج الإعلامي، ومستقبل الترفيه، ومستقبل المعيشة الذي يمثل الركيزة الأساسية لباقي القطاعات؛ وذلك بهدف تحفيز النمو والتنوع الاقتصادي، وتمكين عمليات التصنيع، وابتكار وتحريك الصناعة المحلية على مستوى عالمي.
في أبريل 2017م أعلن ولي العهد، الأمير محمد بن سلمان، عن مشروع القدية الترفيهي، الذي يعد أكبر مرفق ترفيهي في العالم بمساحة 334 كم². وفي أبريل 2018م وضع الملك سلمان حجر الأساس للمدينة المتكاملة. ومنذ ذلك الوقت والعمل يجري على قدم وساق للانتهاء من المرحلة الأولى بحلول عام 2022م. وسيشمل المشروع أربع مجموعات رئيسية، هي: الترفيه، رياضة السيارات، الرياضة والإسكان والضيافة. ويوفر المشروع بيئات مثالية ومتنوعة. وتشمل النشاطات: مغامرات مائية ومغامرات في الهواء الطلق، وتجربة برية ممتعة، إضافة إلى رياضة السيارات لمحبي رياضة سيارات الأوتودروم والسرعة بإقامة فعاليات ممتعة للسيارات طوال العام.
مشروع البحر الأحمر، مشروع سياحي تم الإعلان عنه في يوم 31 يوليو 2017. تبلغ المساحة الإجمالية للمشروع حوالي 34 ألف كيلو متر مربع ويتضمن أكثر من 90 جزيرة طبيعية بين منطقتي أملج والوجه. سيتألف مشروع البحر الأحمر عند اكتماله في عام 2030 من 50 فندقاً توفر ما يصل إلى 8000 غرفة فندقية وحوالي 1300 عقاراً سكنياً موزعاً على 22 جزيرة وستة مواقع داخلية، كما ستضم الوجهة مرسى فاخراً، والعديد من مرافق الترفيه والاستجمام. في فبراير 2019، بدأ العمل على المرحلة الأولى للمشروع، والتي تختص بتجهيز البنية التحتية والأساسية لإنشاء المشروع، مثل بناء سكن العمال وشق الطرق المؤقتة واللازمة لمواصلة العمل. حصل مشروع البحر الأحمر على أعلى النقاط في تقييم التصنيف العالمي المرتبط بالممارسات البيئية والاجتماعية وحوكمة الشركات (ESG).
أمالا، مشروع أطلق في 26 سبتمبر 2018م لمنطقة سيتم تطويرها في شمال غرب المملكة ضمن نطاق محمية الأمير محمد بن سلمان الملكية. تتمحور فكرة المشروع على مفهوم السياحة الفاخرة المرتكزة على النقاهة والصحة والعلاج. يموّل المشروع عبر صندوق الاستثمارات العامة. مساحة المشروع تتجاوز 3800 كيلومتر مربع، مع خيارات وصول متعددة من ضمنها إنشاء مطار لتلك المنطقة. يتوقع أن يوفر المشروع نحو 22 ألف فرصة عمل،  ويضم المشروع ما يقارب 2500 غرفة وجناحاً فندقياً، و700 فيلا سكنية، بالإضافة إلى أكثر من 200 متجر، كما سيضم قرية للفن المعاصر.
حديقة الملك سلمان، إحدى مشاريع الرياض الكبرى، وهي منتزه عام، وواسع النطاق، ومنطقه حضرية مقترح تطويرها في مدينة الرياض بالمملكة العربية السعودية. ومن المحدد أن تكون الحديقة في أرض المطار السابق بمساحة مقدارها 13.4 كيلومتر مربع (5.1 ميل مربع)، وستكون هي أكبر حدائق المدن في العالم  بمساحة تعادل خمسة أضعاف حديقة هايدبارك في لندن، وأربعة أضعاف حديقة سنترال بارك في نيويورك. وتقع الحديقة في شمال وسط الرياض لتخدمها خمس محطات من محطات المسار الأخضر لقطار الرياض بالإضافة إلى ستة طرق رئيسية.
في نوفمبر 2019، أسس الملك سلمان، مشروع بوابة الدرعية، وهو مشروع سياحي ثقافي حيوي ضخم. ويقام على مساحة 1.500.000 م² إضافة إلى أكبر متحف إسلامي في العالم وسيشمل مدينة طينية متكاملة تضم مكتبة الملك سلمان بالإضافة إلى أسواق ومجمعات تجارية ومطاعم ومواقع احتفالات. المشروع يقع في الدرعية والتي تمثل رمزاً وطنياً بارزاً في تاريخ المملكة العربية السعودية، كونها عاصمة الدولة السعودية الأولى إلى أن اختار تركي بن عبد الله الرياض مقراً جديداً للحكم وذلك عام 1824م.
أسس مدينة الملك سلمان للطاقة، وهي مدينة صناعية حديثة قيد الإنشاء، تقع على مساحة 50 كم² بالقرب من مدينة بقيق بالمنطقة الشرقية، وباستثمارات تبلغ نحو 1.6 مليار دولار (6 مليارات ريال). تهدف المدينة إلى توفير سلسلة الامدادات المرتبطة بالصناعات والخدمات المساندة لقطاعات الطاقة في المملكة والمنطقة عمومًا، من خلال توفير بنية تحتية بمواصفات عالمية للمستثمرين العالميين في قطاعات أعمال التنقيب، وإنتاج النفط الخام وتكريره والصناعات البيتروكيميائية والطاقة الكهربائية وإنتاج المياه ومعالجتها.

وافق على إطلاق مشروع ذا لاين، وهو مشروع لمدينة مخطط لبنائها خالية من الكربون. المشروع أعلن عنه ولي العهد الأمير محمد بن سلمان رئيس مجلس إدارة شركة نيوم في 10 يناير 2021. المدينة ستستوعب مليون نسمة ويبلغ طولها 170 كيلومترًا (105 أميال) وتحافظ على 95٪ من الطبيعة داخل نيوم، بدون سيارات، وشوارع معدومة، وانبعاثات كربونية معدومة. المشروع أحد مشاريع شركة نيوم في شمال غرب المملكة العربية السعودية. ستعمل «ذا لاين» على تحقيق أهداف رؤية المملكة 2030 على صعيد التنويع الاقتصادي من خلال توفير 380 ألف فرصة عمل، والمساهمة بإضافة 180 مليار ريال (48 مليار دولار أمريكي) إلى الناتج المحلي الإجمالي بحلول عام 2030م.
مشروع داون تاون جدة هو مشروع إعادة تطوير الواجهة البحرية في وسط كورنيش مدينة جدة بهدف تحويلها إلى منطقة حيوية، ووجهة سياحية وسكنية وتجارية فريدة. وقد أعلنه صندوق الاستثمارات العامة في نهاية سبتمبر 2017م. ويقدر إجمالي مسطحات البناء في المشروع بأكثر من 5 ملايين متر مربع، تتسع لأكثر من 58 ألف نسمة. وتتوزع مساحة المشروع على مناطق عدة، تشمل المنطقة السكنية التي ستحتوي على أكثر من 12 ألف وحدة سكنية، تمثل نحو 42% من مساحة المشروع، وكذلك مناطق التجزئة والترفيه التي تمثل نحو 35%، بينما تغطي منطقة المكاتب 12%، وتغطي منطقة الضيافة 11% من مساحة المشروع. يتوقع أن يبلغ إجمالي قيمة الاستثمار بالمشروع نحو 18 مليار ريال على مدى 10 سنوات، وأن يسهم في إيجاد أكثر من 36 ألف فرصة عمل. من المتوقع أن يكون المشروع جاهزًا بالكامل بحلول عام 2029م.
أمر بإنشاء الهيئة الملكية لمحافظة العلا، في 20 يوليو 2017، برئاسة الأمير محمد بن سلمان. وتهدف الهيئة إلى تطوير محافظة العلا على نحو يتناسب مع قيمتها التاريخية وما تشتمل عليه من مواقع أثرية، وتحقيق المصلحة الاقتصادية والثقافية والأهداف التي قامت عليها رؤية السعودية 2030. تستهدف الهيئة خلق 35 ألف وظيفة، والمساهمة بـ 120 مليار ريال (32 مليار دولار) في الناتج المحلي حتى عام 2030. في 15 يونيو 2021 م وافق على انضمام الهيئة الملكية لمحافظة العُلا إلى الاتحاد الدولي لحماية الطبيعة ومواردها بعضوية مستقلة.
مشاريع الرياض الكبرى، هي أربعة مشاريع كبرى أعلن عنها الملك سلمان في 19 مارس 2019 بقيمة تتجاوز 86 مليار ريال سعودي، تهدف إلى تطوير الرياض عاصمة المملكة العربية السعودية. المشاريع تشمل: حديقة الملك سلمان ويهدف إلى إنشاء حديقة وطنية عالمية عامة، بمساحة تتجاوز مساحة سنترال بارك بأكثر من أربع مرات. والرياض الخضراء ويهدف إلى رفع نصيب الفرد من المساحة الخضراء في المدينة من 1.7 م2 حاليًا، إلى 28 م2، بما يعادل 16 ضعفًا عمّا هي عليه الآن، وزيادة نسبة المساحات الخضراء الإجمالية في المدينة من 1.5% حاليًا إلى 9% بما يعادل 541 كم2، وذلك من خلال زراعة أكثر من 7 ملايين ونصف المليون شجرة، في أنحاء الرياض كافة. والرياض آرت ويهدف إلى تحويل مدينة الرياض إلى معرض فني مفتوح يمزج بين الأصالة والمعاصرة، وذلك من خلال تنفيذ أكثر من 1000 عمل ومعلم فني من إبداع فنانين محليين وعالميين أمام الجمهور في مختلف أرجاء الرياض، لتشكّل أكبر مشاريع فن الأماكن العامة في العالم. والمسار الرياضي ويهدف إلى تحويل مدينة الرياض إلى معرض فني مفتوح يمزج بين الأصالة والمعاصرة، وذلك من خلال تنفيذ أكثر من ألف عمل ومعلم فني من إبداع فنانين محليين وعالميين أمام الجمهور في مختلف أرجاء الرياض، لتشكّل أكبر مشاريع فن الأماكن العامة في العالم.
هناك أيضا، مشاريع أخرى عديدة في مناطق مختلفة من المملكة، منها: مدينة الفيصلية والطائف الجديد ومجمع الملك سلمان العالمي للصناعات والخدمات البحرية

### تأسيسات في عهده
انشئت وزارة التعليم ووزارة الثقافة ووزارة الصناعة والثروة المعدنية ووزارة الموارد البشرية والتنمية الاجتماعية وهيئة الزكاة والضريبة والجمارك.
كما أسس مجلس الشؤون الاقتصادية والتنمية ومجلس الشؤون السياسية والأمنية والنيابة العامة ورئاسة أمن الدولة ولجنة مكافحة الفساد ومكاتب تحقيق رؤية السعودية 2030 والهيئة السعودية للفضاء والهيئة السعودية للمحامين والهيئة العامة السعودية لعقارات الدولة
وفي المجال التجاري والصناعي، أنشئت الهيئة العامة للتجارة الخارجية وبرنامج صنع في السعودية وبرنامج ريادة الشركات الوطنية وبرنامج تعزيز الشراكة مع القطاع الخاص ومجمع الملك سلمان العالمي للصناعات والخدمات البحرية والبرنامج الوطني لمكافحة التستر التجاري وبرنامج الامتياز التجاري وبرنامج تطوير الصناعة الوطنية والخدمات اللوجستية وهيئة المحتوى المحلي والمشتريات الحكومية السعودية.
وفي المجال الاقتصادي، أنشئ مركز تنمية الإيرادات غير النفطية ومركز الإنجاز والتدخل السريع والمركز الوطني للتخصيص والشركة السعودية للاستثمار الجريء والمركز السعودي للأعمال الاقتصادية والمركز السعودي للشراكات الاستراتيجية الدولية والمركز الوطني لإدارة الدين والمركز الوطني لتنمية القطاع غير الربحي والمركز الوطني للتنافسية ومركز الإسناد والتصفية السعودي وبرنامج الشراكات الاستراتيجية والهيئة العامة للعقار
والهيئة العامة للمنشآت الصغيرة والمتوسطة وبرنامج التخصيص وبرنامج تحفيز الصادرات السعودية وبرنامج اتزان وصندوق البنية التحتية الوطني.
وفي المجال الأمني والعسكري، أنشئ مركز الحرب الجوي السعودي والشركة السعودية للإلكترونيات الدفاعية والشركة السعودية للصناعات العسكرية ومركز الحرب الفكرية وتوطين الصناعات العسكرية ومركز استهداف تمويل الإرهاب ومركز الأمن الوطني والتحالف الإسلامي العسكري لمحاربة الإرهاب والهيئة العامة للصناعات العسكرية وشركة ريثيون العربية السعودية.
وفي المجال المالي، أنشئ، برنامج تحقيق التوازن المالي وبرنامج تطوير القطاع المالي وفنتك السعودية والسوق الموازية السعودية (نمو). وفي مجال البنوك، أنشئ بنك التصدير والاستيراد السعودي وبنك المنشآت الصغيرة والمتوسطة. كما تَمَّ تأْسيس بنك إس تي سي والبنك السعودي الرقمي وهما بنكان رقميان.
وفي مجال البيئة، تم تدشين عدد من المراكز المتخصصة، وهي: الرقابة على الالتزام البيئي والمركز الوطني لإدارة النفايات والمركز الوطني لتنمية الحياة الفطرية والمركز الوطني لتنمية الغطاء النباتي ومكافحة التصحر والمركز الوطني لكفاءة وترشيد المياه والمركز الوطني للأرصاد والمركز الوطني للوقاية من الآفات النباتية والأمراض الحيوانية ومكافحتها، كذلك تَمَّ تأْسيس صندوق البيئة السعودي والشركة السعودية الاستثمارية لإعادة التدوير
وفي مجال البحث والتطوير والابتكار، أنشئت اللجنة العليا للبحث والتطوير والابتكار وهيئة تنمية البحث والتطوير والابتكار ومركز الأمير سلطان للدراسات والبحوث الدفاعية ومركز محمد بن سلمان لعلوم وتقنيات المستقبل ومركز البحوث والتواصل المعرفي ومركز التواصل والاستشراف المعرفي ومركز التواصل والمعرفة المالية والمركز الوطني لاستطلاعات الرأي العام ومكتب سياسات وأبحاث تنمية الموارد البشرية وشركة وادي طيبة.
وفي المجال الديني، أنشئ مجمع الملك سلمان لطباعة الحديث الشريف ومجمع الملك عبد العزيز للمكتبات الوقفية وبرنامج خدمة ضيوف الرحمن وطريق مكة.
وفي مجال المدن الجديدة، أطلق مشاريع نيوم وأمالا وذا لاين ومدينة الفيصلية. وفي مجال تطوير المدن، أطلق مشاريع مشاريع الرياض الكبرى ومشروع البحر الأحمر ومشروع الطائف الجديد ومشروع بوابة الدرعية ومشروع داون تاون جدة والقدية ورؤية الرياض وشركة السودة للتطوير وشركة المشاعر المقدسة وهيئة تطوير بوابة الدرعية والهيئة الملكية لمدينة مكة المكرمة والمشاعر المقدسة والرياض آرت والرياض الخضراء والهيئة الملكية لمحافظة العلا هيئة تطوير ينبع وأملج والوجه وضباء.
وفي المجال الصحي، أنشئت مدينة الملك سلمان بن عبد العزيز الطبية واللجنة الوطنية للتغذية وهيئة رعاية الأشخاص ذوي الإعاقة والبرنامج السعودي لسلامة المنتجات.
وفي مجال الطاقة، أنشئت مدينة الملك سلمان للطاقة (سبارك) والمجلس الأعلى لأرامكو والبرنامج الوطني للطاقة المتجددة وهيئة الرقابة النووية والإشعاعية السعودية.
وفي مجال الرياضة، أنشئ المسار الرياضي ونادي الإبل ونادي الصقور ومهرجان الملك عبد العزيز للصقور والمنظمة الدولية للإبل وبرنامج الابتعاث السعودي لكرة القدم، وأكاديمية مهد الرياضية.
وفي مجال التعليم، أنشئ المعهد العقاري السعودي وكلية الأمير محمد بن سلمان للإدارة وريادة الأعمال والأكاديمية المالية ومعهد الممالك والمركز الوطني للتعليم الإلكتروني ومجلس شؤون الجامعات والمركز السعودي للمراجعة المالية والرقابة على الأداء.
وفي المجال الثقافي، أنشئت الهيئة العامة للثقافة وجائزة الملك عبد العزيز للأدب الشعبي، قيصرية الكتاب ومهرجان البحر الأحمر السينمائي الدولي والفرقة الوطنية للموسيقى وثنائيات الدرعية والجمعية السعودية للمحافظة على التراث الصناعي ومتحف البحر الأحمر ومتحف الذهب الأسود ورحلة عبر الزمن ومركز الأمير محمد بن سلمان العالمي للخط العربي وصندوق التنمية الثقافي.
وفي مجال التراث، أنشئت هيئات للأدب والنشر والترجمة والأزياء والأفلام والتراث والفنون البصرية والمتاحف والمسرح والفنون الأدائية والمكتبات والموسيقى والطهي والعمارة والتصميم وبرنامج التراث الصناعي السعودي والمركز الوطني للعرضة السعودية.
وفي التنمية الاجتماعية، أنشئ البرنامج الوطني للتنمية المجتمعية وصندوق التنمية الوطني ومنظومة الحماية الاجتماعية في السعودية وحساب المواطن والإسكان وسند محمد بن سلمان وجودة الحياة وبرنامج التنمية الريفية الزراعية المستدامة ومجلس شؤون الأسرة وصندوق النفقة.
وفي الأعمال الإنسانية، أنشئ، مركز الملك سلمان للإغاثة والأعمال الإنسانية وصندوق الشهداء والمصابين والأسرى والمفقودين ومركز الملك سلمان للشباب ومشروع سلام للتواصل الحضاري.
وفي مجال تقنية المعلومات، أسست الهيئة السعودية للبيانات والذكاء الاصطناعي، الهيئة الوطنية للأمن السيبراني، هيئة الحكومة الرقمية والبرنامج الوطني لتنمية قطاع تقنية المعلومات والاتحاد السعودي للأمن السيبراني والبرمجة والدرونز وآرتاثون الذكاء الاصطناعي والقمة العالمية للذكاء الاصطناعي ومجلس التجارة الإلكترونية والمنصة الوطنية للإنذار المبكر وديم والمركز الوطني لنظم الموارد الحكومية.
وفي مجال النقل والمواصلات، أسست شركة الطائرات المروحية وأنشاء مطار خليج نيوم والمركز الوطني لسلامة الطرق.
وفي مجال السياحة والترفيه، أسست الهيئة السعودية للسياحة والهيئة العامة للترفيه والهيئة العامة للمعارض والمؤتمرات وهيئة السياحة في البحر الأحمر وشركة مشاريع الترفيه السعودية ومركز الفعاليات.
أيضا، أسس هيئة كفاءة الإنفاق والمشروعات الحكومية وبرنامج التحول الوطني ومركز برنامج التحول الوطني ومركز الإقامة المميزة وبرنامج تعزيز الشخصية السعودية ومركز تنظيم المعدات الثقيلة، ومجلس القضاء الإداري.

### تصنيفات السعودية الدولية
في عهدة حققت السعودية تصنيفات دولية متقدمة. فجاء ترتيبها، الأول على مستوى العالم في مؤشر استقرار الاقتصاد الكلي. والمركز الأول في جودة الطرق،  وحققت المركز الـ 26 عالميا في التنافسية العالمية،  والثاني عربيًا والسادسة والثلاثين عالميًا في قائمة الدول ذات التنمية البشرية المرتفعة جدًا وفقًا لتقرير التنمية البشرية الصادر عن برنامج الأمم المتحدة الإنمائي لعام 2019م. وفي مجال البحث العلمي تقدّمت المملكة إلى المركز 29 عالميًا، لأكثر الدول حصةً في الأبحاث العلمية، وحافظت للعام الثالث على التوالي على مكانتها بين الدول صاحبة أكثر الإنجازات في البحث العلمي عالميًّا، وأكبر مساهم في حصة أبحاث الدول العربية، وثاني أكبر مساهم بين دول الشرق الأوسط وأفريقيا. وحقّقت المملكة ما يقارب 65% من إجمالي حصة البحث العلمي للدول العربية. واحتلت المملكة المرتبة 15 عالميا في معدل مساعدة الغرباء واحتلت المرتبة 50 في مساعدة الاخرين بالمال. وجاءت في المركز التاسع عالميا من حيث إنتاج الغاز الطبيعي بنحو 112.1 مليار متر مكعب، تمثل 2.9% من الإنتاج العالمي للغاز. وتحسن تصنيف السعودية في مؤشر الأمم المتحدة لجاهزية الحكومة الإلكترونية، إذ حلت في المرتبة الـ41 عالمياً بين 193 دولة. كما حققت المملكة المرتبة الخامسة عالمياً من بين 140 دولة، في مؤشر سرعة نطاق الإنترنت المتنقل. وتقّدمت تقدمًا ملحوظاً في مؤشر تطور الحكومة الإلكترونية، وحققت المرتبةـ 36 عالمياً من بين 193 دولة. كما أن مؤشر البنية التحتية للاتصالات قفر إلى المرتبة 27 عالمياً. وجاءت مدينة الرياض في المرتبة الثالثة عالمياً وفق نتائج تحليل قياسات شبكات الجيل الخامس "5G" وسرعتها في العالم، كما جاءت في المركز السادس عالمياً من بين أكثر الدول التي تتمتع بسرعة تحميل البيانات في شبكات الجيل الخامس. وفي مؤشر التنافسية الرقمية العالمية لعام 2020، تقدمت خمسة مراكز لتصل إلى المرتبة الـ 34. أيضًا، حازت المملكة على المركز السابع من حيث قوتها الاقتصادية، والمركز التاسع عالميا من حيث مؤشر التأثير الدولي.
بحسب تقرير التنافسية العالمي 2019، تقدمت المملكة 13 مرتبة في مؤشر كفاءة سوق العمل وسوق الإنتاج مقارنة بالعام السابق، وكذلك في 5 مؤشرات فرعية تقيس جوانب كفاءة السوق، كما تقدمت 17 مرتبة عن العام 2018 في كل من مؤشري «تمويل المنشآت الصغيرة والمتوسطة» و«توفر رأس المال الجريء»، إذ حلت في المرتبتين 19 و12 على التوالي، وتقدمت 5 مراتب في مهارات رأس المال البشري والقدرة على الابتكار وديناميكيات العمل.
في منتصف عام 2021، حققت السعودية المركز الأول عالميًا في «استجابة الحكومة لجائحة كورونا»، و«استجابة رواد الأعمال لجائحة كورونا»، فيما تقدمت في مؤشر حالة ريادة الأعمال إلى المركز السابع على مستوى دول العالم بعد أن كانت في المركز 17، وذلك وفقًا لتقرير المرصد العالمي لريادة الأعمال (GEM) للعام 2020/2021م. وبحسب تقرير المرصد العالمي لريادة الأعمال، قفزت المملكة إلى المركز الأول في مؤشر «سهولة البدء في الأعمال» بعد أن كانت في المركز 22 كانعكاس للإصلاحات المهمة في بيئة ريادة الأعمال والشفافية وسهولة إجراءات البدء بالأعمال التجارية، كما حققت المركز الأول أيضًا في مؤشر «الفرص الواعدة لبداية المشروع في منطقتي» بعد أن كانت في المركز السادس. فيما حازت المملكة على المركز الثالث في مؤشر الريادة المالية بعد أن كانت في المركز 19 أثر زيادة الفرص التمويلية بأنواعها للشركات الناشئة في السوق المحلي، وقفزت من المرتبة 35 إلى الثانية في مؤشر البنية التحتية المادية كنتيجة لسهولة الحصول على الخدمات مثل: (المساحات المكتبية، المواقع التجارية، الإنترنت، والخدمات العامة).
تعود هذه النتائج التي حققتها المملكة إلى الأثر الواضح لرؤية 2030، التي انعكست بشكل إيجابي على المؤشرات الدولية في شتى المجالات.

## قرارات تاريخية
كان للملك سلمان بن عبد العزيز العديد من القرارات التاريخية والمصيرية الهامة سواءً على صعيد الداخل أو الخارج كما عمل على دعم وتمكين قطاعات عدة؛ تهتم بتطوير المعيشة وتعزيز النمو الاقتصادي، ودشّن العديد من المشروعات الكبرى.

### رؤية 2030
| "لقد وضعت نصب عيني منذ تشرفت بتولي مقاليد الحكم، السعي نحو التنمية الشاملة من منطلق ثوابنا الشرعية، وتوظيف إمكانات بلادنا وطاقتها والاستفادة من موقع بلادنا وما تتميز به من ثروات وميزات لتحقيق مستقبل أفضل للوطن وأبنائه، مع التمسك بعقيدتنا الصافية والمحافظة على أصالة مجتمعنا وثوابته، ومن هذا المنطلق؛ وجّهنا مجلس الشؤون الاقتصادية والتنمية برسم الرؤية الاقتصادية والتنموية للمملكة لتحقيق ما نأمله بأن تكون بلادنا – بعون من الله وتوفيقه- أنموذجًا للعالم على جميع المستويات". |
| —سلمان بن عبد العزيز آل سعود، |

في أبريل 2016م، وافق الملك سلمان على «رؤية السعودية 2030» التي قدمها بين يديه ولي العهد الأمير محمد بن سلمان، وهي الآن تُعد برنامج عمل الحكومة لتحقيق مستهدفاتها حتى العام 2030.
وفي سبيل تطوير الاقتصاد وتنويعه وتخفيف الاعتماد على النفط، أطلقت المملكة العربية الســـعودية رؤية السعودية 2030 مرتكزة على العديد من الإصـــلاحات الاقتصادية والمالية، والتي استهدفت تحول هيكل الاقتصاد السعودي إلى اقتصاد متنوع ومستدام مبني على تعزيز الإنتاجية ورفع مساهمة القطاع الخاص، وتمكين القطاع الثالث.
ونجحت المملكة منذ إطلاق الرؤية في تنفيذ العديد من المبادرات الداعمة والإصلاحات الهيكلية لتمكين التحول الاقتصادي، وشمل هذا التحول عدة جهود رئيسية متمحورة حول بعدٍ قطاعي يشمل تعزيز المحتوى المحلي والصناعة الوطنية وإطلاق القطاعات الاقتصادية الواعدة وتنميتها، وبعدٍ تمكيني يهدف إلى تعظيم دور القطاع الخاص والمنشآت الصغيرة والمتوسطة، وتعزيز استدامة المالية العامة. وأسهمت هذه التحولات الهيكلية في تعزيز قدرة اقتصاد المملكة على تجاوز جائحة كوفيد-19 في عام 2020م بثبات. ويتوقع أن تستمر وتيرة هذا التحول الهيكلي نحو نمو اقتصادي مستدام في السنوات المقبلة، خصوصاً في ظل عدد من المبادرات الاستثمارية والعملاقة، تحت مظلة صندوق الاستثمارات العامة، والشركات الرائدة. كما يتوقع أن تتسارع عجلة توطين المعرفة والتقنيات المبتكرة.
قال الملك سلمان في جلسة لمجلس الوزراء لإطلاق «الرؤية» التي دعا فيها شعبه لتحقيقها:

### صندوق الاستثمارات العامة
في عهدة، شهد صندوق الاستثمارات العامة، وهو صندوق الثروة السيادية للمملكة العربية السعودية، تحقيق العديد من الإنجازات الكبيرة من بينها تعظيم أصول الصندوق وزيادة العائد الإجمالي والتوسع في إنشاء الشركات المحلية في مختلف المجالات، وإطلاق عدد من المشاريع الوطنية الكبرى، مما أسهم في استحداث مئات الآلاف من الوظائف المباشرة وغير المباشرة، إلى جانب زيادة مشاركة الصندوق في الناتج المحلي غير النفطي.
في مارس 2015، أمر بنقل مرجعية صندوق الاستثمارات العامة من وزارة المالية إلى مجلس الشؤون الاقتصادية والتنمية. تلا ذلك تعيين مجلس إدارة جديد للصندوق برئاسة ولي العهد الأمير محمد بن سلمان بادر مجلس الإدارة الجديد بعد تعيينه باتخاذ عدد من الخطوات لتطوير القدرات والاستراتيجية الاستثمارية للصندوق بهدف تمكينه من إدارة محفظة استثمارية أكبر وأوسع من المحفظة الاستثمارية الحالية، وإضافة أصول جديدة، وتحويل الصندوق إلى واحد من أكبر الصناديق السيادية على مستوى العالم مع الحرص على دعم آليات وأهداف رؤية السعودية 2030. من خلال السعي إلى تنويع الموارد الحكومية والدخل الحكومي، والقطاعات الاقتصادية.
في الربع الرابع من عام 2017، أُطلق برنامج صندوق الاستثمارات العامة بهدف تعزيز وضع الصندوق وجعله ذراع أساسي لتحقيق رؤية المملكة 2030، باعتباره محفزاً اقتصادياً رائداً للمملكة وعنصراً فعّالاً للاقتصاد المزدهر. في عام 2020، أصبح الصندوق من بين أكبر صناديق الثروة السيادية في العالم، إذ احتل المركز السابع بإجمالي أصول تقدر بقيمة 430 مليار دولار. ومحفظة تتكون من حوالي 200 استثمار، منها حوالي 20 استثماراً مدرجة في السوق المالية السعودية
يلتزم الصندوق بضخ مالا يقل عن 150 مليار في الاقتصاد المحلي سنوياً في مشاريع جديدة محلياً حتى عام 2025، كما يستهدف رفع نسبة المحتوى المحلي في الصندوق والشركات التابعة له إلى 60% واستحداث أكثر من 1.8 مليون وظيفة، والمساهمة في الناتج المحلي الإجمالي غير النفطي بقيمة 1.2 تريليون ريال سعودي، والسعي نحو مضاعفة أصول الصندوق تراكمياً بنهاية عام 2025 إلى 4 تيريليون ريال سعودي ليكون أحد أكبر صناديق الثروة السيادية في العالم.

### عاصفة الحزم
في شهر «مارس» من العام 2015م، أرسل الرئيس اليمني عبد ربه منصور هادي، طلبًا إلى قادة دول مجلس التعاون لدول الخليج العربية، يدعوهم فيه إلى التدخل لإنقاذ بلاده من الانقلابيين من جماعة الحوثي،  استنادًا إلى مبدأ الدفاع عن النفس المنصوص عليه في المادة (51) من ميثاق الأمم المتحدة، واستنادًا إلى ميثاق جامعة الدول العربية ومعاهدة الدفاع العربي المشترك، بتقديم المساندة الفورية بكافة الوسائل والتدابير اللازمة بما في ذلك التدخل العسكري لحماية اليمن وشعبه من العدوان الحوثي المستمر.
في يوم الخميس 5 جمادى الثانية 1436 هـ - 26 مارس 2015، أمر الملك سلمان ببدء عملية عاصفة الحزم ضد الحوثيين باليمن وذلك عندما قامت القوات الجوية الملكية السعودية بقصف جوي كثيف على المواقع التابعة لمليشيا الحوثي والقوات التابعة لصالح في اليمن. كما دعا إلى تشكيل قوات للتحالف ضمت عشرة دول، وأطلق على العملية التي استهدفت الحوثيين والإطاحة بهم عملية عاصفة الحزم وكانت هذه هي المرة الأولى التي تشن فيها القوات الجوية السعودية غارات جوية ضد بلد آخر منذ عام 1990 - 1991 في حرب الخليج.

### التحالف الإسلامي العسكري

الدول الإسلامية المشاركة في التحالف العسكري.

في ديسمبر 2015م، شكل التحالف الإسلامي العسكري بمبادرة من المملكة العربية السعودية؛ كأحد أكبر التحالفات العسكرية عالميًا، والذي أعلن عنه ولي العهد الأمير محمد بن سلمان؛ بهدف توحيد جهود الدول الإسلامية في مواجهة الإرهاب (فكريًا، وماليًا، وعسكريًا). يضم التحالف العسكري الإسلامي 41 دولة إسلامية

### مكافحة الفساد
أَجرَى الملك سلمان عددًا من الإصلاحات ومن ذلك حصر التركيز الحكومي في مجلسين أحدهما للشؤون السياسية والأمنية والآخر للشؤون الاقتصادية والتنمية في شهر نوفمبر العام 2017م، أصدر الملك أمرًا ملكيًا بتشكيل لجنة عليا لمكافحة الفساد ترتبط مباشرةً به، وبرئاسة ولي العهد الأمير محمد بن سلمان، وعُضوية رئيس هيئة الرقابة ومكافحة الفساد ورئيس الديوان العام للمحاسبة والنائب العام ورئيس أمن الدولة. بهدف القضاء على أكبر مُهدد للتنمية الاقتصادية، على قاعدة تنظيف السلم من الأعلى إلى الأسفل. كما استحداث دوائر متخصصة لقضايا الفساد في النيابة العامة تقوم بالتحقيق والادعاء في قضايا الفساد وترتبط بالنائب العام مباشرة. وافق أَيضًا على نظام مكافحة جرائم الإرهاب وتمويله، ونظام مكافحة غسل الأموال.
في 4 نوفمبر 2017 قامت الحكومة السعودية بحملة ملاحقات قانونية لعدد من كبار مسؤولي الدولة السعودية والعائلة الحاكمة وشخصيات اقتصادية شهيرة بتهم الفساد. تحفظت الحكومة السعودية على أموال المتهمين،  ووضعت طائراتهم الخاصة تحت الحراسة لمنع هروبهم كما تم تشديد المراقبة على المطارات لمنع هروب أي شخص لا يزال تحت التحقيق. أوقف المتهمون وتم إيداعهم في فندق ريتز كارلتون بالعاصمة السعودية الرياض،  الذي تم إخلاء جميع النزلاء منه وإيقاف خدمات الحجز وقطع جميع خطوط الاتصال الهاتفي به. بعد مرور 15 شهرا تقريبا من بدء حملة مكافحة الفساد، أوقف العشرات من الأمراء ورجال الأعمال وكبار المسؤولين في المملكة، أعلن الأمير انتهاء العملية ونجاحها.
في يناير 2018، أعلن النائب العام السعودي «سعود المعجب»، أن إجمالي من جرى استدعاؤهم بلغ 381 شخصاً، وأفاد أن 56 شخصاً لا يزالون موقوفين في إطار التحقيقات، وأن القيمة المقدرة لمبالغ التسويات قد تجاوزت (400) مليار ريال «107 مليار دولار»، متمثلة في عدة أصول (عقارات وشركات وأوراق مالية ونقد وغير ذلك)، موضحاً أن مرحلة التسويات قد انتهت. وأعلن وزير الإعلام المكلف الدكتور ماجد القصبي، بأن المبالغ المستردة من الفساد سيتم تسجيلها من ضمن الإيرادات وستعلن في ميزانية كل عام، وسيتم إعادة ضخها لتمويل المشاريع بما يعود بالنفع على المواطن.
لم يتوقف ملف مكافحة الفساد في السعودية، بل عاد للواجهة في أغسطس 2019 مستهدفا هذه المرة صغار ومتوسطي الموظفين، بعد إغلاق ملف كبار الفاسدين، وقال مازن الكهموس الذي عينه الملك سلمان رئيسا لهيئة مكافحة الفساد في 30 أغسطس 2019 إن ولي العهد الأمير محمد بن سلمان وجهه بلهجة شديدة بأن المرحلة المقبلة هي استئصال الفاسدين من الموظفين الصغار بعد أن تخلصت البلاد من الرؤوس الكبيرة الفاسدة، أعقب ذلك بيومين، أي في مطلع سبتمبر، تشكيل لجنة إشرافية بتوجيه من الملك سلمان لاتخاذ الوسائل والآليات اللازمة للقضاء على الفساد المالي والإداري، ويرأس اللجنة رئيس هيئة مكافحة الفساد وتضم في عضويتها رئيس هيئة الرقابة والتحقيق ومدير عام المباحث الإدارية. وفي ديسمبر 2019 صدرت أوامر ملكية بالموافقة على الترتيبات التنظيمية والهيكلية المتصلة بمكافحة الفساد المالي والإداري والتي تضمنت ضم هيئة الرقابة والتحقيق والمباحث الإدارية إلى الهيئة الوطنية لمكافحة الفساد التي عدل مسماها إلى هيئة الرقابة ومكافحة الفساد، وإنشاء وحدة تحقيق وادعاء جنائي في الهيئة تختص بالتحقيق في القضايا الجنائية المتعلقة بالفساد المالي والإداري، والادعاء فيها، كما تضمنت فصل أي موظف تتم إدانته بجريمة جنائية تتصل بالفساد المالي والإداري، وأنه إذا طرأت زيادة على ثروة الموظف العام لا تتناسب مع دخله أو موارده بناء على قرائن مبنية على تحريات مالية بارتكابه جرائم فساد مالي أو إداري فيكون عليه عبء الإثبات للتحقق من مشروعية اكتسابه لتلك الأموال، كما يجوز لرئيس الهيئة اقتراح فصل الموظف العام بأمر ملكي في حال وجود شبهات قوية تمس كرامة الوظيفة أو النزاهة.
في 20 أغسطس 2020م، أصدر أمر ملكيا، بإعفاء عدد من المسؤولين من منصابهم، واحالتهم لهيئة الرقابة ومكافحة الفساد، للتحقيق مهم، واتخاذ الإجراءات النظامية بحقهم، وذلك حيال مسؤوليتهم عن تعدٍّيات غير نظامية على أراضي عامة، مما يعتبر تجاوزاً للأنظمة وتشكيل ضرراً بيئياً، فضلاً عن تأثيرها الكبير على إنجاز المشاريع وخططها. الإعفاءات شملت مدير عام حرس الحدود، ومحافظي أملج، والوجه ورئيس مركز السودة، وقائدي قطاع حرس الحدود في أملج والوجه، والمسؤولين عن التعديات في وزارة الداخلية، وفي إمارات المدينة المنورة، وتبوك، وعسير. وإعفاء أمين منطقة تبوك، ورؤساء بلديات أملج، والوجه، والسودة، والمسؤولين عن التعديات في أمانتي منطقة المدينة المنورة ومنطقة تبوك.
في عهدة، سعت السعودية لاجتثاث الفساد من جذوره لتحقيق رؤيتها 2030، خاصة أن الفساد من الجرائم العابرة للحدود الذي لا يمكن للدول مكافحته دون وجود تعاون وثيق وتبادل للمعلومات بين أجهزة مكافحة الفساد حول العالم، بما يتوافق مع اتفاقية الأمم المتحدة لمكافحة الفساد. ولتحقيق ذلك، أعلن في عام 2020 عن "مبادرة الرياض" لإنشاء شبكة دولية لمكافحة الفساد حول العالم. المبادرة من شأنها تعزيز قدرة الدول على ملاحقة الفاسدين وأموالهم للحد من الملاذات الآمنة، واسترداد الأموال العامة المسروقة إلى بلدانها الأصلية. في مارس 2021، أعلنت الأمم المتحدة البدء في تنفيذ "مبادرة الرياض" لإنشاء الشبكة الدولية لمكافحة الفساد. الشبكة العالمية عبارة عن منصة عالمية آمنة لتسهيل تبادل المعلومات بين سلطات إنفاذ القانون المعنية بمكافحة الفساد، الشبكة بالشراكة مع "هيئة الرقابة ومكافحة الفساد السعودية وأكثر من 25 منظمة دولية معنية ودول العشرين وبلدان أخرى.
حققت المملكة في عهد الملك سلمان، نتائج قوية في مكافحة الفساد خلال السنوات الماضية، وبحسب مؤشر مدركات الفساد لعام 2019، الذي أصدرته منظمة الشفافية الدولية، تقدمت السعودية سبعة مراكز عالمية في ترتيب المؤشر، وحققت المركز 51 عالمياً من أصل 180 دولة. وتقدم مركزها بين مجموعة دول العشرين لتحقق المركز العاشر، ويعد تقييم «الشفافية الدولية» شهادة من منظمة محايدة لقيمة النتائج، التي حققتها المملكة في محاربة الفساد، والتي وضعتها ضمن الدول الأقل فساداً في العالم، وهو ما يرفع من مستوى الأداء الحكومي في المملكة على الصعيد الدولي ويضاعف الثقة في قوة الاقتصاد السعودي.

### مكافحة التطرف والإرهاب
شهدت السعودية في عهد الملك سلمان، حراكًا متناميًا؛ للتصدي للتطرف والإرهاب؛ والتي تقوم على ثلاثة مسارات متزامنة، وهي: (المواجهة الفكرية، والمواجهة الأمنية، وتجفيف منابع تمويل التطرف والإرهاب). لم تتوقف السعودية عن سَن وتطوير القرارات والأنظمة لمواجهة التطرف، ومن أبرزها، ما تم في عام 2015م، عندما تبنت المملكة إنشاء التحالف الإسلامي العسكري لمحاربة الإرهاب، الذي يضم (41) دولة إسلامية، كما استضافت مقره وتأسيس مركز عمليات مشتركة. في يوليو 2017م، أصدر مرسومين بتعديل الهيكل التنظيمي لوزارة الداخلية، وإنشاء هيئة محلية جديدة مستقلة للاستخبارات ومكافحة الإرهاب بمسمى (رئاسة أمن الدولة)، وأخضع قانون مكافحة الإرهاب لتعديلات متتالية، وأنشأت محكمة خاصة للنظر في قضايا الإرهاب بمسمى المحكمة الجزائية المتخصصة. بينما كانت أبرز مبادرات المملكة على المستوى العالمي: إنشاء مركز الحرب الفكرية بوزارة الدفاع في أبريل 2017م، والذي يُعد أبرز التجارب العالمية الفكرية المتخصصة في ضرب أيديولوجيا التطرف. كما أعلن في مايو 2017م، عن تأسيس المركز العالمي لمكافحة الفكر المتطرف (اعتدال)، والذي دشنه الملك سلمان بحضور الرئيس الأمريكي دونالد ترامب وقادة الدول العربية والإسلامية، هو مركز عالمي مهمته مكافحة التطرف ومقره في العاصمة الرياض. كما أن من أبرز مبادرات المملكة بالتعاون مع الولايات المتحدة الأمريكية، إنشاء المركز الدولي لاستهداف تمويل الإرهاب ومقره الرياض، وأنشئ في الـ25 من أكتوبر 2017م. كما أصدرت في عهدة، عددًا من الأنظمة ومنها: نظام مكافحة جرائم الإرهاب وتمويله، ونظام مكافحة غسيل الأموال، كما سنّت وفعّلت المزيد من الأنظمة الصارمة وحدثّتها بما يتوافق مع الأنظمة الدولية. واحتلت السعودية المرتبة الأولى عربيًّا وأحد المراكز العشرة الأولى في ترتيب دول مجموعة العشرين في مجال مكافحة غسل الأموال وتمويل الإرهاب؛ بحسب تقرير دولي اعتمدته مجموعة العمل المالي «الفاتف» ومجموعة العمل المالي لدول الشرق الأوسط وشمال إفريقيا «المينافاتف».
| "لا مكان بيننا لمتطرف يرى الاعتدال انحلالًا، ويستغل عقيدتنا السمحة في تحقيق أهدافه، ولا مكان لمنحل يرى في حربنا على التطرف وسيلة لنشر الانحلال". |
| —سلمان بن عبد العزيز آل سعود، عام 2017، خلال افتتاحه أعمال السنة الثانية من الدورة السابعة لمجلس الشورى بالرياض                                 |

في سياق تلك الجهود، كانت الشهادات حاضرة، وكان من أبرزها: في أعمال الدورة الـ71 للجمعية العامة للأمم المتحدة، صرّح نائب المتحدث الرسمي باسم الأمين العام فرحان حق: «أستطيع التأكيد على تقدير الأمين العام للمساهمات التي قدمتها المملكة لجهود المنظمة في مكافحة الإرهاب بما في ذلك تمويل مركز مكافحة الإرهاب». في 29 أكتوبر 2017م قال الأمين العام للأمم المتحدة أنطونيو غوتيريس أثناء جلسة للمجلس الاستشاري لمركز مكافحة الإرهاب في الأمم المتحدة: «نحن نعتمد على دعم المملكة في مواجهة الإرهاب العالمي». وذكر التقرير السنوي للخارجية الأمريكية 2018م: «جهود السعودية في مكافحة التطرف والإرهاب، عالية جدًّا، وعززت شراكتها مع الولايات المتحدة في هذا الجانب، وظلت عضوًا نشطًا في التحالف العالمي لهزيمة داعش، كما راجعت وطوّرت قوانين مكافحة الإرهاب، ونفذت بدقة نظام جزاءات مجلس الأمن الدولي لداعش وتنظيم القاعدة، كما وسّعت البرامج الحالية لمكافحة الإرهاب والرسائل لمعالجة المقاتلين الإرهابيين العائدين». وفي 26 أكتوبر 2017: ستيفن منوشين وزير الخزانة الأمريكية خلال مخاطبته الحضور في جلسة عامة خلال ملتقى مبادرة مستقبل الاستثمار في الرياض: «السعودية من أهم الشركاء في مواجهة تمويل الإرهاب. والولايات المتحدة ستواصل التطلع إلى السعودية باعتبارها الدولة الرائدة في هذه المسائل في منطقة الخليج». وفي يناير 2018م، ذكر تقرير لمعهد واشنطن: «الرياض شريك وثيق للولايات المتحدة، ولهما نظرة موحدة نحو داعش، وتمتلك السعودية هيئات فاعلة في هذا الإطار، مثل» المركز العالمي لمكافحة الفكر المتطرف«(اعتدال) و (مركز الحرب الفكرية)، ويتعين على واشنطن أن تعمل عن كثب مع شركائها السعوديين من أجل تتبع كمية ونوعية ومدى انتشار المحتوى المتطرف».

### كيان البحر الأحمر
في ديسمبر 2018م، أسس كيان البحر الأحمر، وهو مجلس يجمع رابطة دول باسم مجلس الدول المشاطئة للبحر الأحمر وخليج عدن، ويضم إلى جانب السعودية كل من: مصر، السودان، جيبوتي، اليمن، الصومال، والأردن، ويهدف إلى تحقيق الاستقرار في المنطقة، وتعزيز الأمن والاستثمار والتنمية لدول حوض البحر الأحمر، وحماية التجارة العالمية وحركة الملاحة الدولية.

### خدمة ضيوف الرحمن
في مايو 2019، أطلق الملك، برنامج "خدمة ضيوف الرحمن" الذي يُعد أحد أهم برامج رؤية 2030، لما له من أهداف كبرى في التمكين والتسهيل على أكبر عدد من المسلمين لزيارة الحرمين والتي تستهدف أن يبلغ عدد المعتمرين سنويًا 30 مليون معتمر. يتبع البرنامج مجلس الشؤون الاقتصادية والتنمية وقد تم الإعلان عنه وإطلاقه من قبل خادم الحرمين الشريفين في قصر الصفا بمكة المكرمة خلال العشر الأواخر من شهر رمضان 1440هـ، الموافق مايو 2019م. يهدف البرنامج إلى، إتاحة الفرصة لأكبر عدد ممكن من المسلمين لأداء فريضتي الحج والعمرة على أكمل وجه، وتقديم خدمات ذات جودة عالية للحجاج والمعتمرين، وإثراء التجربة الدينية والثقافية للحجاج والمعتمرين.

### التأشيرة السياحية
واحداً من أهم القرارات التاريخية في عهد الملك سلمان، كان إطلاق التأشيرة السياحية في 27 سبتمبر 2019، لحاملي جنسيات 49 دولة، حيث نقلت المملكة من مرحلة الانكفاء على الذات إلى مرحلة الانفتاح على الآخرين لتعريف العالم بمقوماتها الطبيعية والجغرافية ومقدراتها الاقتصادية وإرثها الثقافي والتاريخي والحضاري. يمكن الحصول عليها إلكترونيا أو عند الوصول إلى أحد المنافذ الجوية أو البرية المتاحة، أو من خلال السفارات والقنصليات السعودية.

### جائحة كورونا
| "إننا نعيش مرحلة صعبة في تاريخ العالم، ولكننا ندرك تماماً أنها مرحلة ستمر وتمضي رغم قسوتها ومرارتها وصعوبتها، مؤمنين ... إن بلادكم المملكة العربية السعودية، مستمرة في اتخاذ كل الإجراءات الاحترازية لمواجهـة هـذه الجائحـة، والحـد مـن آثارها". |
| —سلمان بن عبد العزيز آل سعود، |

استفادت المملكة من خبراتها المتراكمة في التعامل مع الأوبئة، وساهمت الإجراءات المبكرة وما صدر من أوامر وتوجيهات ملكية في التصدي للجائحة على المستويين الداخلي والخارجي.
ومع إعلان منظمة الصحة العالمية تصنيف الفيروس «وباء عالميا» في 11 مارس 2020، بادر الملك سلمان إلى إلقاء كلمة خاطب فيها المواطنين والمقيمين قائلا: نعيش مرحلة صعبة في تاريخ العالم، ولكننا ندرك تماماً أنها مرحلة ستمر وتمضي رغم قسوتها ومرارتها وصعوبتها... المرحلة المقبلة ستكون أكثر صعوبة على المستوى العالمي لمواجهة هذا الانتشار السريع لهذه الجائحة. والمملكة مستمرة في إجراءاتها الاحترازية.. وأؤكد لكم حرصنا الشديد على توفير ما يلزم المواطن والمقيم من دواء وغذاء واحتياجات معيشية.
ومع بدء تصاعد حالات الإصابات بفيروس كورونا، أصدر الملك سلمان سلسلة من الأوامر القاضية بمنع التجول جزئيا ثم كليا بهدف محاصرة الوباء كما وافق على عدد من الإجراءات الاحترازية، التي ساهمت في تقليل الإصابات وتفادي أزمة صحية واقتصادية كارثية وصولا إلى بدء العودة تدريجيا إلى الحياة الطبيعية، حيث شملت الأوامر التي أصدرها الملك سلمان الجوانب الإنسانية والصحية والأمنية والاجتماعية والاقتصادية. وجاء أبرز تلك الأوامر والتوجيهات على النحو التالي:
في 26 يناير 2020: صدور الأمر السامي بتشكيل «اللجنة العليا الخاصة باتخاذ جميع الإجراءات الاحترازية والتدابير اللازمة لمنع انتشار الجائحة» تضم في عضويتها 24 جهازا حكوميا. وفي30 مارس 2020: أمر الملك سلمان بتقديم العلاج مجانًا في المستشفيات والمراكز الطبية الحكومية والخاصة لجميع المصابين بفيروس كورونا والمشتبه في إصابتهم من المواطنين والمقيمين ومخالفي أنظمة الإقامة والعمل.
في أبريل 2020: إنفاذا لتوجيهات الملك سلمان وولي العهد الأمير محمد بن سلمان، أطلقت وزارة الخارجية خدمة إلكترونية لتسجيل بيانات المواطنين الراغبين في العودة من الخارج على أن تكون الأولوية للموجودين في البلدان الأكثر تأثراً من انتشار فيروس كورونا، وكبار السن، والحوامل. كما أعلن وزير السياحة تهيئة 11 ألف غرفة فندقية لاستضافة المواطنين العائدين. وفي 22 أبريل 2020: إنفاذاً لأمر الملك سلمان أعلنت وزارة الداخلية عن إطلاق مبادرة «عودة» لتمكين من يرغب من المقيمين حاملي تأشيرتي (الخروج والعودة والنهائي) من السفر جواً لبلدانهم. في26 أبريل 2020: إنفاذًا لتوجيهات الملك سلمان وولي العهد الأمير محمد بن سلمان وقعت المملكة عقدًا مع الصين بقيمة 995 مليون ريال، يعد من أكبر العقود لتوفير فحوصات تشخيصية لفيروس كورونا المستجد على مستوى العالم. وفي 3 أبريل 2020، أمر الحكومة من خلال نظام ساند بتحمل 60% من رواتب موظفي القطاع الخاص السعوديين في المنشآت المتأثرة من التداعيات الحالية جراء انتشار فيروس كورونا المستجد. والجوازات السعودية تبدأ تمديد هوية مقيم آلياً للوافدين الموجودين داخل أو خارج المملكة العاملين في القطاع الخاص وذلك للمهن التجارية والصناعية لمدة ثلاثة أشهر دون مقابل مالي. في 7 أبريل 2020، وَافَقَ الملك على ما رفعه ولي العهد الأمير محمد بن سلمان بتخصيص مبلغ 7 مليارات إضافية للقطاع الصحي، ليكون مجموع ما تم اعتماده حتى تاريخه 15 مليار ريال، كما تمت الموافقة على رصد مبلغ 32 مليار ريال لطلبات وزارة الصحة حتى نهاية السنة المالية. كما أمر بتعليق تنفيذ الأحكام القضائية المتصلة بحبس المدين لقضايا الحق الخاص وتعليق تنفيذ أحكام قضايا الرؤية والزيارة، مع الإفراج المؤقت ـ بشكل فوري ـ عمن حُبس تنفيذاً لتلك الأحكام والأوامر، وكذلك تعليق تنفيذ الأحكام والأوامر القضائية النهائية المتصلة بتمكين الأولاد من زيارة أحد الوالدين المنفصلين وذلك حتى تاريخ إعلان اللجنة المعنية باتخاذ جميع الإجراءات الاحترازية اللازمة لمنع تفشي فيروس كورونا وزوال الظروف الاستثنائية لجائحة الفيروس. وبدأت التأمينات الاجتماعية في استقبال طلبات دعم العاملين السعوديين في منشآت القطاع الخاص المتأثرة من تداعيات كورونا. وفي 11 أبريل 2020: وافق الملك سلمان على إعفاء مقترضين من بنك التنمية الاجتماعية وهم الأشد حاجة من مستفيدي الضمان الاجتماعي وذوي الإعاقة وكبار السن. وفي15 أبريل 2020، أصدر أمرا بالموافقة على حزمة من المبادرات الإضافية تمثّلت في دعم وإعفاء، وتعجيل سداد مستحقات القطاع الخاص.
في7 مايو 2020، صدرت موافقة الملك سلمان على مبادرتي دعم الأفراد السعوديين العاملين في توجيه المركبات ممن تأثر دخلهم بسبب قلة الطلب على النشاط، بمخصصٍ شهري مقداره الحد الأدنى لرواتب السعوديين ولمدة ثلاثة أشهر، وكذلك دعم شركات النقل وذلك بزيادة العمر التشغيلي للحافلات للعمل في أنشطة النقل العام من 10 أعوام إلى 11 عاماً. في11 مايو 2020، وجه الملك بصرف 1.850 مليار ريال معونةً عن شهر رمضان لمستفيدي الضمان الاجتماعي بواقع 1000 ريال للعائل و500 ريال للتابع.
في8 مارس 2021، أصدر الملك سلمان عددا من المبادرات التحفيزية للمنشآت العاملة في قطاع الحج والعمرة. وفي 24 مايو 2021: وجَّهَ بتمديد صلاحية الإقامة وتأشيرة الخروج والعودة وتأشيرات الزيارة آليا دون مقابل في الدول التي يتم تعليق القدوم منها حتى تاريخ 2 يونيو 2021 (21 شوال 1442هـ).

#### خارجيا
على الصعيد الخارجي وجه الملك سلمان بأرسال مساعدات طبية لعدد من الدول التي تأثرت بالجائحة، ومن ذلك: في9 مارس 2020، وصلت إلى مدينة ووهان الصينية مساعدات طبية سعودية مقدمة من مركز الملك سلمان للإغاثة والأعمال الإنسانية، تشتمل على 60 جهازاً للأشعة الصوتية، و30 جهاز تنفس صناعي، و89 جهازاً لصدمات القلب، و200 مضخة حقن وريدية، و277 جهازاً لمراقبة المرضى، و500 مضخة محاليل وريدية، و3 أجهزة لغسيل الكلى. وفي 19 مارس 2020، أعلن وزير الصحة اليمني عن تقديم مركز الملك سلمان للإغاثة والأعمال الإنسانية، مساعدات صحية لليمن، تشمل أدوية ومستلزمات طبية وقائية وعلاجية بقيمة 3.5 مليون دولار، لمواجهة وباء كورونا المستجد. وفي 30 مارس 2020: إنفاذًا لتوجيهات الملك سلمان بتقديم دعم مالي قدره عشرة ملايين دولار أمريكي لمنظمة الصحة العالمية، وقع مركز الملك سلمان للإغاثة والأعمال الإنسانية اتفاقية مع المنظمة لدعمها في مكافحة فيروس كورونا المستجد «كوفيد - 19» إثر النداء العاجل الذي أطلقته لجميع الدول. وفي8 أبريل 2020، وقع مركز الملك سلمان للإغاثة والأعمال الإنسانية 6 عقود مع عدد من الشركات المتخصصة لتوفير الاحتياجات الضرورية من الأجهزة والمستلزمات الطبية لمكافحة انتشار فايروس كورونا المستجد في اليمن وفلسطين. في23 أبريل 2020، صدرت موافقة الملك سلمان على زيادة المخصص المالي لمشروع تفطير الصائمين إلى خمسة ملايين ريال، الذي تنفذه وزارة الشؤون الإسلامية والدعوة والإرشاد في 18 دولة حول العالم، ويستهدف تفطير مليون صائم، من خلال توزيع السلال الغذائية وفق الإجراءات الاحترازية المتخذة في تلك الدول لمنع انتشار فيروس كورونا. وفي 29 مارس 2021، وجه الملك مركز الملك سلمان للإغاثة والأعمال الإنسانية بالمساهمة بسد النقص الحاد من الأكسجين الطبي ومستلزماته في وزارة الصحة الأردنية بسبب جائحة كورونا. في 12 مايو 2021، صدر توجيه الملك سلمان بتبرع المملكة بتأهيل مستشفى ابن الخطيب في بغداد المخصص لعلاج مرضى كورونا والذي دمر إثر حريق ناجم عن انفجار أسطوانات أكسجين، واستقبال الحالات الحرجة من المصابين للعلاج في مستشفيات المملكة، على نفقته الخاصة.
وسعيا إلى تنسيق الجهود العالمية وتوحيدها في سبيل تجاوز آثار الأزمة دعا الملك سلمان إلى عقد قمة استثنائية على مستوى مجموعة العشرين، وعقدت القمة في 26 مارس 2020 برئاسة الملك سلمان، ونتج عنها اعتماد ضخ أكثر من 5 تريليونات دولار في الاقتصاد العالمي، كجزء من السياسات المالية، والتدابير الاقتصادية، وخطط الضمان المستهدفة، لمواجهة الآثار الاجتماعية والاقتصادية والمالية للجائحة، أعقبها إعلان المملكة -رئيس مجموعة العشرين لعام 2020- عن إسهامها بمبلغ 500 مليون دولار لمساندة الجهود الدولية للتصدي للفيروس.
وخلال قمة العشرين التي عقدت في 22 نوفمبر 2020 برئاسة المملكة، ألقى الملك سلمان كلمة قال فيها «إن السعودية قدمت نصف مليار دولار لإيجاد لقاح وعلاج لمواجهة كورونا».
في يوليو 2021، وجَّه الملك سلمان، بدعم الجمهورية التونسية بشكل عاجل بالأجهزة والمستلزمات الطبية والوقائية بما يسهم في تجاوز آثار جائحة كورونا (كوفيد - 19)، وذلك استجابة لطلب الرئيس التونسي قيس سعيّد الذي أبداه خلال مكالمته مع  الأمير محمد بن سلمان بن عبد العزيز ولي العهد. وأشتملت المساعدات على تأمين مليون جرعة من اللقاح المضاد لفيروس كورونا، و190 جهاز تنفس اصطناعي، و319 جهازا مكثفا للأكسجين، 150 سريرًا طبيًّا، و50 جهاز مراقبة العلامات الحيوية مع ترولي، و 4 ملايين كمامة طبية، و500 ألف قفاز طبي، و 180 جهاز قياس للنبض، و25 مضخة أدوية وريدية، و9 أجهزة للصدمات الكهربائية، و15 منظارًا للحنجرة بتقنية الفيديو، و5 أجهزة تخطيط القلب (ECG).

### حوادث في عهده
- وقوع حادثة تدافع منى حيثُ وصل عدد القتلى إلى أكثر من 2000 قتيل، [388] أعلن منصور التركي عن إجراء تحقيقات فورية في الحادثة بأمر ولي العهد.[389] واعتُبر الحادث الأكثر دموية من نوعه مُنذ أكثر من رُبع قرن.[388]
- سقوط رافعة في الحرم المكي وقعت هذه الحادثة مساءَ يوم الجمعة 11 سبتمبر 2015 في مشروع توسعة المسجد الحرام في مكة المكرمة غرب السعودية.[390] خلفت هذه الحادثة أكثر من 108 شهداء وحوالي 238 جريحًا حسب ما أعلن عنه الدفاع المدني السعودي.[391][392] حضر الملك سلمان بنفسه إلى موقع الحادثة، وتجول في أرجاء المسجد الحرام التي تضررت من الحادثة، كما زار المصابين في المستشفى، وأكد أن السعودية في خدمة الحرمين الشريفين، وأنه سيتم الإعلان عن نتائج التحقيق في هذه الحادثة، وأن زيارته لتفقد ما حدث ومعرفة أسباب الحادث.[28] ومنع مسؤولي الشركة المسؤولة عن هذا الحادث من السفر خارج البلاد إلى غاية الانتهاء من التحقيقات. كما أمر، بدفع تعويضات مالية لذوي المتوفين والمصابين في الحادثة، وتتمثل التعويضات في مبلغ مليون ريال (حوالي 266 ألف دولار أمريكي) لكل متوفي أو مصاب إصابة بالغة نتج عنها إعاقة دائمة بسبب الحادثة، ومبلغ 500 ألف ريال (حوالي 133 الف دولار أمريكي) لكل واحد من المصابين الآخرين، [393] مع الإشارة بأن تلك التعويضات لا تحول دون مطالبة أي من هؤلاء الضحايا بالحق الخاص أمام الجهات القضائية المختصة.[394][395] كما أمر الملك السعودي باستضافة اثنين من ذوي كل متوفى من الحجاج غير السعوديين في موسم الحج المقبل، مع تمكين من لم تسمح له ظروفه الصحية من المصابين من استكمال مناسك حج ذلك العام من معاودة أداء الحج السنة المقبلة بالإضافة إلى منح ذوي المصابين، الذين يتوجب بقاؤهم في المستشفيات، تأشيرات زيارة خاصة، لزيارتهم والاعتناء بهم خلال الفترة المتبقية من موسم حج لتلك السنة.[393][394][395][396]
- انخفاض أسعار النفط.[397]

## في السياسة الخارجية
السياسية الخارجية للمملكة العربية السعودية في عهد الملك سلمان بن عبد العزيز أخذت بعدا إضافيا وجديدا، لم يكن مسبوقا في فضاء السياسات الخارجية للمملكة سابقا. هذا التغيير أو التحول الجديد، أطلق عليه بعض المراقبين «تقدمية» بمعنى أنها أصبحت ذات طبيعة تتسم بأخذ المبادرة. فالظروف الاستثنائية الإقليمية والتغيرات المتسارعة والهامة وتداعياتها الخطيرة التي تشهدها المنطقة، ووضعت المملكة امام تحديات جسيمة فالمنطقة تشهد تحولات متسارعة جعلت الرياض تغير من أدوات سياستها الخارجية ووسائل دبلوماسيتها على المستوى الإقليمي والدولي دون ان تمس جوهر سياستها الخارجية وثوابتها ومرتكزاتها التي استندت عليها منذ تأسيسها.
كانت السياسة الخارجية للمملكة العربية السعودية، منذ توحيدها ثابته ومستقرة، ولها مرتكزات وطنية وعربية وإسلامية ودولية، تميل إلى المهادنة على خطوط التماس الخارجية، لديها ثوابت لا تقبل المساس بها، وما دون ذلك قابل للتفاوض. الدين والسيادة والقضايا الإسلامية والعربية ومنها قضية فلسطين ثوابت تتمسك فيها السعودية بخط واضح.
شكل بداية القرن الوحد والعشرين منعطفا خطيرا في العلاقات الدولية. ومع تطور الأحداث وتسارعها وبلوغها الذروة باحتلال العراق عام 2003م على الرغم من النصائح السعودية بعدم فعل ذلك، وما تلاه من فوضى هيأت لولادة تنظيمات إرهابية أشد فتكاً من تنظيم القاعدة، وسيطرت إيران على مقاليد القرار في العراق البلد العربي الشقيق، ثم فترة الرئيس باراك أوباما الذي ابتاع أمن أمريكا الداخلي من ملالي طهران بإطلاق العنان لعبثهم في المنطقة فاحتلوا أربع عواصم عربية وكوفئوا بتوقيع الاتفاق النووي مع طهران. هذه المرحلة لم تؤثر على المملكة فحسب وإنما استهدفت وجودها.
لم يبق للملك سلمان والحالة هذه خيارات سهلة، وإنما وضعته الظروف الإقليمية والدولية أمام تحديات مصيرية، فإما أن تنتظر المملكة ما يقرره لها الآخرون، وإما أن تبادر بجسارة وتكون شريكا في تحديد مصير المنطقة والعالم. وباختصار فأن السياسة الخارجية في عهد الملك سلمان أصبحت مبادرة، حازمة، فاعلة تسمي الأمور بمسمياتها، ولا تجامل على حساب مصالحها وسيادتها وأمنها الوطني. سياسة تتصرف من خلال أربعة محاور أساسية هي السلام والأمن والاستقرار والتنمية.

### عربيا
ضمن اهتمامات خادم الحرمين الشريفين بالقضايا العربية والدولية، استضافت المملكة في الظهران القمة العربية، التي سميت (قمة القدس) واللقاء بين قادة المملكة والكويت والإمارات والأردن فيما عرف بقمة مكة أواخر رمضان 1439 هـ من أجل دعم الأردن في الأزمة الاقتصادية التي تمر بها.

#### القضية الفلسطينية
| " القضية الفلسطينية هي قضية العرب والمسلمين الأولى. وموقف المملكة من القضية الفلسطينية والأراضي العربية المحتلة الأخرى موقف مبدئي. ومنذ عهد المؤسس عبدالعزيز بن عبدالرحمن ـ رحمه الله ـ لم تدخر المملكة أي جهد لنصرة الشعب الفلسطيني الشقيق، إيماناً منها بعدالة قضيته وضرورة وقف الممارسات والانتهاكات السافرة بحقه وإيجاد حل عادل وشامل للقضية الفلسطينية يمكن الشعب الفلسطيني الشقيق من الحصول على جميع حقوقه، وعلى رأسها إقامة دولته المستقلة وعاصمتها القدس الشرقية وفقاً لمبادرة السلام العربية والقرارات الأممية ذات الصلة. وقد واصلنا ـ ولله الحمد ـ دعمنا للشعب الفلسطيني عبر وكالة الأونروا، لنصبح الداعم الأول لفلسطين خلال العقدين الماضيين." |
| —سلمان بن عبد العزيز آل سعود—18 نوفمبر 2019 |

القضية الفلسطينية بالنسبة للسعودية ليست مجرد قضية دولية عابرة، وإنما هي بالفعل قضيتها الأساسية والمركزية، ولذا ستبقى مواقف المملكة مسؤولة معبرة بحق عن مواقف الأمة العربية ومصوّبة ومقوّمة لما يجب أن تكون عليه الرؤية العربية تجاه «فلسطين» الشعب والقضية، وأنها تأتي في سياق رؤية سعودية استراتيجية راسخة.
في 05 يونيو 1967م، احتلت إسرائيل ما تبقى من الأرض الفلسطينية والمتمثلة في القدس والضفة الغربية وقطاع غزة، إضافة إلى سيناء وهضبة الجولان، فكان توجيه الملك فيصل آنذاك بالقيام بحملة تبرعات شعبية لدعم الشعب الفلسطيني والمتضررين من الاحتلال والنازحين من فلسطين إلى الأردن، بسبب العدوان، وعهد إلى أمير منطقة الرياض الأمير سلمان - آنذاك - بالإشراف على حملة التبرعات تلك. منذ ذلك التاريخ كان سلمان بن عبد العزيز رئيسًا للجنة الشعبية لمساعدة الشعب الفلسطيني، وقام بتشكيل مجلس إدارة يعينه في تحقيق أهدافها الخيرية ومن ثم تأسيس جهاز إداري من المكاتب اللازمة لتقوم بتنفيذ مهام اللجنة، والتي بدأت بمكتب الرياض ثم تبعه مكتبي جدة والدمام، وانتشرت المكاتب في فترة وجيزة لتغطي ثلاث عشرة مدينة رئيسة من مدن المملكة من شمالها إلى جنوبها ومن غربها إلى شرقها، تقوم جميعها بتلقي التبرعات الشعبية من المواطنين والمقيمين الفلسطينيين وأشقائهم العرب.
وجه الأمير سلمان اللجنة بالقيام بعدد من المشروعات وحملات التبرعات، لإيجاد مصادر دخل مستمر وثابت، وكان من أبرز مشروعات وأنشطة اللجان الشعبية: مشروع ريال فلسطين: أقر في 26-6-1968م (1-3-1388 هـ)، تحت شعار («ادفع ريالاً تنقذ عربيًا») والذي كان ردًا عربيًا عمليًا حضاريًا وسياسيًا على الشعار الذي كانت ترفعه آنذاك المنظمات الصهيونية الناشطة في جمع التبرعات لإسرائيل في بلاد الغرب، («ادفع دولارًا تقتل عربيًا»)، بالإضافة لهذا تم طبع إيصالات (كوبونات) من فئة ريال واحد وخمسة ريالات وعشر ريالات، وقامت اللجنة الشعبية بتوزيعها على قطاع المدارس والمحال التجارية والإدارات الحكومية وغيرها من القطاعات فأسهمت من خلاله قطاعات اجتماعية واسعة بالتبرع لدعم الشعب الفلسطيني من خلال هذا المشروع.
مشروع سجل الشرف:
يهدف زيادة حجم الإيرادات والتبرعات الشعبية، حيث يلتزم من خلاله الأفراد والتجار والشركات والمؤسسات بتقديم تبرعات شهرية أو سنوية منتظمة لحساب اللجنة الشعبية. لاقى هذا المشروع تجاوبًا، وأصبح يوفر مصدرًا جيدًا من مصادر التبرعات الشعبية، وقد التزم من خلال هذا المشروع عدد من الأمراء منهم الملك فهد بن عبد العزيز، عندما وزيرًا للداخلية آنذاك، والأمير سلطان بن عبد العزيز وزير الدفاع والطيران حينذاك والملك سلمان بن عبد العزيز وهو يومئذ أميرًا لمنطقة الرياض والأمير سطام بن عبد العزيز نائب أمير منطقة الرياض، وعدد كبير من الشخصيات والفعاليات الثقافية والإدارية والتجارية، وكذلك عدد كبير من الشركات، وكما التزمت من خلاله الغرفة التجارية في الرياض بالاكتتاب بنسبة 10% من قيمة اشتراكات الأعضاء.
مشروع نسبة 5 في المائة:
تبنت اللجنة الشعبية لمساعدة مجاهدي فلسطين رغبة أبناء الجالية الفلسطينية في مختلف مناطق المملكة وخصوصًا في منطقة الرياض، وجدة، والدمام، واتفقوا فيما بينهم على أن يلتزموا بالتبرع بنسبة 5 في المائة من مرتباتهم ودخولهم إلى اللجنة الشعبية دعمًا منهم لجهاد شعبهم ومقاومته للاحتلال.
مشروع الـ1 في المائة: فتح باب الاكتتاب للموظفين السعوديين وغيرهم بالتبرع بنسبة 1% من رواتبهم لصالح رعاية أسر مجاهدي وشهداء فلسطين، وقد لاقى هذا المشروع قبولاً كبيرًا بين أوساط الموظفين في الدوائر الحكومية.
مشروعات الفتاوى الشرعية:
اقترحت اللجنة الشعبية أن تصدر الفتوى عن مراجع الإفتاء في المملكة بجواز دفع شيء من الزكاة لدعم رعاية أسر مجاهدي وشهداء فلسطين، وتوجيه شيء من زكاة أموالهم لحساب دعم اللجنة الشعبية ويوفر لها موردًا ثابتًا من الزكاة الشرعية، فصدرت الفتوى عن كل من سماحة مفتي المملكة آنذاك الشيخ محمد بن إبراهيم، ومن بعده عن الشـيخ عبد العزيز بن باز في رمضان 1388 هـ ديسمبر 1968م، بجواز دفع الزكاة إلى اللجان الشعبية لمساعدة الشعب الفلسطيني.
مشروعات حـملات التبرعـات:
فتح الباب بشكل مستمر دائم لاستقبال التبرعات الشعبية من المواطنين والمقيمين في المملكة على السواء. مما جعل اللجنة الشعبية برئاسة الملك سلمان إلى تنظيم حملات تبرعات خاصة عند حدوث تطورات وأحداث جسام تتعلق بالشعب الفلسطيني وقضيته. فعلى سبيل المثال حملة التبرعات الشعبية التي انطلقت بتوجيهات من الملك فيصل بعد نكسة حزيران 1967 م تمكنت من جمع مبلغ أكثر من ستة عشر مليون ريال في حينه، كما وجه خادم الحرمين الشريفين بإطلاق حملة تبرعات شعبية إثر الاجتياح الإسرائيلي لجنوب لبنان صيف 1982م التي أشرفت عليها اللجنة الشعبية وكانت حصيلتها أكثر من مائة وثمانية ملايين ريال. وكذلك حملة الانتفاضة الأولى التي وجه بها الملك فهد بن عبد العزيز التي قامت بتنظيمها والإشراف عليها اللجان الشعبية برئاسة الملك سلمان حيث وجه في حينه نداءً مؤثرًا في بداية انطلاقتها بتاريخ 30-5-1408 هـ الموافق 19-1-1987م.
| "… لكل ذلك ندعو جميع إخواننا المواطنين والمقيمين في هذا البلد الأمين أن يسارعوا للمساهمة في دعم وعون جهاد شعب فلسـطين وهو يخوض ثورته الشعبية العارمة ضد قوات الاحتلال الصهيوني بما تجود به النفوس الكريمة من تبرعات سخية نقدية أو عينية وذلك من خلال مكاتب اللجان الشعبية أو يتم إيداع هذه التبرعات لدى حساباتها في البنوك.. أو تقديمها لأصحاب السمو الملكي أمراء المناطق". |
| —سلمان بن عبد العزيز آل سعود، _نداءً عند إطلاق حملة تبرعات شعبية إثر الاجتياح الإسرائيلي لجنوب لبنان صيف 1982 بتاريخ 30-5- 1408 هـ الموافق 19-1-1987م. |

في 8-11-1408 هـ الموافق 22-6-1988م وجه سمو رئيس اللجنة نداءً ثانيًا يدعو فيه إلى مواصلة التبرع لدعم الانتفاضة الباسلة كما أصدر سموه عددًا من الإجراءات والتوجيهات التي من شأنها مواصلة حملة التبرعات لدعم الانتفاضة الشعبية في فلسطين وزيادة إيرادات اللجنة عمومًا استنادًا إلى خطة العمل. بلغت حصيلة حملة التبرعات الشعبية لدعم الانتفاضة الأولى سنة 1408هـ - 1988م أكثر من مائة وستين مليون ريال. وفي عام 1988م بعدما بلغت حصيلة حملة التبرعات الشعبية لدعم الشعب الفلسطيني الأولى أكثر من 160 مليون ريال.
قلد الرئيس ياسر عرفات الأمير سلمان وسام نجمة القدس تقديرًا لجهوده الاستثنائية الخاصة في دعم الشعب الفلسطيني ن وبصفته رئيس اللجنة الشعبية لمساعدة الشعب الفلسطيني، ورئيس اللجنة العليا لجمع التبرعات لانتفاضة القدس بمنطقة الرياض 2000م (1421هـ). وذلك في حفل في إمارة الرياض سنة 1997م.

#### مصر
تطوع العاهل السعودي في الجيش المصري بدأت بعدما أصدرت المملكة العربية السعودية بيانا في 30 أكتوبر 1956 بإعلان التعبئة العامة، واتصال الملك سعود بالرئيس الراحل جمال عبد الناصر ليؤكد له أن المملكة حكومة وشعبا جاهزة لتقديم كل ما تطلبه مصر لرد العدوان البريطاني - الفرنسي - الإسرائيلي عليها، وبعدها وصل إلى مصر الأمير سلمان بن عبد العزيز، أمير الرياض وقتها، والأمير فهد بن عبد العزيز، وزير المعارف بالمملكة، والأمير سلطان بن عبد العزيز، والأمير عبد الله الفيصل، وزير الداخلية آنذاك، والأمير تركى الثاني وآخرون في فرقة المجاهدين السعوديين التي تكونت للدفاع عن الوطن العربي، تقدم الكثيرون من الشعب السعودي للتطوع.
الرئيس عبد الفتاح السيسي في حواره مع قناة العربية أشار إلى مشاركة الملك سلمان مع المصريين في رد العدوان الثلاثي، وقال " عندما تعرضت مصر لعدوان (1956) كان الملك سلمان من المقاتلين للقتال مع قوات الجيش المصري ضد العدوان الثلاثي في مدينة السويس، والتي نجحت في وقف تقدم الجيوش المعادية، وفرض السيادة العربية المصرية على المجرى الملاحي لقناة السويس بعد تأميم الشركة المنوطة بها إدارتها في عهد عبد الناصر.
تظهر صور نادرة، موجودة لدى أرشيف مؤسسة دار الهلال، الملك سلمان حينما كان عمره 21 عاما، وبجواره أخواه الملك الراحل فهد بن عبد العزيز والأمير تركى الثاني، وقد اصطفوا بشكل نظامي مرتدين زي الحرس الوطني السعودي، أمام ضابط مصري، أخذ يوضح لهم بعض التدريبات العسكرية، كما ضمت الصور لقطة نادرة للملك سلمان، برفقة الرئيس الراحل جمال عبد الناصر.
الملك سلمان، أصبح رئيس لجنة التبرع لمنكوبي السويس عام 1956م، ورئيس اللجنة الشعبية لدعم المجهود الحربي في مصر عام 1973م. وفي 12 أكتوبر 1992، أصبح رئيس الهيئة العليا لجمع التبرعات لمتضرري الزلزال الذي ضرب مصر في عام 1992م. وكان بقوة خمس درجات وثماني اعشار الدرجة وأودى إلى مقتل نحو ثلاثمئة وسبعين وإصابة أكثر من ثلاثة آلاف شخص، كان مركز الزلزال جنوب غربي القاهرة بالقرب من الفيوم والجيزة.

#### الجزائر
في الأول من نوفمبر 1954م، قامت الثورة الجزائرية ضد المحتل الفرنسي، الذي سعى إلى طمس الهوية الجزائرية ومحاربة الثقافة العربية والإسلامية. الملك سلمان عاصر تللك الفترة، وأصبح رئيساً للجنة الرئيسية لجمع التبرعات للجزائر في عام 1956م. كان من أبرز الشخصيات التي ساندت وساعدت تلك الثورة في جميع مراحلها.
منذ اندلاع الثورة الجزائرية بعد وفاة الملك عبد العزيز بعام واحد، تبنى خليفته الملك سعود بن عبد العزيز القضية الجزائرية وسار على نهج والده الملك عبد العزيز في نصرة الحق، وتزامنت فترة حكمة مع أهم مراحل كفاح الشعب الجزائري ضد الاستعمار الفرنسي وهي فترة الكفاح المسلح،  وكان لمواقف الملك سعود الجليلة في دعم ومساندة الثورة الجزائرية مادياً ومعنوياً وسياسياً ودبلوماسياً، كبير الأثر بالخروج بالقضية الجزائرية إلى العالمية في المحافل الدولية والنصر العسكري على مستوى الكفاح المسلح، مما جعل الموقف السعودي أقوى عامل عربي إلى جانب مصر في نصرة القضية الجزائرية.
في عام 1958م، أعلن الملك سعود بأن يوم (15 شعبان) من كل عام هو «يوم الجزائر»، يتبرع فيه الشعب السعودي بالمال لمساعدة الشعب الجزائري في طريق نضالهم لتحرير بلادهم من الاستعمار الفرنسي. على إثر ذلك، دعا أمير الرياض ورئيس اللجنة الرئيسية لجمع التبرعات للجزائر الأمير سلمان بن عبد العزيز في أوائل (أبريل) 1960م، إلى جمع التبرعات بمختلف أنواعها نقدية وعينية لمدة أسبوع، ووجّه أمير الرياض نداء أشار فيه إلى شناعة ما ارتكبه الاحتلال الفرنسي من جرائم بحق الشعب الجزائري، وأن هناك عشرات الآلاف من الضحايا يعيشون تحت ظروف سيئة معظمهم من النساء والشيوخ والأطفال، لا مأوى ولا سكن ولا طعام لهم. كانت اللجنة الرئيسية لجمع التبرعات للجزائر بالرياض برئاسة أمير منطقة الرياض سلمان بن عبد العزيز، تشرف وتتابع سير أعمال اللجان الفرعية المنتشرة في المناطق والمحافظات والمدن والقرى في كافة أنحاء المملكة، وتقوم بجمع التبرعات من تلك اللجان. أعلن استقلال الجزائر في 3 يوليو 1962م، واحتفلت المدن السعودية بالنصر الجزائري وبدأ التمثيل الدبلوماسي بين المملكة العربية السعودية والجمهورية العربية الجزائرية.

#### الأردن
في عام 1976م، أصبح رئيسٌا لللجنة الشعبية لمساعدة أسر شهداء الأردن.
في يونيو 2018، كان دعا الملك سلمان إلى اجتماع رباعي، ضم العاهل الأردني الملك عبد الله الثاني، والشيخ صباح الأحمد الصباح، أمير الكويت، والشيخ محمد بن راشد نائب رئيس دولة الإمارات، لبحث سبل دعم الأردن لتخطي أزمته الاقتصادية. وقدمت القمة إلى الأردن حزمة مساعدات بلغت 2.5 مليار دولار. فيما صرح وزير المالية السعودية، محمد الجدعان، إن المملكة ملتزمة بدعم الأردن مالياً.
وجه الملك سلمان، مركز الملك سلمان للإغاثة والأعمال الإنسانية بالمساهمة بسد النقص الحاد من الأكسجين الطبي ومستلزماته في وزارة الصحة الأردنية، وذلك بسبب جائحة كورونا «كوفيد - 19». وقام المركز بدعم وزارة الصحة الأردنية بالأكسجين السائل وأسطوانات ومنظمات الأكسجين، بالإضافة إلى المضخات الوريدية الرقمية والأجهزة والمستلزمات ذات العلاقة.
كما كان رئيسٌا لللجنة الشعبية لدعم المجهود الحربي في سوريا عام 1973م. ورئيسٌا اللجنة المحلية لإغاثة متضرري السيول في السودان عام 1988م. ورئيسٌا اللجنة المحلية لجمع التبرعات لجمهورية اليمن الديمقراطية الشعبية عام 1989م. ورئيسٌا اللجنة المحلية لتقديم العون والإيواء للمواطنين الكويتيين إثر الغزو العراقي لدولة الكويت عام 1990م.

### العالم الإسلامي

#### البوسنة والهرسك
إبان الحرب الأهلية في البوسنة والهرسك قاد سلمان بن عبدالعزيزا لأمير في ذلك الوقت، والملك الآن، جهود المملكة العربية السعودية المقدمة لشعب البوسنة والهرسك، فكان رئيس الهيئة العليا لجمع التبرعات للبوسنة والهرسك عام 1992م. والتي سعت إلى تضيمد الجراح ومساعدة المحتاجين، وقدمت الهيئة في ذلك الوقت الكثير من المساعدات فيما يتعلق ببناء المستشفيات الميدانية والمدارس والمراكز وإعادة ترميم المساجد بالإضافة إلى علاج مصابين الحرب، كما قدمت حينها المساعدات العينية للأسر المتضررة وبرامج رعاية الأيتام ". في تلك الفترة، قام بعدة زيارات نحو مراكز القوى السياسية في أوروبا من أجل حل سلمي وعادل للبوسنة والهرسك.
بعد أنتهاء الحرب الأهلية في البوسنة والهرسك، استمر دعم البوسنة والهرسك. كانت زيارة الأمير سلمان -عندما كان أميرًا لمنطقة الرياض آنذاك- للبوسنة والهرسك عام 1999م، حيث اطلع بنفسه شخصيًا على الوضع هناك، وقام بوضع حجر الأساس لكثير من مشروعات البنية التحتية شملت الطرق والمياه والمدارس والمساجد وغير ذلك، ومنها التأسيس لمركز الملك فهد الثقافي في سراييفو، فيما دشن في زيارته الثانية هذه المشروعات، وتبرع بمركز لغسيل الكلى في سراييفو، ساعد لإعمار منطقة سكنية كاملة للمهاجرين في منطقة برتشكو، افتتح المدارس، قدم مساعدة ضخمة للمستشفى في توزلا. عادت تلك المشروعات بالخير والنفع على شعب البوسنة والهرسك. وشملت يد الخير والعون أرجاء البوسنة والهرسك وعمَّ نفعها الجميع باختلاف فئاتهم فكانت مشروعات المستشفيات والمراكز الصحية والمدارس في مناطق المسلمين وغير المسلمين، كذلك إنشاء الطرق وإيصال المياه النظيفة وإعادة تأهيل البنية التحية، وتقديم المساعدات للأطباء الميدانيين وبناء وإعادة ترميم المساجد التي هدمت آنذاك وبناء وتأثيث وتأهيل مكتبة جامعة سراييفو ومركز الأبحاث، استمرارية لمساعدات المملكة العربية السعودية من خلال الصندوق السعودي للتنمية بمئات الملايين من الدولارات، مفيداً أن جهود المملكة قائمة عبر مركز الملك سلمان للإغاثة والأعمال الإنسانية الذي يعمل بجهود كبيرة في تقديم الإغاثة والمساعدات للجميع في جميع أنحاء العالم. في عام 2000م، افتتح مسجد الملك فهد في سراييفو عاصمة البوسنة والهرسك.
الملك سلمان حائز أعلى وسام دولة البوسنة والهرسك (وسام بطل البوسنة)، الذي مُنح لبعض القادة في العالم. حضر الرئيس علي عزت بيغوفيتش إلى الرياض، وفي قصر أمير منطقة الرياض حينها، وأمام جمع من أمراء الأسرة المالكة، وأعضاء الحكومة، وممثلي السلك الدبلوماسي، قام بتقليده الوسام.

كما كان رئيسٌا لللجنة الشعبية لإغاثة منكوبي الباكستان عام 1973م. ورئيسٌا للهيئة العامة لاستقبال التبرعات للمجاهدين الأفغان عام 1980م. ورئيسٌا لللجنة المحلية لتلقي التبرعات للمتضررين من الفيضانات في بنغلاديش عام 1991م.

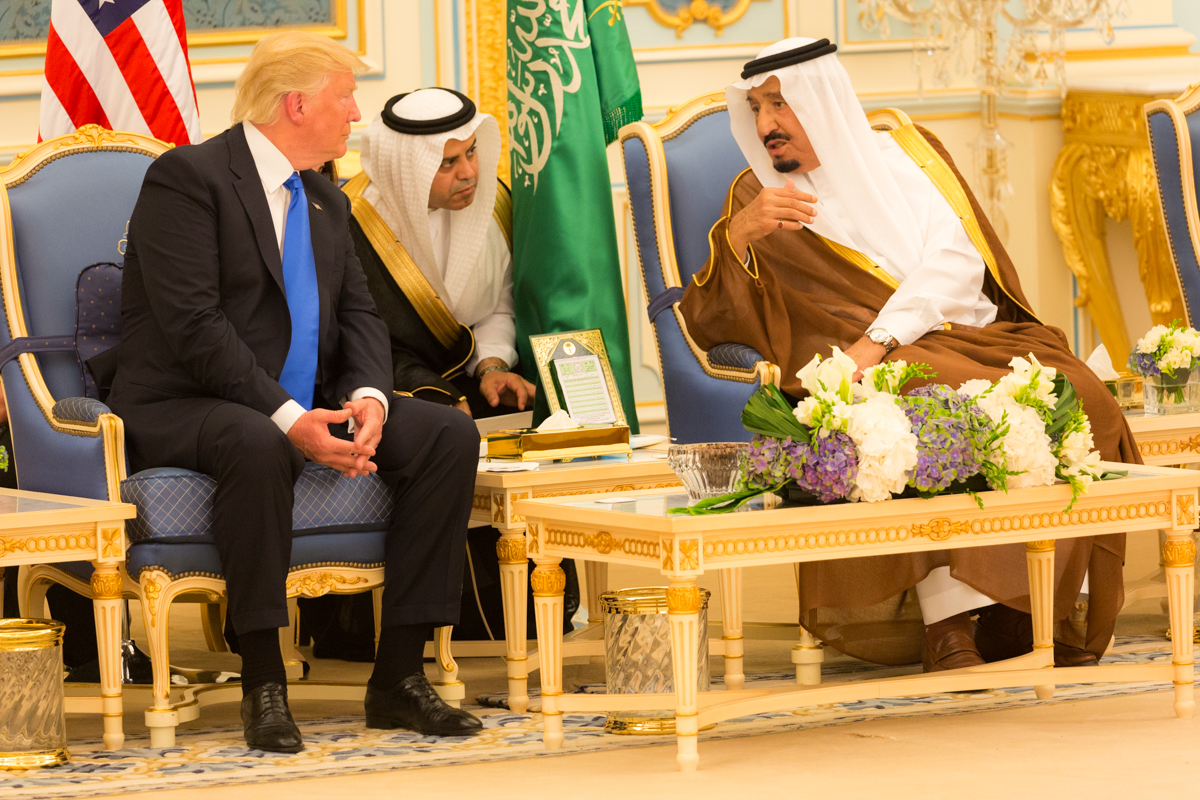
الرئيس الأمريكي دونالد ترامب مع الملك سلمان في الرياض بتاريخ 20 أيار/مايو 2017

## العلاقات الدولية

### مجموعة العشرين

دول مجموعة العشرين

في عهدة، استضافت المملكة العربية السعودية اجتماعات ولقاءات مجموعة العشرين منذ 1 ديسمبر 2019م، والتي استمرت حتى أواخر شهر نوفمبر 2020م وذلك انتهاءً بانعقاد قمة القادة بالرياض والتي ترأسها الملك خلال 21-22 نوفمبر عام 2020م. وقررت المملكة تنسيق أعمال مجموعة العشرين تحت شعار «اغتنام فرص القرن الحادي والعشرين للجميع». بينما كانت المحاور الأساسية لرئاسة المملكة لمجموعة العشرين ترتكز على ثلاثة محاور أساسية تم استعراضها أثناء اللقاءات المحددة، وهي: «تمكين الإنسان»: من خلال تهيئة الظروف التي تمكن الجميع، لا سيّما المرأة والشباب، من العيش الكريم والعمل والازدهار. و«الحفاظ على كوكب الأرض»: من خلال تعزيز الجهود الجماعية لحماية كوكبنا، خصوصًا فيما يتعلق بالأمن الغذائي والمائي والمناخ والطاقة والبيئة. و«تشكيل آفاق جديدة»: من خلال تبني إستراتيجيات جريئة وطويلة المدى لمشاركة منافع الابتكار والتقدم التقني.
أيضًا، ترأس قمة العشرين الاستثنائية لمكافحة جائحة كورونا، وهي قمة استثنائية على مستوى القادة دعت إليها المملكة العربية السعودية، وعقدت عن بعد في 26 مارس 2020، وذلك لمناقشة تنسيق وتوحيد الجهود العالمية لمكافحة ومواجهة جائحة كورونا والحد من تأثيرها الإنساني والاقتصادي والاجتماعي على مستوى العالم.

### الزيارات والرحلات الخارجية

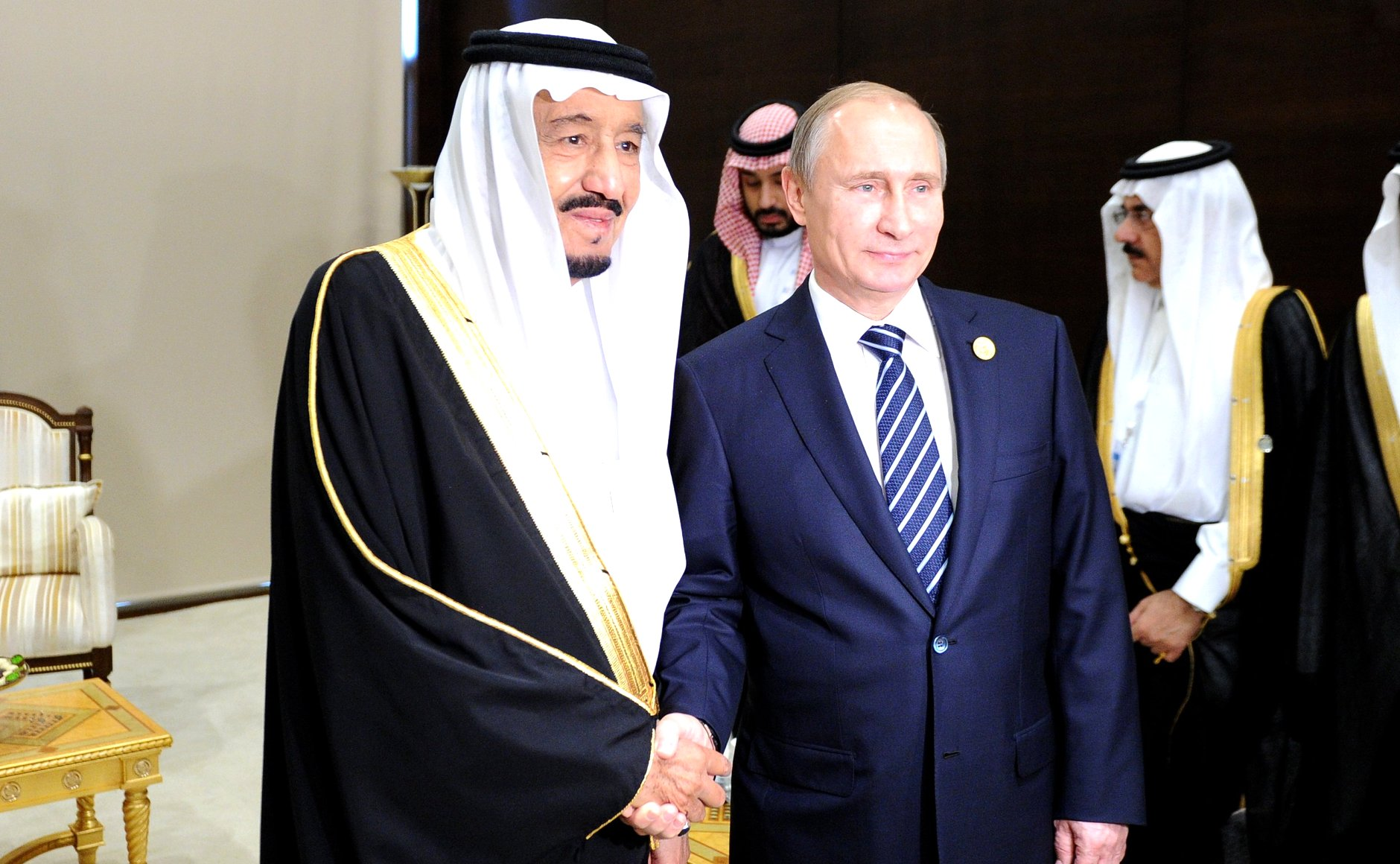
العاهل السعودي الملك سلمان بن عبد العزيز في لقاء سابق بالرئيس الروسي فلاديمير بوتين

أُسند إلى سلمان أثناء توليه إمارة الرياض، العديد من المهمات الخارجية تعددت ما بين مهمات إنسانية وأُخرى ذات طابع سياسي، ففي العام 1968م قام بزيارة العاصمة الأردنية بصفته رئيس اللجنة الشعبية لمساعدة منكوبي الأردن، حيث سلّم الدفعة الثانية من تبرعات مواطني منطقة الرياض. وبعدها بعام وتحديدًا في 1969م تفقد الأمير سلمان القوات السعودية المُرابطة على خط المواجهة في منطقة الأغوار في الأردن ورافقه وقتها الملك حسين بن طلال.
وفي العام 1974م، قام الملك سلمان بن عبد العزيز بزيارة الكويت والبحرين وقطر لتعضيد الموقف العربي وفي العام 1985م قام بزيارة العاصمة الفرنسية باريس، وقلّده الرئيس الفرنسي جاك شيراك وسام مرور ألف عام على إنشاء مدينة باريس.
وفي عام 1991م، زار الملك سلمان كندا، حيث افتتح في مونتريال معرض المملكة بين الأمس واليوم. وفي عام 1996م استقبله الرئيس الفرنسي جاك شيراك في قصر الإليزيه في باريس أثناء زيارته العاصمة الفرنسية. وبعد مغادرته فرنسا توجّه في زيارة رسمية إلى جمهورية البوسنة، ووضع مع رئيس البوسنة علي عزت بيغوفيتش قواعد مركز الملك فهد الثقافي مدينة بسراييفو، وافتتح عدد من مشروعات الهيئة العليا لجمع التبرعات لمسلمي البوسنة والهرسك، كما وضع حجر الأساس لمركز الأمير سلمان بن عبد العزيز في سراييفو، كما افتتح جامع الملك فهد بن عبد العزيز في جبل طارق.
في 1998م، زار الملك سلمان (الأمير حينها)، كل من (باكستان، اليابان، بروناي، هونغ كونغ، الصين، كوريا الجنوبية، والفلبين) في إطار جولة آسيوية استهدفت تطوير العلاقات. وفي العام 1999م قام بزيارة رسمية إلى الفلبين، وقلّده الرئيس الفلبيني جوزيف استرادا «وسام سكتونا» الأعلى في الجمهورية الفلبينية، تقديرًا لدعمه الأعمال الخيرية ومساعدة العمالة الفلبينية في المملكة. وفي ذات العام خلال شهر يوليو، زار السنغال أيضًا، وقلّده الرئيس السنغالي عبدو ضيوف «الوسام الأكبر في السنغال».
في عام2017م، قام بزيارة دولة لروسيا الاتحادية التقى خلالها الرئيس الروسي فلاديمير بوتين.
| الدولة /الدول            | الصفة الرسمية     | الغرض من الزيارة | الفترة هجريا                           | الفترة ميلاديا                | م.                                      |
| ------------------------ | ----------------- | --- | -------------------------------------- | ----------------------------- | --------------------------------------- |
| الأردن                   | أمير منطقة الرياض | زار العاصمة الأردنية بصفته رئيس اللجنة الشعبية لمساعدة منكوبي الأردن، حيث سلّم الدفعة الثانية من تبرعات مواطني منطقة الرياض.                                                               |                                        | 1968م                         |                                         |
| الأردن                   | أمير منطقة الرياض | تفقد القوات السعودية المُرابطة على خط المواجهة في منطقة الأغوار في الأردن ورافقه وقتها الملك حسين بن طلال                                                                                  |                                        | 1969م                         |                                         |
| الكويت                   | أمير منطقة الرياض | تعضيد الموقف العربي |                                        | 1974م                         |                                         |
| البحرين                  | أمير منطقة الرياض | تعضيد الموقف العربي |                                        | 1974م                         |                                         |
| قطر                      | أمير منطقة الرياض | تعضيد الموقف العربي |                                        | 1974م                         |                                         |
| فرنسا                    | أمير منطقة الرياض | قام بزيارة العاصمة الفرنسية باريس، وقلّده الرئيس الفرنسي جاك شيراك وسام مرور ألف عام على إنشاء مدينة باريس.                                                                                |                                        | 1985م                         |                                         |
| باكستان                  | أمير منطقة الرياض | في إطار جولة آسيوية استهدفت تطوير العلاقات. |                                        | 1998م                         |                                         |
| اليابان                  | أمير منطقة الرياض | في إطار جولة آسيوية استهدفت تطوير العلاقات. |                                        | 1998م                         |                                         |
| بروناي                   | أمير منطقة الرياض | في إطار جولة آسيوية استهدفت تطوير العلاقات. |                                        | 1998م                         |                                         |
| هونغ كونغ                | أمير منطقة الرياض | في إطار جولة آسيوية استهدفت تطوير العلاقات. |                                        | 1998م                         |                                         |
| الصين                    | أمير منطقة الرياض | في إطار جولة آسيوية استهدفت تطوير العلاقات. |                                        | 1998م                         |                                         |
| كوريا الجنوبية           | أمير منطقة الرياض | في إطار جولة آسيوية استهدفت تطوير العلاقات. |                                        | 1998م                         |                                         |
| الفلبين                  | أمير منطقة الرياض | ألتقى الرئيس الفلبيني جوزيف استرادا |                                        | أبريل 1999م                   | [ 426 ]                                 |
| السنغال                  | أمير منطقة الرياض | ألتقى الرئيسالسنغالي عبدو ضيوف. |                                        | يوليو 1999م                   | [ 426 ]                                 |
| المملكة المتحدة          | أمير منطقة الرياض | اجتمع مع رئيس الوزراء ونائب رئيس الوزراء ووزير الخارجية ووزير الداخلية وعمدة لندن | 26 ربيع الأول 1421 02 ربيع الثاني 1421 |                               | [ 427 ]                                 |
| روسيا                    | أمير الرياض       | تعميق العلاقات السعودية الروسية |                                        | 2006                          | [ 428 ]                                 |
| المملكة المتحدة          | وزير الدفاع       | زار العاصمة البريطانية لندن، تلبية لدعوة تلقاها من وزير الدفاع البريطاني فيليب هاموند (حينذاك)، للتباحث في مجمل الأوضاع في المنطقة والعلاقات الثنائية بين البلدين.                        |                                        | 3 أبريل عام 2012              |                                         |
| الولايات المتحدة         | وزير الدفاع       | استقبله الرئيس الأمريكي باراك أوباما في البيت الأبيض بُحِثَتْ فيها جملة من المواضيع الثنائية والإقليمية محل الاهتمام المشترك. وضرورة حسم الولايات المتحدة أمرها فيما يتعلق بسوريا وإيران      |                                        | 12 أبريل عام 2012             |                                         |
| إسبانيا                  | وزير الدفاع       | وصل مدريد في في زيارة لمملكة إسبانيا بدعوة رسمية من وزير الدفاع الإسباني بدرو مورينيس اولاتي، بحث خلالها عدد من الملفات المهمة وتبادل وجهتي النظر فيما يتعلق بالأحداث الجارية في المنطقة. |                                        | 6 يونيو 2012                  | [ 24 ] [ 429 ]                          |
| باكستان                  | ولي العهد         | عرض تاريخ ومستقبل العلاقات |                                        | فبراير 2014م                  |                                         |
| الهند                    | ولي العهد         | عرض تاريخ ومستقبل العلاقات |                                        | فبراير 2014م                  |                                         |
| اليابان                  | ولي العهد         | التقى خلالها إمبراطور اليابان أكيهيتو، ورئيس الوزراء شينزو آبي. |                                        | 17 فبراير 2014م               | [ 430 ]                                 |
| تركيا                    | ملك السعودية      | رأس الملك سلمان وفد المملكة في قمة مجموعة العشرين التي عقدت في مدينة أنطاليا بالجمهورية التركية.                                                                                          |                                        | 16 أكتوبر 2015                |                                         |
| الولايات المتحدة         | ملك السعودية      | زيارة أمريكا بدعوة من أوباما، لبحث العلاقات الثنائية بين البلدين |                                        | 3 سبتمبر 2015                 |                                         |
| مصر                      | ملك السعودية      | القمة العربية بشرم الشيخ |                                        | 27 فبراير 2015                |                                         |
| الولايات المتحدة         | ملك السعودية      | |                                        |                               |                                         |
| إسبانيا                  | ملك السعودية      | |                                        |                               |                                         |
| فرنسا                    | ملك السعودية      | |                                        |                               |                                         |
| تركيا                    | ملك السعودية      | |                                        |                               |                                         |
| اليابان                  | ملك السعودية      | |                                        | 2017                          | [ 431 ]                                 |
| الصين                    | ملك السعودية      | |                                        |                               |                                         |
| الهند                    | ملك السعودية      | |                                        |                               |                                         |
| باكستان                  | ملك السعودية      | |                                        |                               |                                         |
| جزر المالديف             | ملك السعودية      | |                                        |                               |                                         |
| أستراليا                 | ملك السعودية      | |                                        |                               |                                         |
| الأردن                   | ملك السعودية      | تلبية للدعوة الموجهة إليه من جلالة الملك عبد الله الثاني ملك المملكة الأردنية الهاشمية | 28 إلى 29 جمادى الآخرة 1438هـ          | 27 إلى 28 مارس 2017م          | [ 432 ] [ 433 ] [ 434 ] [ 435 ] [ 436 ] |
| روسيا                    | ملك السعودية      | التقي خلالها الرئيس الروسي فلاديمير بوتين. تعزيز العلاقات الثنائية وتطوير التعاون المشترك.                                                                                                | 14 محرم 1439هـ                         | 4 أكتوبر 2017م 5 أكتوبر 2017م | [ 192 ] [ 425 ]                         |
| الصين                    | ملك السعودية      | توقيع 12 اتفاقية ومذكرة تعاون وبرنامجًا في مختلف المجالات. |                                        | 16 مارس 2017                  |                                         |
| اليابان                  | ملك السعودية      | عقد مباحثات تشمل الجوانب السياسية والاقتصادية والاستثمارية والعلمية. |                                        | 12 مارس 2017                  | [ 192 ]                                 |
| بروناي                   | ملك السعودية      | تنشيط الاتفاقيَّة العامَّة الموقَّعة بين البلدين التي تشمل المجالات الاقتصاديَّة والاستثماريَّة والفنيَّة والتعليميَّة والثقافيَّة والشبابيَّة والرياضيَّة.                                                   |                                        | 4 مارس 2017                   | [ 192 ]                                 |
| إندونيسيا                | ملك السعودية      | التوقيع على إعلان مشترك وتوقيع مذكرات تفاهم وبرامج تعاون بين حكومتي السعوديَّة وإندونيسيا.                                                                                                  |                                        | 1 مارس 2017                   | [ 437 ] [ 438 ]                         |
| ماليزيا                  | ملك السعودية      | عقد مباحثات مع دولة رئيس وزراء ماليزيا داتو سري محمد نجيب عبد الرزاق، تمَّ خلالها توقيع عدة اتفاقيات ومذكرات للتعاون بين البلدين.                                                           |                                        | 25 فبراير 2017                |                                         |
| البحرين                  | ملك السعودية      | ترأس وفد المملكة في الدورة السابعة والثلاثين للمجلس الأعلى لمجلس التعاون لدول الخليج العربية.                                                                                             |                                        | 6 ديسمبر 2016                 |                                         |
| الكويت                   | ملك السعودية      | زيارة خادم الحرمين الشريفين الملك سلمان بن عبد العزيز آل سعود إلى دولة الكويت. |                                        | 6 ديسمبر 2016                 |                                         |
| قطر                      | ملك السعودية      | زيارة خادم الحرمين الشريفين الملك سلمان بن عبد العزيز آل سعود إلى. |                                        | 5 ديسمبر 2016                 |                                         |
| الإمارات العربية المتحدة | ملك السعودية      | زيارة خادم الحرمين الشريفين الملك سلمان بن عبد العزيز آل سعود إلى دولة الإمارات العربية المتحدة وحضوره -حفظه الله- لمهرجان الشيخ زايد التراثي في أبو ظبي.                                 |                                        | 3 ديسمبر 2016                 |                                         |
| تركيا                    | ملك السعودية      | ترأس وفد المملكة في القمة الثالثة عشرة لمنظمة التعاون الإسلامي في إسطنبول بتركيا. |                                        | 14 أبريل 2016                 |                                         |
| مصر                      | ملك السعودية      | زيارة رسمية إلى مصر تلبية للدعوة الموجهة من الرئيس المصري عبد الفتاح السيسي وتوقيع عدة اتفاقيات مهمة بين البلدين.                                                                         |                                        | 7 أبريل 2016                  |                                         |
| مصر                      | ملك السعودية      | القمة العربية الأوربية بشرم الشيخ، |                                        | 23 فبراير 2019م               |                                         |
| تونس                     | ملك السعودية      | القمة العربية بتونس، شملت الزيارة بحث ملفات سياسية واقتصادية وأمنية. |                                        | 28 مارس 2019م                 | [ 439 ]                                 |

## الاهتمام بالثقافة
يُعد الملك سلمان، أحد أبرز الشخصيات في فهم تاريخ الجزيرة العربية والدولة السعودية، وذو اطلاع ومعرفة واسعتين على كتب الدين والتاريخ والسياسة والاقتصاد وعلم الأنساب والاجتماع، ويُعد المفكرون والمثقفون من العناصر الثابتة في مجلسه الأسبوعي إبان توليه أمارة الرياض حيث يحرص على استضافتهم للحديث عن قضية وطنية أو ثقافية أو مناقشتهم في فكرة أو مقالة، حتى تحوّل مجلسه إلى مُنتدى لنقاشات التاريخ والأدب والثقافة، ولا يزال الملك رئيسًا لمجلس إدارة دارة الملك عبدالعزيز، ورئيسا لمجلس أمناء مكتبة الملك فهد الوطنية حتى بعد توليه مقاليد حكم المملكة العربية السعودية.
يُعرف الملك في الأوساط الثقافية والأدبية بأنه "صديق الكُتّاب والصحفيين". وذكر ولي العهد الأمير محمد بن سلمان في لقاء تلفزيوني في شهر مارس من العام 2018م حول سؤال من المذيعة في قناة سي بي إس عن: "ماذا تعلمت من والدك؟"، قال ولي العهد:" الكثير والكثير من الأشياء؛ إنه يحب التاريخ كثيرًا وهو قارئ نهم للتاريخ. وفي كل أسبوع كان يعطي لكل واحد منا كتابًا، وفي نهاية الأسبوع يسألنا عن محتوى الكتاب. والملك دائمًا يقول: "إذا قرأتم تاريخ ألف عام سيكون لديكم خبرة ألف عام".
يُعد «معرض المملكة بين الأمس واليوم»، أحد أهم الأفكار الثقافية التاريخية التي أسسها الملك سلمان منذ ثمانينيات القرن الماضي. جاب المعرض أكثر من 10 دول، عربية وأوروبية، كما حط رحاله في محطتي الولايات المتحدة الأمريكية وكندا. ورعى الملك سلمان هذا المعرض، منذ أن كان أميرًا للرياض وأصبح الرئيس الأعلى له، حيث يحكي قصة الحضارة السعودية، وتراثها ومنجزات أبنائها وبناتها، وحظي برعاية كبرى من الدول التي حل فيها المعرض، وكان أحد مصادر الإشعاع للتعريف بالدولة ومشروعاتها وتطورها.
في عهدة زَادَ الاهتمام بالثقافة والتراث بصورة غير مسبوقة، فأنشئت أول وزارة خاصة بالثقافة في المملكة العربية السعودية بموجب أمر ملكي صدر في 2 يونيو 2018م (17 رمضان 1439هـ). وهي وزارة تعني بالمشهد الثقافي في المملكة على الصعيدين المحلي والدولي. وتحرص على الحفاظ على التراث التاريخي للمملكة مع السعي لبناء مستقبل ثقافي غنيّ تزدهر فيه مختلف أنواع الثقافة والفنون. وأوكل مهمة قيادتها للأمير بدر بن عبد الله، كوزيراً لها. تعمل الوزارة على المساهمة في تحقيق برنامج التحول الطموح الذي تعيشه المملكة العربية السعودية ضمن رؤية 2030. ويتمثل هدفها في المساهمة في بناء مجتمع حيوي، واقتصاد مزدهر، ووطن طموح.
بتاريخ 27 مارس 2019م، أطلقت الوزارة رؤيتها وتوجهاتها، وتعكس أهدافها المتمثلة في: الثقافة كنمط حياة، والثقافة من أجل النمو الاقتصادي، والثقافة من أجل تعزيز مكانة المملكة الدولية. وأنشئت هيئات متخصصة تهتم بالأدب والكتب والنشر والترجمة والأزياء والأفلام والتراث والفنون البصرية والمتاحف والمسرح والفنون الأدائية والمكتبات والموسيقى وفنون الطهي وفنون العمارة والتصميم، والتراث الطبيعي والمواقع الثقافية والأثرية، والتراث والمهرجانات والفعاليات الثقافية. وأنشئت أيضا العديد من المرافق والمراكز والمهرجانات والتي شملت، مجمع الملك سلمان العالمي للغة العربية والمدينة الإعلامية صندوق التنمية الثقافي وبرنامج الابتعاث الثقافي وبرنامج تطوير المكتبات العامة والمعهد الملكي للفنون التقليدية ومهرجان البحر الأحمر السينمائي الدولي وثنائيات الدرعية والمتحف السعودي للفن المعاصر والفرقة الوطنية للموسيقى والجمعية السعودية للمحافظة على التراث الصناعي. وتم نقل الاشراف على المهرجان الوطني للتراث والثقافة «الجنادرية» إلى وزارة الثقافة.

## مناصب وإسهامات أخرى
بالإضافة إلى إمارة الرياض تولى الملك سلمان خلال مسيرته العديد من المناصب المهمة والمسؤوليات الرفيعة.

### داخليا
في المملكة العربية السعودية أبرزها:
- رئيس الهيئة العليا لتطوير مدينة الرياض.
- رئيس اللجنة التنفيذية العليا لتطوير الدرعية.
- عضو في مجلس الأمن الوطني.
- عضو في مجلس الخدمة العسكرية.
- رئيس مجلس إدارة المؤسسة العامة للصناعات الحربية.
- رئيس مجلس الإدارة العامة للمساحة.
- عضو في الهيئة العليا لمدينة الملك عبد العزيز لعلوم والتقنية.
- رئيس مجلس إدارة دارة الملك عبد العزيز.
- رئيس مجلس أمناء مكتبة الملك فهد الوطنية.
- الرئيس الفخري لمركز الأمير سلمان الاجتماعي.
- رئيس مجلس إدارة مؤسسة الرياض الخيرية للعلوم.
- الرئيس الأعلى لمعرض الرياض بين الأمس واليوم.
- رئيس جائزة الأمير سلمان لحفظ القرآن الكريم للبنين والبنات.
- رئيس مجلس أمناء مؤسسة حمد الجاسر.
- الرئيس الفخري للجمعية التاريخية السعودية.
- الرئيس الفخري لجمعية المكتبات والمعلومات السعودية.
- رئيس مجلس إدارة مركز تاريخ مكة المكرمة.
- المؤسس والرئيس الأعلى لمركز الملك سلمان لأبحاث الإعاقة في الرياض.
- الرئيس الفخري لجمعية الأمير فهد بن سلمان لأمراض الكلى.
- الرئيس الفخري للمركز السعودي لزراعة الأعضاء.
- رئيس جمعية البر بالرياض.
- الرئيس الفخري لمجلس إدارة لجنة أصدقاء المرضى بمنطقة الرياض.
- رئيس مجلس إدارة الجمعية الخيرية لرعاية الأيتام بمنطقة الرياض.
- الرئيس الفخري لمجلس إدارة مؤسسة عبد العزيز بن باز الخيرية.[447]
- رئيس مجلس أمناء مؤسسة عبد العزيز بن باز الخيرية.
- رئيس مجلس إدارة جمعية الأمير سلمان للإسكان الخيري.
- الأمين العام لمؤسسة الملك عبد العزيز الإسلامية.
- رئيس مجلس إدارة مؤسسة الرياض الخيرية للعلوم، ويتبعها كل من جامعة الأمير سلطان الأهلية وواحة الأمير سلمان للعلوم.

### خارجيا
الجمعيات والهيئات التي رأسها وكان لها نشاط في الخارج:
- رئيس لجنة التبرع لمنكوبي السويس عام 1956م.[15]
- رئيس اللجنة الرئيسية لجمع التبرعات للجزائر عام 1956م.[15]
- رئيس اللجنة الشعبية لمساعدة أسر شهداء الأردن عام 1976م.[15]
- رئيس اللجنة الشعبية لمساعدة الشعب الفلسطيني.[15]
- رئيس اللجنة الشعبية لإغاثة منكوبي الباكستان عام 1973م.[15]
- رئيس اللجنة الشعبية لدعم المجهود الحربي في مصر عام 1973م.[15]
- رئيس اللجنة الشعبية لدعم المجهود الحربي في سوريا عام 1973م.[15]
- رئيس الهيئة العامة لاستقبال التبرعات للمجاهدين الأفغان عام 1980م.[15]
- رئيس اللجنة المحلية لإغاثة متضرري السيول في السودان عام 1988م.[15]
- رئيس اللجنة المحلية لجمع التبرعات لجمهورية اليمن الديمقراطية الشعبية عام 1989م.[15]
- رئيس اللجنة المحلية لتقديم العون والإيواء للمواطنين الكويتيين إثر الغزو العراقي لدولة الكويت عام 1990م.[15][419][420]
- رئيس اللجنة المحلية لتلقي التبرعات للمتضررين من الفيضانات في بنغلاديش عام 1991م.[15]
- رئيس الهيئة العليا لجمع التبرعات للبوسنة والهرسك عام 1992م.[15]
- رئيس الهيئة العليا لجمع التبرعات لمتضرري زلزال عام 1992م في مصر.[15]
- الرئيس الأعلى لمعرض المملكة بين الأمس واليوم والذي أقيم في عدد من الدول العربية والأوروبية وفي الولايات المتحدة وكندا خلال الفترة 1985م / 1992م.[15]
- رئيس اللجنة العليا لجمع التبرعات لانتفاضة القدس بمنطقة الرياض 2000م / 1421هـ .[15]

### التأثير
- أحد الزعماء الأكثر تأثيرًا في العام من بين 11 زعيمًا على مستوى العالم (التايم الأمريكية).[448]
- الشخصية الأولى عربيًا وضمن 16من الشخصيات الأكثر نفوذًا في العالم (مجلة فوربس الأمريكية).[449]
- القائد العربي الوحيد ضمن قائمة الـ 50 شخصية الأكثر تأثيرًا في العالم (موقع بيزنس إنسايدر الدولي).[449]
- أبرز شخصية عربية لعام 2015/ 2016 (روسيا اليوم).[449]
- صدارة أكثر 100 شخصية عربية تأثيرًا عامي 2016 /2017 طبقًا لموقع (أرابيان بيزنس).[449]
- شخصية العام في 2015 في خدمة القرآن الكريم (الهيئة العالمية لتحفيظ القران).[449]

### مساهمات أخرى
أثناء العدوان الثلاثي على مصر عام 1956، شارك في مقاومة العدوان على مصر كمتطوع مع أخيه الملك فهد (عندما كانوا أمراء آنذاك).

## آراء

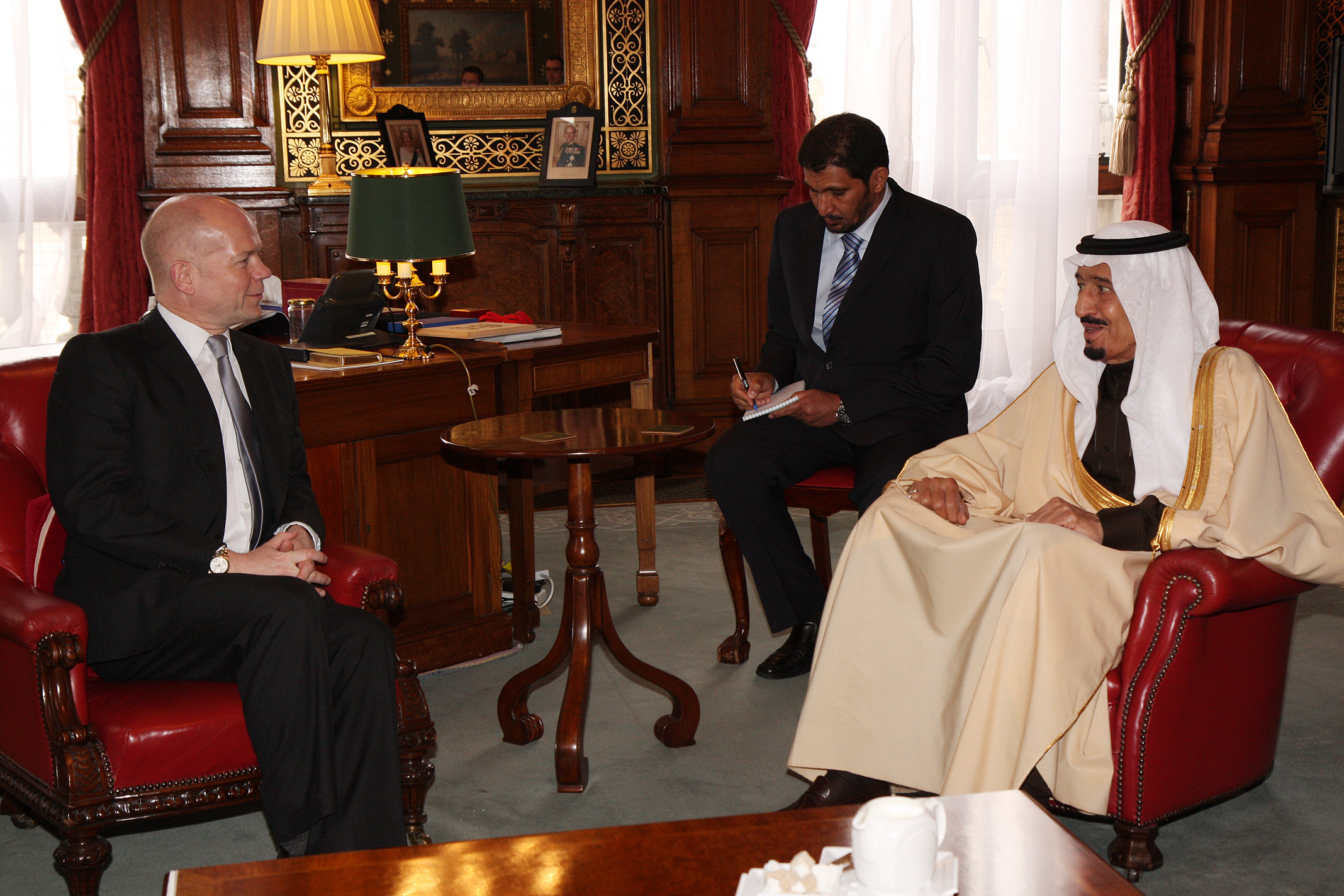
الأمير سلمان عندما كان وزيراً للدفاع في لقاء مع وزير الخارجية البريطاني ويليام هيغ

حسب برقية دبلوماسية أميركية في عام 2007 نشرها موقع ويكيليكس، فإن سلمان يرى أن الديمقراطية لا تناسب المملكة «المحافظة» ويتبنى نهجاً حذراً في الإصلاح الاجتماعي والثقافي. كما كشفت التسريبات أن سلمان قال في اجتماع مع السفير الأميركي في مارس/آذار 2007 إن الإصلاحات الاجتماعية والثقافية التي يحث عليها الملك عبد الله يجب أن تمضي ببطء خشية أن تثير رداً عكسياً من المحافظين.
توقعت صحيفة واشنطن بوست إبان تولي الملك سلمان الحكم أن تنعكس وجهة نظره المحافظة على الإصلاحات السياسية والتغيير الاجتماعي، مع تصنيفها المبكر لشخصيته بأنها تنتمي إلى تيار الملوك المحافظين، على أن عهده سرعان ما شهد حزمة قرارات اجتماعية غير مسبوقة في الدولة السعودية الثالثة، مثل صدور نظام يتيح للمرأة قيادة السيارة، وإنشاء دور سينما ، ودخول النساء إلى ملاعب كرة القدم، والحدّ من نفوذ هيئة الأمر بالمعروف والنهي عن المنكر، وإقرار نظام مكافحة التحرش، وتشكيل لجنة برئاسة ولي العهد لاجتثات الفساد، وإنشاء هيئة عامة للترفيه.
ورد اسمه في تسريبات وثائق بنما، حيث كشفت الوثائق على أن لسلمان اثنتين من الشركات الناشئة في جزر العذراء البريطانية كما يملك رهون عقارية تتجاوز قيمتها مبلغ الـ 34 مليون دولار وقام بشراء عقارات في وسط لندن ولم يُحدد في كل هذه الصفقات.

## حقوق الإنسان
منذ أن تولى مقاليد الحكم تعززت المنجزات وعمليات الإصلاح في مجال حقوق الإنسان، والتي شملت تدابير تشريعية، وإجرائية، وبرامج وسياسات، ترمي كلها إلى تعزيز وحماية حقوق الإنسان، بما فيها الحق في التنمية، والانتقال من حيز الوفاء بالالتزامات والتعهدات إلى حيز «أفضل الممارسات في مجال حقوق الإنسان». والتي جاءت من خلال تغييرات وإحداث إصلاحية هيكلية، تطول جميع المكونات النظامية والمؤسسية للسلطات الثلاث، كان لها بالغ الأثر في تعزيز متانة الإطار النظامي والمؤسسي لحقوق الإنسان في السعودية، وتفعيل تدابير التنفيذ. ولعل أبرز تلك التغييرات ذات التأثير المباشر على حالة حقوق الإنسان في السعودية: ويلاحظ أن مبدأ المساواة ومبدأ التمييز الإيجابي حاضران في تلك التدابير.
في عهده، اتخذت أجراءات في مجال حماية وتعزيز حقوق الإنسان من خلال الأنظمة والقوانين الثابتة، وحفظ حقوق المرأة والأطفال وذوي الإعاقة والعمالة الوافدة، والمساواة وعدم التمييز والمساواة بين الجنسين في العمل والتعليم وفي تلقي الخدمات الصحية والمنح والإعانات، بالإضافة إلى الجهات والمؤسسات الخاصة بحفظ حقوق الإنسان وحمايتها. وكان من أبرز تلك الاجراءات:
- إجراء الدورة الثالثة من انتخابات المجالس البلدية بنجاح في ظل مراقبة مؤسسات المجتمع المدني، التي شاركت فيها المرأة لأول مرة.
- زيادة معاش الضمان الشهري.[466]
- تعزيز حقوق ذوي الإعاقة، من خلال شمول الطلاب ذوي الإعاقات الصحية والجسمية بالمكافآت المقررة لطلاب التعليم الخاص ورفع مقدارها، وضم قوائم الانتظار للمعاقين لإعانة المعاقين.
- تعزيز العمل التطوعي، وذلك بصرف مليارَيْ ريال دعمًا للجمعيات المرخصة بوزارة الموارد البشرية والتنمية الاجتماعية.
- تعزيز مشاركة المجتمع المدنين وذلك بدعم مجلس الجمعيات التعاونية بمائتي مليون ريال. وبدعم الجمعيات المهنية المتخصصة المرخص لها بمقدار عشرة ملايين ريال لكل جمعية. ودعم جميع الأندية الأدبية المسجلة رسميًّا بمبلغ عشرة ملايين ريال لكل نادٍ. ودعم الأندية الرياضية بمختلف درجاتها بأربعمائة وستة وستين مليون ريال.
- اعتماد مبلغ عشرين مليار ريال لتنفيذ خدمات الكهرباء والمياه.
- تعزيز الحقوق الاقتصادية من خلال إصدار نظام الشركات الجديد.
- صدور اللائحة التنفيذية لنظام حماية الطفل، هذا النظام بحماية كل شخص لم يتجاوز الثامنة عشر من عمره، تهدف إلى مواجهة الإيذاء - بكافة صوره - والإهمال الذي قد يتعرض لهما الطفل في البيئة المحيطة به.[249]
- تعزيز مشاركة المجتمع المدني والعمل التطوعي، بصدور نظام الجمعيات والمؤسسات الأهلية.
- تعزيز الحق في السكن بصدور نظام رسوم الأراضي بموجب المرسوم الملكي م/ 4 وتاريخ 12- 2-1437هـ. تحويل صندوق التنمية العقارية إلى مؤسسة مالية مهيَّأة لتقديم الحلول الفاعلة في التمويل العقاري.
- تعزيز حقوق العمال، وذلك بإنشاء هيئة توليد الوظائف ومكافحة البطالة. وتعديل نظام العمل بما يتوافق ويتناسب مع حقوق المرأة العاملة، وأطلاق مبادرة تحسين العلاقة التعاقدية، وإلغاء نظام الكفيل.[467][468]
- تعديل تنظيم هيئة حقوق الإنسان بما يعزز استقلاليتها، ويمكِّنها من تحقيق الأهداف التي أُنشئت من أجلها (فصلها من السلطة التنفيذية وربطها مباشرة بالملك بوصفه ملكًا).
- تعزيز الحقوق الاقتصادية والاجتماعية، بشكل مباشر من خلال بدء العمل على برنامج التحول الوطني.[320]

### المساواة وعدم التمييز وسبل الانتصاف
تعزيز وتفعيل أنظمة المملكة فيما يخص المساواة وعدم التمييز، والتي أوجبت جميع أجهزة الدولة إنصاف الإنسان أياً كانت ديانته أو عرقه أو جنسه أو جنسيته، وفي حالة إخلال أي من تلك الأجهزة أو من يمثلها بإعمال حق من الحقوق، وفتح سبل انتصاف جديدة، تضمنت أن لكل من انتهك حقه اللجوء إلى أي من الآليات التالية: الجهات القضائية، الإدارات الحكومية ذات العلاقة، مؤسسات حقوق الإنسان الحكومية وغير الحكومية، أمراء المناطق (الحكام الإداريون) ومجلس الملك ومجلس ولي العهد.

### المساواة بين الجنسين وتمكين المرأة
حققت المرأة السعودية، في عهد الملك سلمان بن عبد العزيز العديد من الإنجازات في المجالات الحقوقية والأكاديمية والأمنية، تبرز ثقة القيادة في المرأة، ودعمها لتتبوأ المناصب القيادية في شتى المجالات. في العام الأول لحكمه تم إجراء أول انتخابات بلدية تشارك فيها المرأة كناخبة ومرشحة في تاريخ المملكة يوم 12 ديسمبر 2015، وقد توجت بفوز 21 امرأة بمقاعد في انتخابات المجالس البلدية في دورتها الثالثة. ويوصف عام 2017 م بأنه «عام تمكين المرأة السعودية» إلا أن عام 2018 م قد زاد عليه بتمكينها في أمور مستجدة عديدة منها لسماح للمرأة بالبدء بعملها التجاري والاستفادة من الخدمات الحكومية دون الحاجة لموافقة ولي الأمر، والذي تم 14 فبراير 2018. كما أصبح للمرأة الحق التبليغ عن حالات الوفاة بعد أن كان الأمر يقتصر على الذكور، كذلك أصبحت المرأة رب الأسرة مناصفة مع الزوج في حالة الأبناء القصّر. وفي 24 يونيو 2018، بدأت السعوديات في قيادة السيارات، تنفيذًا لأمر تاريخي أصدره العاهل السعودي في 26 سبتمبر 2017، يقضي بالسماح للمرأة باستصدار رخصة قيادة سيارة وتبعها إقرار قانون التحرش الذي يؤكد حرص ومتابعة القيادة على المحافظة عليها كقيمة معيارية إنسانية، وقرار ممارسة الرياضة للفتيات بالمدارس والسماح للأسر بدخول مباريات كرة القدم، وكذلك السماح للسعوديات بالمشاركة في الألعاب الأولمبية، ومنح تراخيص قيادة الطائرات للمرة الأولى في تاريخ المملكة،  ثم زاد عام 2019 عليهما بأن تبوأت المرأة السعودية لأول مرة منصب «سفير»، حيث تم تعيين سفيرة للمملكة العربية السعودية في كل من الولايات المتحدة والنرويج. كذلك تم تعيين 13 امرأة في المجلس الجديد لهيئة حقوق الإنسان، بما يمثل نصف أعضاء المجلس. كما تم تولية المرأة عدداً من الوظائف كانت حكراً سابقاً على الرجال، في القطاعين الحكومي والخاص، وإشراكها في العمل النيابي، والتعيينات بوظيفة «ملازمات تحقيق» لأول مرة بالنيابة العامة.
كما تم تعديل الأحوال المدنية مما حفظ كرامة المرأة من تسلط بعض الأزواج والذي يقع ظلمه عليها وعلى أبنائها من ذلك الحق بالحصول على سجل الأسرة للأبناء القصر وحقها بالتبليغ عن الزواج أو الطلاق أو الخلع، كما تم إلغاء نص محل إقامة المرأة المتزوجة هو محل إقامة الزوج إذا كانت العشرة مستمرة بينهما. وتمت الموافقة على تعديل نظام العمل، لمنح مزيد من الحقوق للمرأة ووضعها على قدم المساواة مع الرجل. ونتيجة لكل ذلك، توجت الرياض عاصمة للمرأة العربية بالتزامن مع ترؤُّس المملكة للدورة التاسعة والثلاثين لاجتماع لجنة المرأة العربية، الإرادة الوطنية الداعمة لمكاسب المرأة في جميع المجالات.

### إصلاحات حقوقية وقضائية
في أبريل 2020 قلصت السعودية من صلاحيات الأحكام التعزيرية المتروكة لتأويلات القضاة ضمن خطة إصلاحات حقوقية وقضائية، حيث أوقفت أحكام القتل تعزيرا على الأشخاص الذين لم يتموا 18 عاما وقت ارتكابهم الفعل المعاقب عليه، وشمل هذا مرتكبي الجرائم الإرهابية الذين صدرت بحقهم أحكام نهائية كما ألغت عقوبة الجلد وقررت استبدالها بعقوبتي السجن أو الغرامة، أو بعقوبات بديلة بحسب ما يصدره ولي الأمر من أنظمة أو قرارات بهذا الشأن.
ضمن الإصلاحات والتحديثات القضائية والعدلية والحقوقية في السعودية أجرت النيابة العامة مراجعة شاملة لتصنيف الجرائم الموجبة للتوقيف، وراعى التصنيف المعدل تقليص حالات الحبس الاحتياطي وتحديدها في مجموعة من الجرائم في إطار مراعاة حقوق المتهم، وعدم الجنوح والتوسع في الحبس.
كما فعلت العقوبات البديلة وهي مجموعة من التدابير والإجراءات التي تحل محل العقوبات السالبة للحرية أو العقوبات الجسدية وتحديدا عقوبتي السجن والجلد، ويتخذها القاضي بهدف تحقيق النفع العام للسجين والمجتمع، حيث تتيح للمحكومين قضاء محكوميتهم في تقديم خدمات اجتماعية أو غيرها، يستفيد منها المجتمع والمحكوم في الوقت نفسه.
صندوق النفقة
صندوق النفقة صندوق مالي حكومي أنشئ في 7 أغسطس 2017م، يعد صندوق النفقة أحد المشروعات التي تقدمها وزارة العدل السعودية بهدف تلبية الاحتياجات الأساسية للأسرة التي امتنع فيها المنفق عن القيام بنفقتهم خلال فترة التقاضي وعدم الاستقرار الأسري.
في مارس 2020، تم إطلاق خدمة «التقاضي الإلكتروني» وهي خدمة تتيح لأطراف الدعوى الاطلاع على كامل ما يقدم في القضية كما تمكنهم من الترافع الإلكتروني وتبادل المذكرات والرد على طلبات الدائرة دون الحاجة لمراجعة المحكمة. في مارس 2021، وخلال سنة واحدة فقط، عقدت محاكم المملكة 1.2 مليون جلسة مرئية - عن بُعد - وكان عدد الجلسات الكتابية الإلكترونية التي عُقدت -عن بعد- خلال نفس الفترة قد بلغ 150 ألف جلسة كتابية، بينما بلغ عدد القرارات الصادرة عن بُعد 228 ألف قرار، وأصدرت المحاكم عن بعد 438 ألف حكم.

## الأعمال الخيرية والإنسانية
يُعرف الملك سلمان بن عبد العزيز بأعماله وجهوده الخيرية الواسعة، حيث أسس مركز الملك سلمان للإغاثة والأعمال الإنسانية، ويتولى رئاسة مركز الملك سلمان لأبحاث الإعاقة، والرئاسة الفخرية لجمعية الأمير فهد بن سلمان الخيرية، لرعاية مرضى الفشل الكلوي، والرئاسة الفخرية للمركز السعودي لزراعة الأعضاء، وغيرها العديد من الجهات.
ومنذ عام 1956م، تولّى الملك سلمان رئاسة مجلس إدارة العديد من اللجان الإنسانية والخدماتية التي تولت مسؤوليات أعمال الدعم والإغاثة في العديد من المناطق المنكوبة حول العالم، سواء المناطق المتضررة بالحروب أو بالكوارث الطبيعية. وقد نال الملك سلمان عن جهوده الإنسانية هذه العديد من الأوسمة والميداليات من دول عدة بينها البحرين والبوسنة والهرسك وفرنسا والمغرب وفلسطين والفليبين والسنغال والأمم المتحدة واليمن.
وفي أعمال الدعم الإغاثي، فللملك سلمان سجل حافل في هذا المجال، ويحظى العمل الإنساني باهتمامه، فمنذ عـام 1956م ترأس عددًا من اللجان والهيئات الرئيسية والمحلية لجمع التبرعات لمساعدة المحتاجين والمتضررين من السيول والزلازل والكوارث في العالمين العربي والإسلامي ودعـم قضايا العالـم الإسلامي ومناصرة المسلمين في كل مكان. كما يُذكر له في هذا الجانب توليه لجنة التبرع لمنكوبي السويس عام 1956م بعد العدوان الثلاثي على مصر، والذي نتج عن حرب إسرائيل وبريطانيا وفرنسا أيام الرئيس المصري الأسبق جمال عبد الناصر، وفي العام ذاته رأس لجنة جمع التبرعات للجزائر خلال حربها ضد الاستعمار الفرنسي، هذا بجانب إشرافه على اللجنة الشعبية لدعم المجهود الحربي في مصر وسورية في حرب تشرين الأول (أكتوبر) عام 1973م.
ومن الجمعيات والهيئات التي ترأسها، جمعيات وهيئات لها نشـاطات ومهام خارج المملكة، ومنها: رئيس لجنة التبرع لمنكوبي السويس عام 1956م. رئيس اللجنة الرئيسية لجمع التبرعات للجزائر عام 1956م. رئيس اللجنة الشعبية لمساعدة أسر شهداء الأردن عام 1967م. رئيس اللجنة الشعبية لمساعدة الشعب الفلسطيني. رئيس اللجنة الشعبية لإغاثة منكوبي باكستان عام 1973م، وذلك في أعقاب الحرب بيـن الهند وباكستان التي تعرضت لها لخسائر بشرية. رئيس اللجنة الشعبية لدعم المجهود الحربي في سوريا في أعقـاب اندلاع حرب 1973م بين سوريا وإسرائيل. رئيس الهيئة العامة لاستقبال التبرعات للمجاهدين الأفغـان عـام 1980م. رئيس اللجنة المحلية لإغاثـة متضررى السيول في السودان عـام 1988م. رئيس اللجنة المحلية لتقديم العون والإيواء والمساعدة للكويتيين على إثر الغزو العراقي لدولة الكويت عام 1990م. رئيس اللجنة المحلية لتلقي التبرعات للمتضررين من الفيضانات في بنغلاديش عام 1991م. رئيس الهيئة العليا لجمع التبرعات للبوسنة والهرسك عام 1992م. رئيس الهيئة العليا لجمع التبرعات لمتضرري زلزال عام 1992م في مصر. الرئيس الأعلى لمعرض المملكة بين الأمس واليوم والذي أقيـم في عـدد من الدول العربية والأوروبية وفي الولايات المتحـدة وكندا 1985م/ 1992م. ورئيس اللجنـة العليـا لجمع التبرعات لانتفاضة القدس بمنطقـة الرياض 1421هـ/ 2000م).
كما أن جهوده الداخلية لا تقل أثراً عن جهوده في خارج الوطن، حيث إنها تميزت بالاستمرارية، وعمل على دعم مؤسساتي مستمر للمؤسسات الداخلية، خصوصاً في الجوانب الثقافية. حيث يتولى رئاسة مركز الأمير سلمان لأبحاث الإعاقة، والرئاسة الفخرية لجمعية الأمير فهد بن سلمان الخيرية لرعاية مرضى الفشل الكلوي، والرئاسة الفخرية للمركز السعودي لزراعة الأعضاء، وغيرها العديد من الجهات.
في يوم 30 رمضان سنة 1442 الهجرية، أُعلنَ عن مبادرة الملك سلمان وابنه محمد إلى التسجيل في البرنامج الوطني للتبرع بالأعضاء، تشجيعاً منه للمواطنين والمقيمين على التسجيل في البرنامج، لما له من أهمية بالغة في منح الأمل للمرضى الذين تتوقف حياتهم على زراعة عضو جديد".
في 08 مايو 2021 م (26 رمضان 1442 هـ)، وافق على بناء مشروع جامع خادم الحرمين الشريفين بالجامعة الإسلامية العالمية في العاصمة الباكستانية إسلام آباد. ويضم المشروع الذي يقع في المدينة الجامعية، مصلى للرجال يتسع لـ 4000 مصل، وآخر للنساء يتسع لـ 2000 مصلية، إضافة إلى ساحات خارجية تتسع لـ 6000 شخص، كما يحتوي المشروع على مكتبة خادم الحرمين الشريفين الملك سلمان بن عبد العزيز، ومتحف خادم الحرمين الشريفين الملك سلمان بن عبد العزيز، وقاعة الأمير محمد بن سلمان للمؤتمرات، وكذلك منطقة للخدمات الإدارية ومواقف للسيارات.

### جائزة الملك سلمان بن عبد العزيز لأبحاث الإعاقة
هي جائزة يقدمها مركز الملك سلمان لأبحاث الإعاقة، معترف بها عالميًا، وتقام كل عامين برعاية الملك سلمان، تعطى للأشخاص الذين عملوا على تطور البحث العلمي في مجال الإعاقة.

## الأوسمة والجوائز والتكريم
تلقى العديد من الدرجات الفخرية والجوائز الأكاديمية والأوسمة، من مختلف الدول والجامعات والمنظمات الدولية.

### الجوائز
- جائزة جمعية الأطفال المعوقين بالسعودية للخدمة الإنسانية (1995م).[426]
- جائزة البحرين للعمل الإنساني لدول مجلس التعاون الخليجي (2008م).[495]
- جائزة الأولمبياد الخاص الدولي لمنطقة الشرق الأوسط وشمال أفريقيا في خدمة المعوقين وتشجيع البحث العلمي في مجال الإعاقة .
- جائزة الشخصية القيادية الفخرية في مجال رعاية الأيتام، خلال حفل التكريم بجائزة السنابل للمسؤولية المجتمعية لمؤسسات رعاية الأيتام بدول الخليج.
- جائزة الإنجاز الفريد المتميز الممنوحة له من السلطان أحمد شاه، سلطان ولاية باهانغ الماليزية .
- جائزة الملك فيصل لخدمة الإسلام من مؤسسة الملك فيصل الخيرية.

### شهادات فخرية
1. دكتوراه فخرية من الجامعة الإسلامية في المدينة المنورة. في 29 مارس 2011م (24 ربيع الثاني عام 1432 هـ).
2. دكتوراه فخرية في الآداب من جامعة أم القرى في مكة المكرمة.
3. دكتوراه فخرية في الدراسات التاريخية والحضارية من جامعة الملك سعود بالرياض.
4. دكتوراه فخرية في مجال تعزيز الوحدة الإسلامية من جامعة الملك عبد العزيز بجدة.
5. دكتوراه فخرية في مجال خدمة القرآن الكريم وعلومه من جامعة الإمام محمد بن سعود الإسلامية.
6. دكتوراه فخرية من الجامعة الملّية الإسلامية في دلهي بالهند.
7. دكتوراه فخرية في الحقوق من جامعة واسيدا اليابانية.
8. دكتوراه فخرية في العلاقات الدولية من جامعة موسكو الحكومية في 7 أكتوبر 2017م (17 محرم 1439هـ).[192][496]
9. دكتوراه فخرية من جامعة القاهرة في مصر.
10. دكتوراه فخرية في العلوم السياسية (خدمة الإسلام والوسطية) من الجامعة الإسلامية بماليزيا.
11. دكتوراه فخرية في العلوم من جامعة سراييفو البوسنية للعلوم والتقنية.
12. دكتوراه فخرية في الآداب من جامعة مالايا في ماليزيا.
13. دكتوراه فخرية من جامعة بكين الصينية.[497][498]
14. دكتوراه فخرية من جامعة القيروان التونسية، في 29 مارس 2019م (22 رجب 1440هـ).[499][500]
15. زمالة بادن باول الكشفية في السويد. منحت له من قبل كارل السادس عشر غوستاف، ملك السويد وذلك في شهر صفر عام 1429هـ/ فبراير 2008م.[426]

### الأوسمة
- قلادة الشريف الحسين بن على وهي أرفع وسام في المملكة الأردنية الهاشمية.[192]
- قلادة مبارك الكبير أرفع وسام في دولة الكويت.
- قلادة النيل وهي أرفع وسام في جمهورية مصر العربية.
- قلادة «أبي بكر الصديق» من الطبقة الأولى المقدمة له من المنظمة العربية للهلال الأحمر والصليب الأحمر، تقديراً لجهوده الدبلوماسية الإنسانية على المستوى الإقليمي والدولي (يناير 2020).[501][502][503][504]
- وسام «كنت» من أكاديمية برلين براندنبرغ للعلوم والعلوم الإنسانية.
- وسام بمناسبة مرور ألفي عام على إنشاء مدينة باريس. قلده الوسام الرئيس جاك شيراك في باريس عام 1985م.[426]
- وسام الكفاءة الفكرية المغربي في الدار البيضاء. قلده الوسام ملك المغرب الحسن الثاني في الدار البيضاء عام 1989م.[426]
- وسام البوسنة والهرسك الذهبي، لدعمه وجهوده لتحرير البوسنة والهرسك، وقام بتقليده الوسام الرئيس البوسني في الرياض في شهر مارس 1997م.[426]
- الوسام البوسني للعطاء الإسلامي من الدرجة الأولى.
- وسام نجمة القدس (1998م)، قلـده الوسـام الرئيس الفلسطيني ياسر عرفات في حفـل بقصر الحكـم بالرياض.[426]
- وسام «سكتونا» الذي يعد أعلى وسام في جمهورية الفلبين، قلـده الوسـام الرئيس الفلبيني جوزيف استرادا أثنـاء زيارته للفلبين في شهر أبريل من عام 1999م.[426]
- وسام الأسد الوطني (الوسـام الأكبر)، الذي يعد أرفع وسام في جمهورية السنغال، قلده الوسام الرئيس السنغالي عبدو ضيوف في شهر يوليو 1999م.[426]
- وسام الوحدة اليمنية من الدرجة الثانية، وقلده هذا الوسام الرئيس اليمني الأسبق علي عبدالله صالح أثناء زيارته لليمن في شهر صفر عام 1422هـ/ مايو 2001م.[426]
- وسام من الجمهورية اليونانية، من الرئيس بروكوبيوس بافلوبولوس رئيس جمهورية اليونان (2017).[505][506][507]
- وسام نسر الأزتك، من درجة القلادة، وهو أعلى وسام تمنحه المكسيك للأجانب (2016).[508]
- وسام دولة فلسطين من درجة «القلادة الكبرى» وهو أعلى وسام في دولة فلسطين.[509]
- وسام الأمير ياروسلاف الحكيم من الدرجة الأولى وهو وسام الدولة الأعلى في جمهورية أوكرانيا، (2017).[510]
- الوسام الأعلى في جمهورية مالي.
- وسام الجمهورية وهو أعلى وسام في تركيا.
- وسام الاستحقاق الوطني الذي يعد أعلى وسام في جمهورية النيجر، قلده اياه رئيس النيجر محمدو إيسوفو أثناء زياراة للمملكة.[511]
- وسام البرلمان العربي من الدرجة الأولى.
- وسام نجمة جيبوتي الكبرى، من الرئيس إسماعيل عمر جيله، الذي يعد أرفع وسام في جمهورية جيبوتي، تقديراً لجهود خادم الحرمين الشريفين في خدمة قضايا الأمتين الإسلامية والعربية.[512][513]
- وسام الهلال الأخضر القمري من درجة الهلال الأكبر.
- وسام زايد الذي يعد أعلى وسام في دولة الإمارات العربية المتحدة.
- وسام الدولة الأول «وسام التاج» الذي يعد أعلى الأوسمة الماليزية.
- وسامَ (نجمة الجمهوريَّة الإندونيسيَّة) الذي يعد أعلى أوسمة الجمهورية. من الرئيس الإندونيسي جوكو ويدودو، (1 مارس 2017م).[437][438][514][515]
- وسام الأسرة المالكة للعرش من سلطنة بروناي دار السلام.[516]
- وسام الأمير نايف للأمن العربي من الدرجة الممتازة.
- وسام الشرف السيراليوني.
- الوسام السامي «زهرة الأقحوان» من اليابان من إمبراطور اليابان أكيهيتو.[192][517][518][519]
- وسام البرلمان العربي من الدرجة الأولى، تقديراً لمواقفه الشجاعة تجاه قضايا الأمة العربية والإسلامية، من رئيس البرلمان العربي.[520]
- وشاح الملك عبد العزيز من الطبقة الأولى.[426]
- درع الأمم المتحدة لتقليل آثار الفقر في العالم (1998م).[426]
- وسام النسر الذهبي «ألطين قيران» من الرئيس قاسم جومارت توكاييف رئيس كازاخستان (2022).[521]

بعض الأوسمة التي حصل عليها الملك سلمان بن عبد العزيز، قبل وبعد توليه الحكم
| - السعودية، قلادة الملك عبد العزيز. - البحرين، قلادة وسام عيسى بن سلمان آل خليفة (2016) - بنغلاديش، قلادة وسام الجمهورية (2018) - بروناي، وسام العائلة المالكة لتاج بروناي (2017) - جيبوتي، وسام نجمة جيبوتي الكبرى (2015) - مصر، قلادة النيل العظمى (2016) - غينيا، وشاح الوسام الأعلى في جمهورية غينيا (2015) - إندونيسيا، وسام نجم جمهورية إندونيسيا من الدرجة الأولى، من الرئيس جوكو ويدودو رئيس جمهورية إندونيسيا. (1 مارس 2017م) - اليابان قلادة وسام الأقحوان الأعلى (2017) - الأردن، قلادة وسام الحسين بن علي (2017) - الكويت، قلادة وسام الكويت - ماليزيا، Honorary Commander of the Order of the Defender of the Realm (P.M.N.) (1982) - ماليزيا، نيشان تاج المملكة (D.M.N.) (2017) - المكسيك، قلادة نيشان العقاب الأزتكي (2016) - المغرب، وشاح الأعلى من وسام علوي (1987) | - نيجيريا، وسام الاستحقاق الوطني (2015) - باكستان، نيشان باكستان (2015) - فلسطين وسام دولة فلسطين من درجة «القلادة الكبرى»(2015) - السنغال، وشاح الوسام الأعلى (1999) - السنغال، الوشاح الأكبر من وسام الأسد الوطني (2015) - سيراليون، قلادة وسام الجمهورية (2017) - جنوب أفريقيا، نيشان الرجاء الصالح (2016) - إسبانيا، وسام فارس الصليب الأكبر - تركيا، قلادة نيشان الدولة للجمهورية التركية (2016) - اليمن، وسام الوحدة اليمنية (2001) - الإمارات العربية المتحدة، قلادة وسام زايد (2016) - أوكرانيا، قلادة وسام الأمير ياروسلاف الحكيم (2017) - تونس، وسام الجمهورية (الصنف الأكبر)، أعلى وسام في الجمهورية التونسية، من الرئيس الباجي قايد السبسي، رئيس الجمهورية التونسية، (2019). - سلطنة عمان، وسام آل سعيد الذي يعد أرفع الأوسمة العمانية، قدمه له جلالة سُلطان عُمان لخادم الحرمين الشريفين، أثناء زيارتة للمملكة، في 11 يوليو 2021. - كازاخستان، وسام النسر الذهبي «ألطين قيران» أعلى درجة أوسمة في كازاخستان من الرئيس قاسم جومارت توكاييف رئيس كازاخستان (2022). |

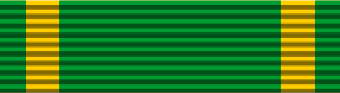
قلادة الملك عبد العزيز.
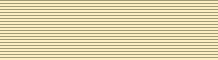
قلادة وسام عيسى بن سلمان آل خليفة (2016)
قلادة وسام الجمهورية (2018)
وسام العائلة المالكة لتاج بروناي(2017)
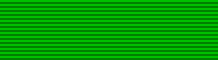
وسام نجمة جيبوتي الكبرى. (2015)
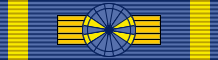
قلادة النيل العظمى (2016)
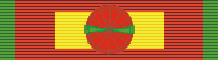
وسام الاستحقاق الوطني (2015)
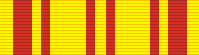
وسام نجم جمهورية إندونيسيا من الدرجة الأولى(1 مارس 2017م)
قلادة وسام الأقحوان الأعلى (2017)
قلادة وسام الحسين بن علي (2017)
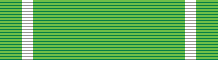
قلادة وسام الكويت
وسام المدافع عن المملكة (P.M.N.) (1982)
قلادة نيشان العقاب الأزتكي (2016)
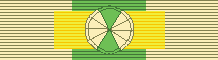
وسام الاستحقاق الوطني (2015)
وسام دولة فلسطين من درجة "القلادة الكبرى"(2015)
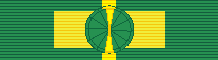
وشاح الوسام الأعلى (1999)
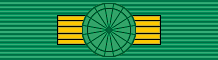
وسام الأسد الوطني (2015)
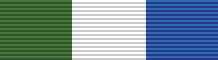
قلادة وسام الجمهورية (2017)
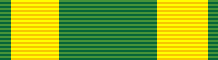
نيشان الرجاء الصالح (2016)
وسام فارس الصليب الأكبر
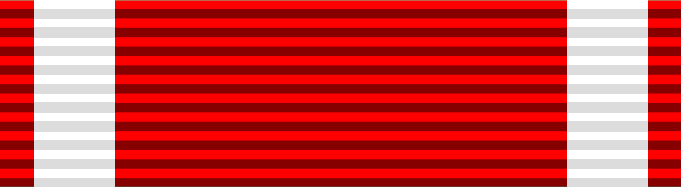
قلادة نيشان الدولة للجمهورية التركية (2016)
قلادة وسام زايد (2016)
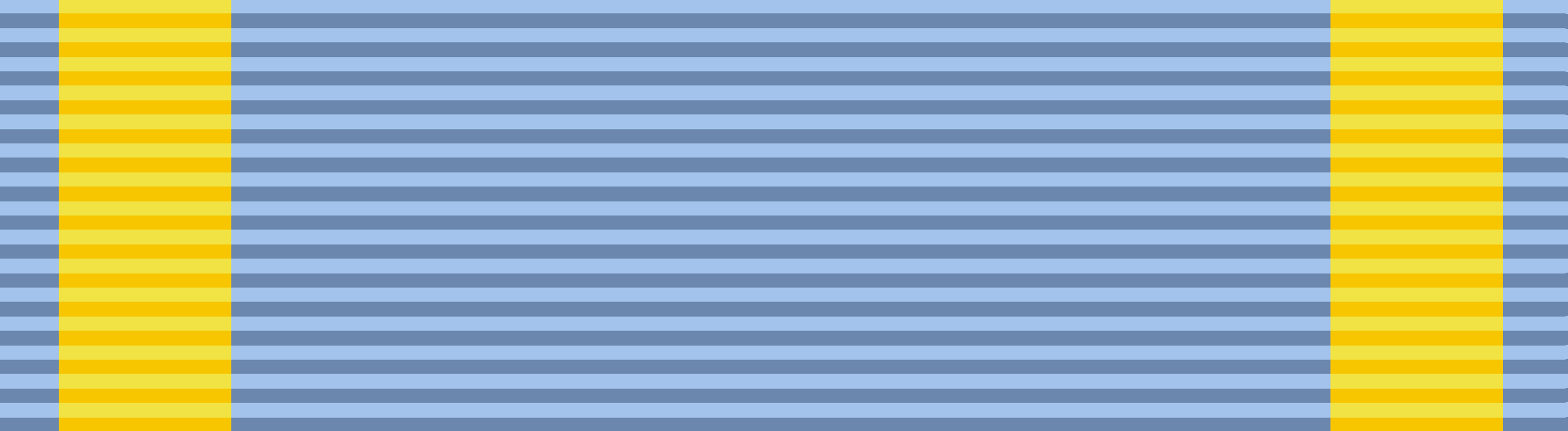
قلادة وسام الأمير ياروسلاف الحكيم

### الأوسمة والجوائز
|  | وشاح الملك عبد العزيز من الطبقة الأولى.                         |                          |                                           | |
|  | وسام مرور ألفي عام على إنشاء مدينة باريس،                       | فرنسا                    | 1985م                                     | قلده الوسام الرئيس جاك شيراك في باريس. |
|  | وسام الكفاءة الفكرية،                                           | المغرب                   | 1989م                                     | قلده الوسام الملك الحسن الثاني في الدار البيضاء. |
|  | وسام البوسنة والهرسك الذهبي                                     | سراييفو                  |                                           | دعمه وجهوده لتحرير البوسنة والهرسك. |
|  | الوسام البوسني للعطاء الإسلامي: من الدرجة الأولى                | سراييفو                  | صفر عام 1431هـ يناير 2010م                | تقديراً لجهوده في نصرة الإسلام والمسلمين في البوسنة والهرسك. |
|  | وسام نجمة القدس                                                 |                          | 1998م                                     | من الرئيس الفلسطيني الراحل ياسر عرفات، تقديرا لما قام به من أعمال استثنائية تدل على التضحية والشجاعة في خدمة الشعب الفلسطيني. |
|  | وسام سكتونا                                                     | الفلبين                  | 1999م                                     | أعلى وسام في جمهورية الفلبين تقديراً لمساهمته الفعالة في النشاطات الإنسانية ودعمه للمؤسسات الخيرية ولجهوده في الارتقاء وتحسين مفهوم الثقافة الإسلامية ومن أجل عدد المرات الكثيرة التي ساعد فيها العمالة الفلبينية في المملكة ولصداقته للفلبين . |
|  | الوسام الأكبر                                                   | السنغال                  | يوليو 1999م                               | أعلى وسام في جمهورية السنغال. وقلده الوسام الرئيس السنغالي عبدو ضيوف أثناء زيارة سموه للسنغال. |
|  | وسام الوحدة اليمنية                                             | عدن                      | صفر عام 1422 هـ مايو 2001 م               | قلده الوسام الرئيس اليمني السابق علي عبد الله صالح أثناء زيارته لليمن. |
|  | جائزة جمعية الأطفال المعوقين بالمملكة للخدمة الإنسانية.         | الرياض                   |                                           | |
|  | جائزة البحرين للعمل الإنساني لدول مجلس التعاون الخليجي.         | البحرين                  | صفر عام 1429هـ فبراير 2008م               | |
|  | جائزة الأولمبياد الخاص الدولي لمنطقة الشرق الأوسط وشمال أفريقيا |                          | محرم عام 1431هـ ديسمبر عام 2009م          | على جهوده في خدمة المعوقين بالمملكة وتشجيع البحث العلمي في مجال الإعاقة. |
|  | درع الأمم المتحدة لتقليل آثار الفقر في العالم.                  |                          |                                           | |
|  | الدكتوراه الفخرية في الآداب                                     | مكة المكرمة              | 21 شهر ربيع الأول 1429هـ 29 مارس 2008م    | من جامعة أم القرى تقديراً وعرفاناً لدوره الكبير في الآداب. |
|  | شهادة الدكتوراه الفخرية من الجامعة الملية الإسلامية في دلهي     | الهند                    | 29 ربيع الآخر 1431هـ 14 أبريل 2010م،      | تقديراً لجهوده الإنسانية الخيرية والتزامه بدعم التعليم وتميز كرجل دولة مشهود له عالمياً، وذلك أثناء زيارته الرسمية للهند. |
|  | زمالة بادن باول الكشفية                                         | السويد                   | صفر عام 1429هـ فبراير 2008م               | من قبل جلالة ملك السويد كارل جوستاف السادس عشر. |
|  | ميدالية «كانت»                                                  | ألمانيا                  | 19/6/1431هـ 2/5/2010م                     | منحت له من أكاديمية «برلين براندينبورج للعلوم» تقديراً لإسهاماته في مجال العلوم وذلك أثناء زيارته الرسمية إلى ألمانيا. |
|  | الدكتوراه الفخرية في تاريخ الدولة السعودية                      |                          | 24 ربيع الثاني عام 1432 هـ 29 مارس 2011م) | من الجامعة الإسلامية بالمدينة المنورة، لما له من جهود وعطاءات متميزة في الحفاظ على التاريخ السعودي، ورصد فعالياته المختلفة في شتى المجالات. |
|  | وسام البرلمان العربي (من الدرجة الأولى)                         |                          | 2015/05/17                                | من البرلمان العربي بدمشق، تقديراً لمواقفه الشجاعة تجاه قضايا الأمتين العربية والإسلامية. |
|  | قلادة النيل العظمى                                              | مصر                      | إبريل 2016                                | أعلى قلادة في جمهورية مصر. قلدة الرئيس المصري عبد الفتاح السيسي. |
|  | وسام الجمهورية                                                  | تركيا                    | 8 إبريل 2016                              | سلم الرئيس التركي رجب طيب أردوغان الملك سلمان بن عبد العزيز آل سعود وسام الجمهورية التركية تعبيرا عن العلاقة القوية التي تجمع بين البلدين. |
|  | وسام زايد                                                       | الامارات العربية المتحدة | 3 ديسمبر 2016                             | سلم الشيخ محمد بن راشد نائب رئيس الإمارات رئيس مجلس الوزراء حاكم دبي، والشيخ محمد بن زايد آل نهيان ولي عهد أبو ظبي الملك سلمان بن عبد العزيز آل سعود وسام زايد.                                                                                |
|  | وسام الشيخ عيسى بن سلمان آل خليفة من الدرجة الممتازة            | البحرين                  | 7 ديسمبر 2016                             | قام الملك حمد بن عيسى بن سلمان آل خليفة بتسليم الملك سلمان بن عبد العزيز آل سعود وسام الشيخ عيسى بن سلمان آل خليفة من الدرجة الممتازة. |
|  | وسام التاج                                                      | ماليزيا                  | 26 فبراير 2017                            | منح ملك ماليزيا السلطان محمد الخامس، الملك سلمان بن عبد العزيز، "وسام التاج" الذي يعد أعلى الأوسمة الماليزية. |
|  | وسام نجمة الجمهورية                                             | اندونيسيا                | 2 مارس 2017                               | قلّد الرئيس الإندونيسي الملك سلمان وسام نجمة الجمهورية الإندونيسية الذي يعد أعلى أوسمة الجمهورية، تقديراً لجهود الملك في مختلف المجالات. |
|  | وسام الحسين بن علي                                              | الأردن                   | 28 مارس 2017                              | قلد الملك عبد الله الثاني، الملك سلمان، قلادة الحسين بن علي أثناء زيارته للاردن، وهي أرفع وسام مدني في المملكة الأردنية. |
|  | وسام ياروسلاف الحكيم من الدرجة الأولى                           | اوكرانيا                 | 1 نوفمبر 2017                             | قلّد الرئيس الأوكراني الملك سلمان وسام ياروسلاف الحكيم من الدرجة الأولى. الذي يعد أعلى أوسمة الجمهورية. |
|  | وسام الجمهورية                                                  | تونس                     | 29 مارس 2019                              | [ 560 ] |

## أماكن وأشياء سُمِّيَت باسمه
- قاعدة الملك سلمان الجوية
- مطار الملك سلمان الدولي
- جامعة الملك سلمان الدولية
- مركز الملك سلمان للإغاثة والأعمال الإنسانية
- مركز الملك سلمان لدراسات تاريخ الجزيرة العربية وحضارتها
- مركز الملك سلمان للشباب
- مركز الملك سلمان لأبحاث الإعاقة
- مركز الملك سلمان بن عبدالعزيز للترميم والمحافظة على المواد التاريخية
- مجمع الملك سلمان لطباعة الحديث الشريف
- مسابقة الملك سلمان المحلية
- حديقة الملك سلمان
- مستشفى الملك سلمان للقوات المسلحة
- مستشفى الملك سلمان بن عبد العزيز التخصصي (الطائف)
- مكتبة الملك سلمان المركزية
- طريق الملك سلمان
- مجمع الملك سلمان العالمي للغة العربية
- جائزة الملك سلمان لشباب الأعمال
- جائزة ومنحة الملك سلمان لتاريخ الجزيرة العربية
- جائزة الملك سلمان لأبحاث الإعاقة
- كرسي الملك سلمان بن عبد العزيز لدراسات تاريخ مكة المكرمة
- مجمع الملك سلمان العالمي للصناعات والخدمات البحرية
- محمية الملك سلمان بن عبد العزيز
- كأس الملك سلمان للشطرنج
- مركز الملك سلمان للحرب الجبلية
- مدينة الملك سلمان للطاقة (سبارك)
- برنامج الملك سلمان لتنمية الموارد البشرية
- واحة الملك سلمان للعلوم
- مدينة الملك سلمان بن عبد العزيز الطبية[561]
- جامع الملك سلمان بن عبد العزيز آل سعود، ويقع في الجامعة الإسلامية العالمية في إسلام آباد، باكستان.[562]
- مركز الملك سلمان الاجتماعي
- ميثاق الملك سلمان العمراني

## كُتِبَ عنه
- «خادم الحرمين الشريفين الملك سلمان بن عبد العزيز رائد التنمية الحديثة».[563]
- «سلمان»، صدر عن مؤسسة التراث الخيرية.[564]
- «في حُبِّ الملك سلمان»، صدر عن دار الكتب والدراسات العربية (2017م).[565]

## روابط خارجية
- سلمان بن عبد العزيز آل سعود على موقع مونزينجر (الألمانية)

| سلمانآل سعودولد: 31 ديسمبر 1935 |                                                          |                                 |
| منصب                            |                                                          |                                 |
| سبقه عبد الله بن عبد العزيز     | ملك السعودية 2015–الآن 1436هـ-الآن                       | الحالي ولي العهد: محمد بن سلمان |
| العائلة المالكة السعودية        |                                                          |                                 |
| سبقه نايف بن عبد العزيز         | ولي العهد 2012–2015 1433–1436هـ                          | تبعه مقرن بن عبد العزيز         |
| سبقه فهد بن عبد العزيز          | رئيس مجلس العائلة المالكة 2005-الآن 1425هـ-الآن          | تبعه ما زال                     |
| المناصب السياسية                |                                                          |                                 |
| سبقه عبد الله بن عبد العزيز     | رئيس مجلس الوزراء 2015–الآن 1436هـ-الآن                  | الحالي                          |
| سبقه نايف بن عبد العزيز         | أمير منطقة الرياض (الفترة الأولى) 1955–1960 1374–1380هـ  | تبعه فواز بن عبد العزيز         |
| سبقه بدر بن سعود بن عبد العزيز  | أمير منطقة الرياض (الفترة الثانية) 1963–2011 1382–1432هـ | تبعه سطام بن عبد العزيز         |
| سبقه سلطان بن عبد العزيز        | وزير الدفاع 2011–2015 1432–1436هـ                        | تبعه محمد بن سلمان              |